# Elliott Yamin
Elliott Yamin, né le 20 juillet 1978 à Los Angeles, Californie, aux États-Unis, est un chanteur américain, issu de la cinquième saison du télécrochet American Idol.

## Prestations lors d'American Idol
| Semaine #                     | Semaine #                     | Semaine #                     | Semaine #                     | Semaine #                     | Semaine #                     | Semaine #                     | Semaine #                     | Semaine #                     | Semaine #                     | Semaine #                     | Semaine #                     | Semaine #                     | Semaine #                     | Semaine #                     | Semaine #                     | Semaine #                     | Semaine #                     | Semaine #                     | Semaine #                     | Semaine #                     | Semaine #                     | Semaine #                     | Semaine #                     | Semaine #                     | Semaine #                     | Semaine #                     | Semaine #                     | Semaine #                     | Semaine #                     | Semaine #                     | Semaine #                     | Semaine #                     | Semaine #                     | Semaine #                     | Semaine #                     | Semaine #                     | Semaine #                     | Semaine #                     | Semaine #                     | Semaine #                     | Semaine #                     | Semaine #                     | Semaine #                     | Semaine #                     | Semaine #                     | Semaine #                     | Semaine #                     | Semaine #                     | Semaine #                     | Semaine #                     | Semaine #                     | Semaine #                     | Semaine #                     | Semaine #                     | Semaine #                     | Semaine #                     | Semaine #                     | Semaine #                     | Semaine #                     | Semaine #                     | Semaine #                     | Semaine #                     | Semaine #                     | Semaine #                     | Semaine #                     | Semaine #                     | Semaine #                     | Semaine #                     | Semaine #                     | Semaine #                     | Semaine #                     | Semaine #                     | Semaine #                     | Semaine #                     | Semaine #                     | Semaine #                     | Semaine #                     | Semaine #                     | Semaine #                     | Semaine #                     | Semaine #                     | Semaine #                     | Semaine #                     | Semaine #                     | Semaine #                     | Semaine #                     | Semaine #                     | Semaine #                     | Semaine #                     | Thème                                                                 | Thème                                                                 | Thème                                                                 | Thème                                                                 | Thème                                                                 | Thème                                                                 | Thème                                                                 | Thème                                                                 | Thème                                                                 | Thème                                                                 | Thème                                                                 | Thème                                                                 | Thème                                                                 | Thème                                                                 | Thème                                                                 | Thème                                                                 | Thème                                                                 | Thème                                                                 | Thème                                                                 | Thème                                                                 | Thème                                                                 | Thème                                                                 | Thème                                                                 | Thème                                                                 | Thème                                                                 | Thème                                                                 | Thème                                                                 | Thème                                                                 | Thème                                                                 | Thème                                                                 | Thème                                                                 | Thème                                                                 | Thème                                                                 | Thème                                                                 | Thème                                                                 | Thème                                                                 | Thème                                                                 | Thème                                                                 | Thème                                                                 | Thème                                                                 | Thème                                                                 | Thème                                                                 | Thème                                                                 | Thème                                                                 | Thème                                                                 | Thème                                                                 | Thème                                                                 | Thème                                                                 | Thème                                                                 | Thème                                                                 | Thème                                                                 | Thème                                                                 | Thème                                                                 | Thème                                                                 | Thème                                                                 | Thème                                                                 | Thème                                                                 | Thème                                                                 | Thème                                                                 | Thème                                                                 | Thème                                                                 | Thème                                                                 | Thème                                                                 | Thème                                                                 | Thème                                                                 | Thème                                                                 | Thème                                                                 | Thème                                                                 | Thème                                                                 | Thème                                                                 | Thème                                                                 | Thème                                                                 | Thème                                                                 | Thème                                                                 | Thème                                                                 | Thème                                                                 | Thème                                                                 | Thème                                                                 | Thème                                                                 | Thème                                                                 | Thème                                                                 | Thème                                                                 | Thème                                                                 | Thème                                                                 | Thème                                                                 | Thème                                                                 | Thème                                                                 | Thème                                                                 | Thème                                                                 | Thème                                                                 | Thème                                                                 | Thème                                                                 | Thème                                                                 | Thème                                                                 | Thème                                                                 | Thème                                                                 | Thème                                                                 | Thème                                                                 | Thème                                                                 | Thème                                                                 | Chanson                                                   | Chanson                                                   | Chanson                                                   | Chanson                                                   | Chanson                                                   | Chanson                                                   | Chanson                                                   | Chanson                                                   | Chanson                                                   | Chanson                                                   | Chanson                                                   | Chanson                                                   | Chanson                                                   | Chanson                                                   | Chanson                                                   | Chanson                                                   | Chanson                                                   | Chanson                                                   | Chanson                                                   | Chanson                                                   | Chanson                                                   | Chanson                                                   | Chanson                                                   | Chanson                                                   | Chanson                                                   | Chanson                                                   | Chanson                                                   | Chanson                                                   | Chanson                                                   | Chanson                                                   | Chanson                                                   | Chanson                                                   | Chanson                                                   | Chanson                                                   | Chanson                                                   | Chanson                                                   | Chanson                                                   | Chanson                                                   | Chanson                                                   | Chanson                                                   | Chanson                                                   | Chanson                                                   | Chanson                                                   | Chanson                                                   | Chanson                                                   | Chanson                                                   | Chanson                                                   | Chanson                                                   | Chanson                                                   | Chanson                                                   | Chanson                                                   | Chanson                                                   | Chanson                                                   | Chanson                                                   | Chanson                                                   | Chanson                                                   | Chanson                                                   | Chanson                                                   | Chanson                                                   | Chanson                                                   | Chanson                                                   | Chanson                                                   | Chanson                                                   | Chanson                                                   | Chanson                                                   | Chanson                                                   | Chanson                                                   | Chanson                                                   | Chanson                                                   | Chanson                                                   | Chanson                                                   | Chanson                                                   | Chanson                                                   | Chanson                                                   | Chanson                                                   | Chanson                                                   | Chanson                                                   | Chanson                                                   | Chanson                                                   | Chanson                                                   | Chanson                                                   | Chanson                                                   | Chanson                                                   | Chanson                                                   | Chanson                                                   | Chanson                                                   | Chanson                                                   | Chanson                                                   | Chanson                                                   | Chanson                                                   | Chanson                                                   | Chanson                                                   | Chanson                                                   | Chanson                                                   | Chanson                                                   | Chanson                                                   | Chanson                                                   | Chanson                                                   | Chanson                                                   | Chanson                                                   | Chanson                                                   | Chanson                                                   | Chanson                                                   | Chanson                                                   | Chanson                                                   | Chanson                                                   | Chanson                                                   | Chanson                                                   | Chanson                                                   | Chanson                                                   | Chanson                                                   | Chanson                                                   | Chanson                                                   | Chanson                                                   | Chanson                                                   | Chanson                                                   | Chanson                                                   | Chanson                                                   | Chanson                                                   | Chanson                                                   | Chanson                                                   | Chanson                                                   | Chanson                                                   | Chanson                                                   | Chanson                                                   | Chanson                                                   | Chanson                                                   | Chanson                                                   | Chanson                                                   | Chanson                                                   | Artiste                            | Artiste                            | Artiste                            | Artiste                            | Artiste                            | Artiste                            | Artiste                            | Artiste                            | Artiste                            | Artiste                            | Artiste                            | Artiste                            | Artiste                            | Artiste                            | Artiste                            | Artiste                            | Artiste                            | Artiste                            | Artiste                            | Artiste                            | Artiste                            | Artiste                            | Artiste                            | Artiste                            | Artiste                            | Artiste                            | Artiste                            | Artiste                            | Artiste                            | Artiste                            | Artiste                            | Artiste                            | Artiste                            | Artiste                            | Artiste                            | Artiste                            | Artiste                            | Artiste                            | Artiste                            | Artiste                            | Artiste                            | Artiste                            | Artiste                            | Artiste                            | Artiste                            | Artiste                            | Artiste                            | Artiste                            | Artiste                            | Artiste                            | Artiste                            | Artiste                            | Artiste                            | Artiste                            | Artiste                            | Artiste                            | Artiste                            | Artiste                            | Artiste                            | Artiste                            | Artiste                            | Artiste                            | Artiste                            | Artiste                            | Artiste                            | Artiste                            | Artiste                            | Artiste                            | Artiste                            | Artiste                            | Artiste                            | Artiste                            | Artiste                            | Artiste                            | Artiste                            | Artiste                            | Artiste                            | Artiste                            | Artiste                            | Artiste                            | Artiste                            | Artiste                            | Artiste                            | Artiste                            | Artiste                            | Artiste                            | Artiste                            | Artiste                            | Artiste                            | Artiste                            | Artiste                            | Artiste                            | Artiste                            | Artiste                            | Artiste                            | Artiste                            | Artiste                            | Artiste                            | Artiste                            | Artiste                            | Ordre # | Ordre # | Ordre # | Ordre # | Ordre # | Ordre # | Ordre # | Ordre # | Ordre # | Ordre # | Ordre # | Ordre # | Ordre # | Ordre # | Ordre # | Ordre # | Ordre # | Ordre # | Ordre # | Ordre # | Ordre # | Ordre # | Ordre # | Ordre # | Ordre # | Ordre # | Ordre # | Ordre # | Ordre # | Ordre # | Ordre # | Ordre # | Ordre # | Ordre # | Ordre # | Ordre # | Ordre # | Ordre # | Ordre # | Ordre # | Ordre # | Ordre # | Ordre # | Ordre # | Ordre # | Ordre # | Ordre # | Ordre # | Ordre # | Ordre # | Ordre # | Ordre # | Ordre # | Ordre # | Ordre # | Ordre # | Ordre # | Ordre # | Ordre # | Ordre # | Ordre # | Ordre # | Ordre # | Ordre # | Ordre # | Ordre # | Ordre # | Ordre # | Ordre # | Ordre # | Résultat | Résultat | Résultat | Résultat | Résultat | Résultat | Résultat | Résultat | Résultat | Résultat | Résultat | Résultat | Résultat | Résultat | Résultat | Résultat | Résultat | Résultat | Résultat | Résultat | Résultat | Résultat | Résultat | Résultat | Résultat | Résultat | Résultat | Résultat | Résultat | Résultat | Résultat | Résultat | Résultat | Résultat | Résultat | Résultat | Résultat | Résultat | Résultat | Résultat | Résultat | Résultat | Résultat | Résultat | Résultat | Résultat | Résultat | Résultat | Résultat | Résultat | Résultat | Résultat | Résultat | Résultat | Résultat | Résultat | Résultat | Résultat | Résultat | Résultat | Résultat | Résultat | Résultat | Résultat | Résultat | Résultat | Résultat | Résultat | Résultat | Résultat |
| Audition                      | Audition                      | Audition                      | Audition                      | Audition                      | Audition                      | Audition                      | Audition                      | Audition                      | Audition                      | Audition                      | Audition                      | Audition                      | Audition                      | Audition                      | Audition                      | Audition                      | Audition                      | Audition                      | Audition                      | Audition                      | Audition                      | Audition                      | Audition                      | Audition                      | Audition                      | Audition                      | Audition                      | Audition                      | Audition                      | Audition                      | Audition                      | Audition                      | Audition                      | Audition                      | Audition                      | Audition                      | Audition                      | Audition                      | Audition                      | Audition                      | Audition                      | Audition                      | Audition                      | Audition                      | Audition                      | Audition                      | Audition                      | Audition                      | Audition                      | Audition                      | Audition                      | Audition                      | Audition                      | Audition                      | Audition                      | Audition                      | Audition                      | Audition                      | Audition                      | Audition                      | Audition                      | Audition                      | Audition                      | Audition                      | Audition                      | Audition                      | Audition                      | Audition                      | Audition                      | Audition                      | Audition                      | Audition                      | Audition                      | Audition                      | Audition                      | Audition                      | Audition                      | Audition                      | Audition                      | Audition                      | Audition                      | Audition                      | Audition                      | Audition                      | Audition                      | Audition                      | Audition                      | Audition                      | Audition                      | N/A                                                                   | N/A                                                                   | N/A                                                                   | N/A                                                                   | N/A                                                                   | N/A                                                                   | N/A                                                                   | N/A                                                                   | N/A                                                                   | N/A                                                                   | N/A                                                                   | N/A                                                                   | N/A                                                                   | N/A                                                                   | N/A                                                                   | N/A                                                                   | N/A                                                                   | N/A                                                                   | N/A                                                                   | N/A                                                                   | N/A                                                                   | N/A                                                                   | N/A                                                                   | N/A                                                                   | N/A                                                                   | N/A                                                                   | N/A                                                                   | N/A                                                                   | N/A                                                                   | N/A                                                                   | N/A                                                                   | N/A                                                                   | N/A                                                                   | N/A                                                                   | N/A                                                                   | N/A                                                                   | N/A                                                                   | N/A                                                                   | N/A                                                                   | N/A                                                                   | N/A                                                                   | N/A                                                                   | N/A                                                                   | N/A                                                                   | N/A                                                                   | N/A                                                                   | N/A                                                                   | N/A                                                                   | N/A                                                                   | N/A                                                                   | N/A                                                                   | N/A                                                                   | N/A                                                                   | N/A                                                                   | N/A                                                                   | N/A                                                                   | N/A                                                                   | N/A                                                                   | N/A                                                                   | N/A                                                                   | N/A                                                                   | N/A                                                                   | N/A                                                                   | N/A                                                                   | N/A                                                                   | N/A                                                                   | N/A                                                                   | N/A                                                                   | N/A                                                                   | N/A                                                                   | N/A                                                                   | N/A                                                                   | N/A                                                                   | N/A                                                                   | N/A                                                                   | N/A                                                                   | N/A                                                                   | N/A                                                                   | N/A                                                                   | N/A                                                                   | N/A                                                                   | N/A                                                                   | N/A                                                                   | N/A                                                                   | N/A                                                                   | N/A                                                                   | N/A                                                                   | N/A                                                                   | N/A                                                                   | N/A                                                                   | N/A                                                                   | N/A                                                                   | N/A                                                                   | N/A                                                                   | N/A                                                                   | N/A                                                                   | N/A                                                                   | N/A                                                                   | N/A                                                                   | N/A                                                                   | A Song for You                                            | A Song for You                                            | A Song for You                                            | A Song for You                                            | A Song for You                                            | A Song for You                                            | A Song for You                                            | A Song for You                                            | A Song for You                                            | A Song for You                                            | A Song for You                                            | A Song for You                                            | A Song for You                                            | A Song for You                                            | A Song for You                                            | A Song for You                                            | A Song for You                                            | A Song for You                                            | A Song for You                                            | A Song for You                                            | A Song for You                                            | A Song for You                                            | A Song for You                                            | A Song for You                                            | A Song for You                                            | A Song for You                                            | A Song for You                                            | A Song for You                                            | A Song for You                                            | A Song for You                                            | A Song for You                                            | A Song for You                                            | A Song for You                                            | A Song for You                                            | A Song for You                                            | A Song for You                                            | A Song for You                                            | A Song for You                                            | A Song for You                                            | A Song for You                                            | A Song for You                                            | A Song for You                                            | A Song for You                                            | A Song for You                                            | A Song for You                                            | A Song for You                                            | A Song for You                                            | A Song for You                                            | A Song for You                                            | A Song for You                                            | A Song for You                                            | A Song for You                                            | A Song for You                                            | A Song for You                                            | A Song for You                                            | A Song for You                                            | A Song for You                                            | A Song for You                                            | A Song for You                                            | A Song for You                                            | A Song for You                                            | A Song for You                                            | A Song for You                                            | A Song for You                                            | A Song for You                                            | A Song for You                                            | A Song for You                                            | A Song for You                                            | A Song for You                                            | A Song for You                                            | A Song for You                                            | A Song for You                                            | A Song for You                                            | A Song for You                                            | A Song for You                                            | A Song for You                                            | A Song for You                                            | A Song for You                                            | A Song for You                                            | A Song for You                                            | A Song for You                                            | A Song for You                                            | A Song for You                                            | A Song for You                                            | A Song for You                                            | A Song for You                                            | A Song for You                                            | A Song for You                                            | A Song for You                                            | A Song for You                                            | A Song for You                                            | A Song for You                                            | A Song for You                                            | A Song for You                                            | A Song for You                                            | A Song for You                                            | A Song for You                                            | A Song for You                                            | A Song for You                                            | A Song for You                                            | A Song for You                                            | A Song for You                                            | A Song for You                                            | A Song for You                                            | A Song for You                                            | A Song for You                                            | A Song for You                                            | A Song for You                                            | A Song for You                                            | A Song for You                                            | A Song for You                                            | A Song for You                                            | A Song for You                                            | A Song for You                                            | A Song for You                                            | A Song for You                                            | A Song for You                                            | A Song for You                                            | A Song for You                                            | A Song for You                                            | A Song for You                                            | A Song for You                                            | A Song for You                                            | A Song for You                                            | A Song for You                                            | A Song for You                                            | A Song for You                                            | A Song for You                                            | A Song for You                                            | A Song for You                                            | Leon Russell                       | Leon Russell                       | Leon Russell                       | Leon Russell                       | Leon Russell                       | Leon Russell                       | Leon Russell                       | Leon Russell                       | Leon Russell                       | Leon Russell                       | Leon Russell                       | Leon Russell                       | Leon Russell                       | Leon Russell                       | Leon Russell                       | Leon Russell                       | Leon Russell                       | Leon Russell                       | Leon Russell                       | Leon Russell                       | Leon Russell                       | Leon Russell                       | Leon Russell                       | Leon Russell                       | Leon Russell                       | Leon Russell                       | Leon Russell                       | Leon Russell                       | Leon Russell                       | Leon Russell                       | Leon Russell                       | Leon Russell                       | Leon Russell                       | Leon Russell                       | Leon Russell                       | Leon Russell                       | Leon Russell                       | Leon Russell                       | Leon Russell                       | Leon Russell                       | Leon Russell                       | Leon Russell                       | Leon Russell                       | Leon Russell                       | Leon Russell                       | Leon Russell                       | Leon Russell                       | Leon Russell                       | Leon Russell                       | Leon Russell                       | Leon Russell                       | Leon Russell                       | Leon Russell                       | Leon Russell                       | Leon Russell                       | Leon Russell                       | Leon Russell                       | Leon Russell                       | Leon Russell                       | Leon Russell                       | Leon Russell                       | Leon Russell                       | Leon Russell                       | Leon Russell                       | Leon Russell                       | Leon Russell                       | Leon Russell                       | Leon Russell                       | Leon Russell                       | Leon Russell                       | Leon Russell                       | Leon Russell                       | Leon Russell                       | Leon Russell                       | Leon Russell                       | Leon Russell                       | Leon Russell                       | Leon Russell                       | Leon Russell                       | Leon Russell                       | Leon Russell                       | Leon Russell                       | Leon Russell                       | Leon Russell                       | Leon Russell                       | Leon Russell                       | Leon Russell                       | Leon Russell                       | Leon Russell                       | Leon Russell                       | Leon Russell                       | Leon Russell                       | Leon Russell                       | Leon Russell                       | Leon Russell                       | Leon Russell                       | Leon Russell                       | Leon Russell                       | Leon Russell                       | Leon Russell                       | N/A     | N/A     | N/A     | N/A     | N/A     | N/A     | N/A     | N/A     | N/A     | N/A     | N/A     | N/A     | N/A     | N/A     | N/A     | N/A     | N/A     | N/A     | N/A     | N/A     | N/A     | N/A     | N/A     | N/A     | N/A     | N/A     | N/A     | N/A     | N/A     | N/A     | N/A     | N/A     | N/A     | N/A     | N/A     | N/A     | N/A     | N/A     | N/A     | N/A     | N/A     | N/A     | N/A     | N/A     | N/A     | N/A     | N/A     | N/A     | N/A     | N/A     | N/A     | N/A     | N/A     | N/A     | N/A     | N/A     | N/A     | N/A     | N/A     | N/A     | N/A     | N/A     | N/A     | N/A     | N/A     | N/A     | N/A     | N/A     | N/A     | N/A     | Advanced | Advanced | Advanced | Advanced | Advanced | Advanced | Advanced | Advanced | Advanced | Advanced | Advanced | Advanced | Advanced | Advanced | Advanced | Advanced | Advanced | Advanced | Advanced | Advanced | Advanced | Advanced | Advanced | Advanced | Advanced | Advanced | Advanced | Advanced | Advanced | Advanced | Advanced | Advanced | Advanced | Advanced | Advanced | Advanced | Advanced | Advanced | Advanced | Advanced | Advanced | Advanced | Advanced | Advanced | Advanced | Advanced | Advanced | Advanced | Advanced | Advanced | Advanced | Advanced | Advanced | Advanced | Advanced | Advanced | Advanced | Advanced | Advanced | Advanced | Advanced | Advanced | Advanced | Advanced | Advanced | Advanced | Advanced | Advanced | Advanced | Advanced |
| Hollywood                     | Hollywood                     | Hollywood                     | Hollywood                     | Hollywood                     | Hollywood                     | Hollywood                     | Hollywood                     | Hollywood                     | Hollywood                     | Hollywood                     | Hollywood                     | Hollywood                     | Hollywood                     | Hollywood                     | Hollywood                     | Hollywood                     | Hollywood                     | Hollywood                     | Hollywood                     | Hollywood                     | Hollywood                     | Hollywood                     | Hollywood                     | Hollywood                     | Hollywood                     | Hollywood                     | Hollywood                     | Hollywood                     | Hollywood                     | Hollywood                     | Hollywood                     | Hollywood                     | Hollywood                     | Hollywood                     | Hollywood                     | Hollywood                     | Hollywood                     | Hollywood                     | Hollywood                     | Hollywood                     | Hollywood                     | Hollywood                     | Hollywood                     | Hollywood                     | Hollywood                     | Hollywood                     | Hollywood                     | Hollywood                     | Hollywood                     | Hollywood                     | Hollywood                     | Hollywood                     | Hollywood                     | Hollywood                     | Hollywood                     | Hollywood                     | Hollywood                     | Hollywood                     | Hollywood                     | Hollywood                     | Hollywood                     | Hollywood                     | Hollywood                     | Hollywood                     | Hollywood                     | Hollywood                     | Hollywood                     | Hollywood                     | Hollywood                     | Hollywood                     | Hollywood                     | Hollywood                     | Hollywood                     | Hollywood                     | Hollywood                     | Hollywood                     | Hollywood                     | Hollywood                     | Hollywood                     | Hollywood                     | Hollywood                     | Hollywood                     | Hollywood                     | Hollywood                     | Hollywood                     | Hollywood                     | Hollywood                     | Hollywood                     | Hollywood                     | N/A                                                                   | N/A                                                                   | N/A                                                                   | N/A                                                                   | N/A                                                                   | N/A                                                                   | N/A                                                                   | N/A                                                                   | N/A                                                                   | N/A                                                                   | N/A                                                                   | N/A                                                                   | N/A                                                                   | N/A                                                                   | N/A                                                                   | N/A                                                                   | N/A                                                                   | N/A                                                                   | N/A                                                                   | N/A                                                                   | N/A                                                                   | N/A                                                                   | N/A                                                                   | N/A                                                                   | N/A                                                                   | N/A                                                                   | N/A                                                                   | N/A                                                                   | N/A                                                                   | N/A                                                                   | N/A                                                                   | N/A                                                                   | N/A                                                                   | N/A                                                                   | N/A                                                                   | N/A                                                                   | N/A                                                                   | N/A                                                                   | N/A                                                                   | N/A                                                                   | N/A                                                                   | N/A                                                                   | N/A                                                                   | N/A                                                                   | N/A                                                                   | N/A                                                                   | N/A                                                                   | N/A                                                                   | N/A                                                                   | N/A                                                                   | N/A                                                                   | N/A                                                                   | N/A                                                                   | N/A                                                                   | N/A                                                                   | N/A                                                                   | N/A                                                                   | N/A                                                                   | N/A                                                                   | N/A                                                                   | N/A                                                                   | N/A                                                                   | N/A                                                                   | N/A                                                                   | N/A                                                                   | N/A                                                                   | N/A                                                                   | N/A                                                                   | N/A                                                                   | N/A                                                                   | N/A                                                                   | N/A                                                                   | N/A                                                                   | N/A                                                                   | N/A                                                                   | N/A                                                                   | N/A                                                                   | N/A                                                                   | N/A                                                                   | N/A                                                                   | N/A                                                                   | N/A                                                                   | N/A                                                                   | N/A                                                                   | N/A                                                                   | N/A                                                                   | N/A                                                                   | N/A                                                                   | N/A                                                                   | N/A                                                                   | N/A                                                                   | N/A                                                                   | N/A                                                                   | N/A                                                                   | N/A                                                                   | N/A                                                                   | N/A                                                                   | N/A                                                                   | N/A                                                                   | N/A                                                                   | Bless the Broken Road                                     | Bless the Broken Road                                     | Bless the Broken Road                                     | Bless the Broken Road                                     | Bless the Broken Road                                     | Bless the Broken Road                                     | Bless the Broken Road                                     | Bless the Broken Road                                     | Bless the Broken Road                                     | Bless the Broken Road                                     | Bless the Broken Road                                     | Bless the Broken Road                                     | Bless the Broken Road                                     | Bless the Broken Road                                     | Bless the Broken Road                                     | Bless the Broken Road                                     | Bless the Broken Road                                     | Bless the Broken Road                                     | Bless the Broken Road                                     | Bless the Broken Road                                     | Bless the Broken Road                                     | Bless the Broken Road                                     | Bless the Broken Road                                     | Bless the Broken Road                                     | Bless the Broken Road                                     | Bless the Broken Road                                     | Bless the Broken Road                                     | Bless the Broken Road                                     | Bless the Broken Road                                     | Bless the Broken Road                                     | Bless the Broken Road                                     | Bless the Broken Road                                     | Bless the Broken Road                                     | Bless the Broken Road                                     | Bless the Broken Road                                     | Bless the Broken Road                                     | Bless the Broken Road                                     | Bless the Broken Road                                     | Bless the Broken Road                                     | Bless the Broken Road                                     | Bless the Broken Road                                     | Bless the Broken Road                                     | Bless the Broken Road                                     | Bless the Broken Road                                     | Bless the Broken Road                                     | Bless the Broken Road                                     | Bless the Broken Road                                     | Bless the Broken Road                                     | Bless the Broken Road                                     | Bless the Broken Road                                     | Bless the Broken Road                                     | Bless the Broken Road                                     | Bless the Broken Road                                     | Bless the Broken Road                                     | Bless the Broken Road                                     | Bless the Broken Road                                     | Bless the Broken Road                                     | Bless the Broken Road                                     | Bless the Broken Road                                     | Bless the Broken Road                                     | Bless the Broken Road                                     | Bless the Broken Road                                     | Bless the Broken Road                                     | Bless the Broken Road                                     | Bless the Broken Road                                     | Bless the Broken Road                                     | Bless the Broken Road                                     | Bless the Broken Road                                     | Bless the Broken Road                                     | Bless the Broken Road                                     | Bless the Broken Road                                     | Bless the Broken Road                                     | Bless the Broken Road                                     | Bless the Broken Road                                     | Bless the Broken Road                                     | Bless the Broken Road                                     | Bless the Broken Road                                     | Bless the Broken Road                                     | Bless the Broken Road                                     | Bless the Broken Road                                     | Bless the Broken Road                                     | Bless the Broken Road                                     | Bless the Broken Road                                     | Bless the Broken Road                                     | Bless the Broken Road                                     | Bless the Broken Road                                     | Bless the Broken Road                                     | Bless the Broken Road                                     | Bless the Broken Road                                     | Bless the Broken Road                                     | Bless the Broken Road                                     | Bless the Broken Road                                     | Bless the Broken Road                                     | Bless the Broken Road                                     | Bless the Broken Road                                     | Bless the Broken Road                                     | Bless the Broken Road                                     | Bless the Broken Road                                     | Bless the Broken Road                                     | Bless the Broken Road                                     | Bless the Broken Road                                     | Bless the Broken Road                                     | Bless the Broken Road                                     | Bless the Broken Road                                     | Bless the Broken Road                                     | Bless the Broken Road                                     | Bless the Broken Road                                     | Bless the Broken Road                                     | Bless the Broken Road                                     | Bless the Broken Road                                     | Bless the Broken Road                                     | Bless the Broken Road                                     | Bless the Broken Road                                     | Bless the Broken Road                                     | Bless the Broken Road                                     | Bless the Broken Road                                     | Bless the Broken Road                                     | Bless the Broken Road                                     | Bless the Broken Road                                     | Bless the Broken Road                                     | Bless the Broken Road                                     | Bless the Broken Road                                     | Bless the Broken Road                                     | Bless the Broken Road                                     | Bless the Broken Road                                     | Bless the Broken Road                                     | Bless the Broken Road                                     | Bless the Broken Road                                     | Bless the Broken Road                                     | Bless the Broken Road                                     | Nitty Gritty Dirt Band             | Nitty Gritty Dirt Band             | Nitty Gritty Dirt Band             | Nitty Gritty Dirt Band             | Nitty Gritty Dirt Band             | Nitty Gritty Dirt Band             | Nitty Gritty Dirt Band             | Nitty Gritty Dirt Band             | Nitty Gritty Dirt Band             | Nitty Gritty Dirt Band             | Nitty Gritty Dirt Band             | Nitty Gritty Dirt Band             | Nitty Gritty Dirt Band             | Nitty Gritty Dirt Band             | Nitty Gritty Dirt Band             | Nitty Gritty Dirt Band             | Nitty Gritty Dirt Band             | Nitty Gritty Dirt Band             | Nitty Gritty Dirt Band             | Nitty Gritty Dirt Band             | Nitty Gritty Dirt Band             | Nitty Gritty Dirt Band             | Nitty Gritty Dirt Band             | Nitty Gritty Dirt Band             | Nitty Gritty Dirt Band             | Nitty Gritty Dirt Band             | Nitty Gritty Dirt Band             | Nitty Gritty Dirt Band             | Nitty Gritty Dirt Band             | Nitty Gritty Dirt Band             | Nitty Gritty Dirt Band             | Nitty Gritty Dirt Band             | Nitty Gritty Dirt Band             | Nitty Gritty Dirt Band             | Nitty Gritty Dirt Band             | Nitty Gritty Dirt Band             | Nitty Gritty Dirt Band             | Nitty Gritty Dirt Band             | Nitty Gritty Dirt Band             | Nitty Gritty Dirt Band             | Nitty Gritty Dirt Band             | Nitty Gritty Dirt Band             | Nitty Gritty Dirt Band             | Nitty Gritty Dirt Band             | Nitty Gritty Dirt Band             | Nitty Gritty Dirt Band             | Nitty Gritty Dirt Band             | Nitty Gritty Dirt Band             | Nitty Gritty Dirt Band             | Nitty Gritty Dirt Band             | Nitty Gritty Dirt Band             | Nitty Gritty Dirt Band             | Nitty Gritty Dirt Band             | Nitty Gritty Dirt Band             | Nitty Gritty Dirt Band             | Nitty Gritty Dirt Band             | Nitty Gritty Dirt Band             | Nitty Gritty Dirt Band             | Nitty Gritty Dirt Band             | Nitty Gritty Dirt Band             | Nitty Gritty Dirt Band             | Nitty Gritty Dirt Band             | Nitty Gritty Dirt Band             | Nitty Gritty Dirt Band             | Nitty Gritty Dirt Band             | Nitty Gritty Dirt Band             | Nitty Gritty Dirt Band             | Nitty Gritty Dirt Band             | Nitty Gritty Dirt Band             | Nitty Gritty Dirt Band             | Nitty Gritty Dirt Band             | Nitty Gritty Dirt Band             | Nitty Gritty Dirt Band             | Nitty Gritty Dirt Band             | Nitty Gritty Dirt Band             | Nitty Gritty Dirt Band             | Nitty Gritty Dirt Band             | Nitty Gritty Dirt Band             | Nitty Gritty Dirt Band             | Nitty Gritty Dirt Band             | Nitty Gritty Dirt Band             | Nitty Gritty Dirt Band             | Nitty Gritty Dirt Band             | Nitty Gritty Dirt Band             | Nitty Gritty Dirt Band             | Nitty Gritty Dirt Band             | Nitty Gritty Dirt Band             | Nitty Gritty Dirt Band             | Nitty Gritty Dirt Band             | Nitty Gritty Dirt Band             | Nitty Gritty Dirt Band             | Nitty Gritty Dirt Band             | Nitty Gritty Dirt Band             | Nitty Gritty Dirt Band             | Nitty Gritty Dirt Band             | Nitty Gritty Dirt Band             | Nitty Gritty Dirt Band             | Nitty Gritty Dirt Band             | Nitty Gritty Dirt Band             | Nitty Gritty Dirt Band             | N/A     | N/A     | N/A     | N/A     | N/A     | N/A     | N/A     | N/A     | N/A     | N/A     | N/A     | N/A     | N/A     | N/A     | N/A     | N/A     | N/A     | N/A     | N/A     | N/A     | N/A     | N/A     | N/A     | N/A     | N/A     | N/A     | N/A     | N/A     | N/A     | N/A     | N/A     | N/A     | N/A     | N/A     | N/A     | N/A     | N/A     | N/A     | N/A     | N/A     | N/A     | N/A     | N/A     | N/A     | N/A     | N/A     | N/A     | N/A     | N/A     | N/A     | N/A     | N/A     | N/A     | N/A     | N/A     | N/A     | N/A     | N/A     | N/A     | N/A     | N/A     | N/A     | N/A     | N/A     | N/A     | N/A     | N/A     | N/A     | N/A     | N/A     | Advanced | Advanced | Advanced | Advanced | Advanced | Advanced | Advanced | Advanced | Advanced | Advanced | Advanced | Advanced | Advanced | Advanced | Advanced | Advanced | Advanced | Advanced | Advanced | Advanced | Advanced | Advanced | Advanced | Advanced | Advanced | Advanced | Advanced | Advanced | Advanced | Advanced | Advanced | Advanced | Advanced | Advanced | Advanced | Advanced | Advanced | Advanced | Advanced | Advanced | Advanced | Advanced | Advanced | Advanced | Advanced | Advanced | Advanced | Advanced | Advanced | Advanced | Advanced | Advanced | Advanced | Advanced | Advanced | Advanced | Advanced | Advanced | Advanced | Advanced | Advanced | Advanced | Advanced | Advanced | Advanced | Advanced | Advanced | Advanced | Advanced | Advanced |
| Hollywood – Group Performance | Hollywood – Group Performance | Hollywood – Group Performance | Hollywood – Group Performance | Hollywood – Group Performance | Hollywood – Group Performance | Hollywood – Group Performance | Hollywood – Group Performance | Hollywood – Group Performance | Hollywood – Group Performance | Hollywood – Group Performance | Hollywood – Group Performance | Hollywood – Group Performance | Hollywood – Group Performance | Hollywood – Group Performance | Hollywood – Group Performance | Hollywood – Group Performance | Hollywood – Group Performance | Hollywood – Group Performance | Hollywood – Group Performance | Hollywood – Group Performance | Hollywood – Group Performance | Hollywood – Group Performance | Hollywood – Group Performance | Hollywood – Group Performance | Hollywood – Group Performance | Hollywood – Group Performance | Hollywood – Group Performance | Hollywood – Group Performance | Hollywood – Group Performance | Hollywood – Group Performance | Hollywood – Group Performance | Hollywood – Group Performance | Hollywood – Group Performance | Hollywood – Group Performance | Hollywood – Group Performance | Hollywood – Group Performance | Hollywood – Group Performance | Hollywood – Group Performance | Hollywood – Group Performance | Hollywood – Group Performance | Hollywood – Group Performance | Hollywood – Group Performance | Hollywood – Group Performance | Hollywood – Group Performance | Hollywood – Group Performance | Hollywood – Group Performance | Hollywood – Group Performance | Hollywood – Group Performance | Hollywood – Group Performance | Hollywood – Group Performance | Hollywood – Group Performance | Hollywood – Group Performance | Hollywood – Group Performance | Hollywood – Group Performance | Hollywood – Group Performance | Hollywood – Group Performance | Hollywood – Group Performance | Hollywood – Group Performance | Hollywood – Group Performance | Hollywood – Group Performance | Hollywood – Group Performance | Hollywood – Group Performance | Hollywood – Group Performance | Hollywood – Group Performance | Hollywood – Group Performance | Hollywood – Group Performance | Hollywood – Group Performance | Hollywood – Group Performance | Hollywood – Group Performance | Hollywood – Group Performance | Hollywood – Group Performance | Hollywood – Group Performance | Hollywood – Group Performance | Hollywood – Group Performance | Hollywood – Group Performance | Hollywood – Group Performance | Hollywood – Group Performance | Hollywood – Group Performance | Hollywood – Group Performance | Hollywood – Group Performance | Hollywood – Group Performance | Hollywood – Group Performance | Hollywood – Group Performance | Hollywood – Group Performance | Hollywood – Group Performance | Hollywood – Group Performance | Hollywood – Group Performance | Hollywood – Group Performance | Hollywood – Group Performance | N/A                                                                   | N/A                                                                   | N/A                                                                   | N/A                                                                   | N/A                                                                   | N/A                                                                   | N/A                                                                   | N/A                                                                   | N/A                                                                   | N/A                                                                   | N/A                                                                   | N/A                                                                   | N/A                                                                   | N/A                                                                   | N/A                                                                   | N/A                                                                   | N/A                                                                   | N/A                                                                   | N/A                                                                   | N/A                                                                   | N/A                                                                   | N/A                                                                   | N/A                                                                   | N/A                                                                   | N/A                                                                   | N/A                                                                   | N/A                                                                   | N/A                                                                   | N/A                                                                   | N/A                                                                   | N/A                                                                   | N/A                                                                   | N/A                                                                   | N/A                                                                   | N/A                                                                   | N/A                                                                   | N/A                                                                   | N/A                                                                   | N/A                                                                   | N/A                                                                   | N/A                                                                   | N/A                                                                   | N/A                                                                   | N/A                                                                   | N/A                                                                   | N/A                                                                   | N/A                                                                   | N/A                                                                   | N/A                                                                   | N/A                                                                   | N/A                                                                   | N/A                                                                   | N/A                                                                   | N/A                                                                   | N/A                                                                   | N/A                                                                   | N/A                                                                   | N/A                                                                   | N/A                                                                   | N/A                                                                   | N/A                                                                   | N/A                                                                   | N/A                                                                   | N/A                                                                   | N/A                                                                   | N/A                                                                   | N/A                                                                   | N/A                                                                   | N/A                                                                   | N/A                                                                   | N/A                                                                   | N/A                                                                   | N/A                                                                   | N/A                                                                   | N/A                                                                   | N/A                                                                   | N/A                                                                   | N/A                                                                   | N/A                                                                   | N/A                                                                   | N/A                                                                   | N/A                                                                   | N/A                                                                   | N/A                                                                   | N/A                                                                   | N/A                                                                   | N/A                                                                   | N/A                                                                   | N/A                                                                   | N/A                                                                   | N/A                                                                   | N/A                                                                   | N/A                                                                   | N/A                                                                   | N/A                                                                   | N/A                                                                   | N/A                                                                   | N/A                                                                   | N/A                                                                   | N/A                                                                   | The Shoop Shoop Song (It's in Her Kiss)                   | The Shoop Shoop Song (It's in Her Kiss)                   | The Shoop Shoop Song (It's in Her Kiss)                   | The Shoop Shoop Song (It's in Her Kiss)                   | The Shoop Shoop Song (It's in Her Kiss)                   | The Shoop Shoop Song (It's in Her Kiss)                   | The Shoop Shoop Song (It's in Her Kiss)                   | The Shoop Shoop Song (It's in Her Kiss)                   | The Shoop Shoop Song (It's in Her Kiss)                   | The Shoop Shoop Song (It's in Her Kiss)                   | The Shoop Shoop Song (It's in Her Kiss)                   | The Shoop Shoop Song (It's in Her Kiss)                   | The Shoop Shoop Song (It's in Her Kiss)                   | The Shoop Shoop Song (It's in Her Kiss)                   | The Shoop Shoop Song (It's in Her Kiss)                   | The Shoop Shoop Song (It's in Her Kiss)                   | The Shoop Shoop Song (It's in Her Kiss)                   | The Shoop Shoop Song (It's in Her Kiss)                   | The Shoop Shoop Song (It's in Her Kiss)                   | The Shoop Shoop Song (It's in Her Kiss)                   | The Shoop Shoop Song (It's in Her Kiss)                   | The Shoop Shoop Song (It's in Her Kiss)                   | The Shoop Shoop Song (It's in Her Kiss)                   | The Shoop Shoop Song (It's in Her Kiss)                   | The Shoop Shoop Song (It's in Her Kiss)                   | The Shoop Shoop Song (It's in Her Kiss)                   | The Shoop Shoop Song (It's in Her Kiss)                   | The Shoop Shoop Song (It's in Her Kiss)                   | The Shoop Shoop Song (It's in Her Kiss)                   | The Shoop Shoop Song (It's in Her Kiss)                   | The Shoop Shoop Song (It's in Her Kiss)                   | The Shoop Shoop Song (It's in Her Kiss)                   | The Shoop Shoop Song (It's in Her Kiss)                   | The Shoop Shoop Song (It's in Her Kiss)                   | The Shoop Shoop Song (It's in Her Kiss)                   | The Shoop Shoop Song (It's in Her Kiss)                   | The Shoop Shoop Song (It's in Her Kiss)                   | The Shoop Shoop Song (It's in Her Kiss)                   | The Shoop Shoop Song (It's in Her Kiss)                   | The Shoop Shoop Song (It's in Her Kiss)                   | The Shoop Shoop Song (It's in Her Kiss)                   | The Shoop Shoop Song (It's in Her Kiss)                   | The Shoop Shoop Song (It's in Her Kiss)                   | The Shoop Shoop Song (It's in Her Kiss)                   | The Shoop Shoop Song (It's in Her Kiss)                   | The Shoop Shoop Song (It's in Her Kiss)                   | The Shoop Shoop Song (It's in Her Kiss)                   | The Shoop Shoop Song (It's in Her Kiss)                   | The Shoop Shoop Song (It's in Her Kiss)                   | The Shoop Shoop Song (It's in Her Kiss)                   | The Shoop Shoop Song (It's in Her Kiss)                   | The Shoop Shoop Song (It's in Her Kiss)                   | The Shoop Shoop Song (It's in Her Kiss)                   | The Shoop Shoop Song (It's in Her Kiss)                   | The Shoop Shoop Song (It's in Her Kiss)                   | The Shoop Shoop Song (It's in Her Kiss)                   | The Shoop Shoop Song (It's in Her Kiss)                   | The Shoop Shoop Song (It's in Her Kiss)                   | The Shoop Shoop Song (It's in Her Kiss)                   | The Shoop Shoop Song (It's in Her Kiss)                   | The Shoop Shoop Song (It's in Her Kiss)                   | The Shoop Shoop Song (It's in Her Kiss)                   | The Shoop Shoop Song (It's in Her Kiss)                   | The Shoop Shoop Song (It's in Her Kiss)                   | The Shoop Shoop Song (It's in Her Kiss)                   | The Shoop Shoop Song (It's in Her Kiss)                   | The Shoop Shoop Song (It's in Her Kiss)                   | The Shoop Shoop Song (It's in Her Kiss)                   | The Shoop Shoop Song (It's in Her Kiss)                   | The Shoop Shoop Song (It's in Her Kiss)                   | The Shoop Shoop Song (It's in Her Kiss)                   | The Shoop Shoop Song (It's in Her Kiss)                   | The Shoop Shoop Song (It's in Her Kiss)                   | The Shoop Shoop Song (It's in Her Kiss)                   | The Shoop Shoop Song (It's in Her Kiss)                   | The Shoop Shoop Song (It's in Her Kiss)                   | The Shoop Shoop Song (It's in Her Kiss)                   | The Shoop Shoop Song (It's in Her Kiss)                   | The Shoop Shoop Song (It's in Her Kiss)                   | The Shoop Shoop Song (It's in Her Kiss)                   | The Shoop Shoop Song (It's in Her Kiss)                   | The Shoop Shoop Song (It's in Her Kiss)                   | The Shoop Shoop Song (It's in Her Kiss)                   | The Shoop Shoop Song (It's in Her Kiss)                   | The Shoop Shoop Song (It's in Her Kiss)                   | The Shoop Shoop Song (It's in Her Kiss)                   | The Shoop Shoop Song (It's in Her Kiss)                   | The Shoop Shoop Song (It's in Her Kiss)                   | The Shoop Shoop Song (It's in Her Kiss)                   | The Shoop Shoop Song (It's in Her Kiss)                   | The Shoop Shoop Song (It's in Her Kiss)                   | The Shoop Shoop Song (It's in Her Kiss)                   | The Shoop Shoop Song (It's in Her Kiss)                   | The Shoop Shoop Song (It's in Her Kiss)                   | The Shoop Shoop Song (It's in Her Kiss)                   | The Shoop Shoop Song (It's in Her Kiss)                   | The Shoop Shoop Song (It's in Her Kiss)                   | The Shoop Shoop Song (It's in Her Kiss)                   | The Shoop Shoop Song (It's in Her Kiss)                   | The Shoop Shoop Song (It's in Her Kiss)                   | The Shoop Shoop Song (It's in Her Kiss)                   | The Shoop Shoop Song (It's in Her Kiss)                   | The Shoop Shoop Song (It's in Her Kiss)                   | The Shoop Shoop Song (It's in Her Kiss)                   | The Shoop Shoop Song (It's in Her Kiss)                   | The Shoop Shoop Song (It's in Her Kiss)                   | The Shoop Shoop Song (It's in Her Kiss)                   | The Shoop Shoop Song (It's in Her Kiss)                   | The Shoop Shoop Song (It's in Her Kiss)                   | The Shoop Shoop Song (It's in Her Kiss)                   | The Shoop Shoop Song (It's in Her Kiss)                   | The Shoop Shoop Song (It's in Her Kiss)                   | The Shoop Shoop Song (It's in Her Kiss)                   | The Shoop Shoop Song (It's in Her Kiss)                   | The Shoop Shoop Song (It's in Her Kiss)                   | The Shoop Shoop Song (It's in Her Kiss)                   | The Shoop Shoop Song (It's in Her Kiss)                   | The Shoop Shoop Song (It's in Her Kiss)                   | The Shoop Shoop Song (It's in Her Kiss)                   | The Shoop Shoop Song (It's in Her Kiss)                   | The Shoop Shoop Song (It's in Her Kiss)                   | The Shoop Shoop Song (It's in Her Kiss)                   | The Shoop Shoop Song (It's in Her Kiss)                   | The Shoop Shoop Song (It's in Her Kiss)                   | The Shoop Shoop Song (It's in Her Kiss)                   | The Shoop Shoop Song (It's in Her Kiss)                   | The Shoop Shoop Song (It's in Her Kiss)                   | The Shoop Shoop Song (It's in Her Kiss)                   | The Shoop Shoop Song (It's in Her Kiss)                   | The Shoop Shoop Song (It's in Her Kiss)                   | Betty Everett                      | Betty Everett                      | Betty Everett                      | Betty Everett                      | Betty Everett                      | Betty Everett                      | Betty Everett                      | Betty Everett                      | Betty Everett                      | Betty Everett                      | Betty Everett                      | Betty Everett                      | Betty Everett                      | Betty Everett                      | Betty Everett                      | Betty Everett                      | Betty Everett                      | Betty Everett                      | Betty Everett                      | Betty Everett                      | Betty Everett                      | Betty Everett                      | Betty Everett                      | Betty Everett                      | Betty Everett                      | Betty Everett                      | Betty Everett                      | Betty Everett                      | Betty Everett                      | Betty Everett                      | Betty Everett                      | Betty Everett                      | Betty Everett                      | Betty Everett                      | Betty Everett                      | Betty Everett                      | Betty Everett                      | Betty Everett                      | Betty Everett                      | Betty Everett                      | Betty Everett                      | Betty Everett                      | Betty Everett                      | Betty Everett                      | Betty Everett                      | Betty Everett                      | Betty Everett                      | Betty Everett                      | Betty Everett                      | Betty Everett                      | Betty Everett                      | Betty Everett                      | Betty Everett                      | Betty Everett                      | Betty Everett                      | Betty Everett                      | Betty Everett                      | Betty Everett                      | Betty Everett                      | Betty Everett                      | Betty Everett                      | Betty Everett                      | Betty Everett                      | Betty Everett                      | Betty Everett                      | Betty Everett                      | Betty Everett                      | Betty Everett                      | Betty Everett                      | Betty Everett                      | Betty Everett                      | Betty Everett                      | Betty Everett                      | Betty Everett                      | Betty Everett                      | Betty Everett                      | Betty Everett                      | Betty Everett                      | Betty Everett                      | Betty Everett                      | Betty Everett                      | Betty Everett                      | Betty Everett                      | Betty Everett                      | Betty Everett                      | Betty Everett                      | Betty Everett                      | Betty Everett                      | Betty Everett                      | Betty Everett                      | Betty Everett                      | Betty Everett                      | Betty Everett                      | Betty Everett                      | Betty Everett                      | Betty Everett                      | Betty Everett                      | Betty Everett                      | Betty Everett                      | Betty Everett                      | N/A     | N/A     | N/A     | N/A     | N/A     | N/A     | N/A     | N/A     | N/A     | N/A     | N/A     | N/A     | N/A     | N/A     | N/A     | N/A     | N/A     | N/A     | N/A     | N/A     | N/A     | N/A     | N/A     | N/A     | N/A     | N/A     | N/A     | N/A     | N/A     | N/A     | N/A     | N/A     | N/A     | N/A     | N/A     | N/A     | N/A     | N/A     | N/A     | N/A     | N/A     | N/A     | N/A     | N/A     | N/A     | N/A     | N/A     | N/A     | N/A     | N/A     | N/A     | N/A     | N/A     | N/A     | N/A     | N/A     | N/A     | N/A     | N/A     | N/A     | N/A     | N/A     | N/A     | N/A     | N/A     | N/A     | N/A     | N/A     | N/A     | N/A     | Advanced | Advanced | Advanced | Advanced | Advanced | Advanced | Advanced | Advanced | Advanced | Advanced | Advanced | Advanced | Advanced | Advanced | Advanced | Advanced | Advanced | Advanced | Advanced | Advanced | Advanced | Advanced | Advanced | Advanced | Advanced | Advanced | Advanced | Advanced | Advanced | Advanced | Advanced | Advanced | Advanced | Advanced | Advanced | Advanced | Advanced | Advanced | Advanced | Advanced | Advanced | Advanced | Advanced | Advanced | Advanced | Advanced | Advanced | Advanced | Advanced | Advanced | Advanced | Advanced | Advanced | Advanced | Advanced | Advanced | Advanced | Advanced | Advanced | Advanced | Advanced | Advanced | Advanced | Advanced | Advanced | Advanced | Advanced | Advanced | Advanced | Advanced |
| Top 50                        | Top 50                        | Top 50                        | Top 50                        | Top 50                        | Top 50                        | Top 50                        | Top 50                        | Top 50                        | Top 50                        | Top 50                        | Top 50                        | Top 50                        | Top 50                        | Top 50                        | Top 50                        | Top 50                        | Top 50                        | Top 50                        | Top 50                        | Top 50                        | Top 50                        | Top 50                        | Top 50                        | Top 50                        | Top 50                        | Top 50                        | Top 50                        | Top 50                        | Top 50                        | Top 50                        | Top 50                        | Top 50                        | Top 50                        | Top 50                        | Top 50                        | Top 50                        | Top 50                        | Top 50                        | Top 50                        | Top 50                        | Top 50                        | Top 50                        | Top 50                        | Top 50                        | Top 50                        | Top 50                        | Top 50                        | Top 50                        | Top 50                        | Top 50                        | Top 50                        | Top 50                        | Top 50                        | Top 50                        | Top 50                        | Top 50                        | Top 50                        | Top 50                        | Top 50                        | Top 50                        | Top 50                        | Top 50                        | Top 50                        | Top 50                        | Top 50                        | Top 50                        | Top 50                        | Top 50                        | Top 50                        | Top 50                        | Top 50                        | Top 50                        | Top 50                        | Top 50                        | Top 50                        | Top 50                        | Top 50                        | Top 50                        | Top 50                        | Top 50                        | Top 50                        | Top 50                        | Top 50                        | Top 50                        | Top 50                        | Top 50                        | Top 50                        | Top 50                        | Top 50                        | N/A                                                                   | N/A                                                                   | N/A                                                                   | N/A                                                                   | N/A                                                                   | N/A                                                                   | N/A                                                                   | N/A                                                                   | N/A                                                                   | N/A                                                                   | N/A                                                                   | N/A                                                                   | N/A                                                                   | N/A                                                                   | N/A                                                                   | N/A                                                                   | N/A                                                                   | N/A                                                                   | N/A                                                                   | N/A                                                                   | N/A                                                                   | N/A                                                                   | N/A                                                                   | N/A                                                                   | N/A                                                                   | N/A                                                                   | N/A                                                                   | N/A                                                                   | N/A                                                                   | N/A                                                                   | N/A                                                                   | N/A                                                                   | N/A                                                                   | N/A                                                                   | N/A                                                                   | N/A                                                                   | N/A                                                                   | N/A                                                                   | N/A                                                                   | N/A                                                                   | N/A                                                                   | N/A                                                                   | N/A                                                                   | N/A                                                                   | N/A                                                                   | N/A                                                                   | N/A                                                                   | N/A                                                                   | N/A                                                                   | N/A                                                                   | N/A                                                                   | N/A                                                                   | N/A                                                                   | N/A                                                                   | N/A                                                                   | N/A                                                                   | N/A                                                                   | N/A                                                                   | N/A                                                                   | N/A                                                                   | N/A                                                                   | N/A                                                                   | N/A                                                                   | N/A                                                                   | N/A                                                                   | N/A                                                                   | N/A                                                                   | N/A                                                                   | N/A                                                                   | N/A                                                                   | N/A                                                                   | N/A                                                                   | N/A                                                                   | N/A                                                                   | N/A                                                                   | N/A                                                                   | N/A                                                                   | N/A                                                                   | N/A                                                                   | N/A                                                                   | N/A                                                                   | N/A                                                                   | N/A                                                                   | N/A                                                                   | N/A                                                                   | N/A                                                                   | N/A                                                                   | N/A                                                                   | N/A                                                                   | N/A                                                                   | N/A                                                                   | N/A                                                                   | N/A                                                                   | N/A                                                                   | N/A                                                                   | N/A                                                                   | N/A                                                                   | N/A                                                                   | N/A                                                                   | N/A                                                                   | A Song for You                                            | A Song for You                                            | A Song for You                                            | A Song for You                                            | A Song for You                                            | A Song for You                                            | A Song for You                                            | A Song for You                                            | A Song for You                                            | A Song for You                                            | A Song for You                                            | A Song for You                                            | A Song for You                                            | A Song for You                                            | A Song for You                                            | A Song for You                                            | A Song for You                                            | A Song for You                                            | A Song for You                                            | A Song for You                                            | A Song for You                                            | A Song for You                                            | A Song for You                                            | A Song for You                                            | A Song for You                                            | A Song for You                                            | A Song for You                                            | A Song for You                                            | A Song for You                                            | A Song for You                                            | A Song for You                                            | A Song for You                                            | A Song for You                                            | A Song for You                                            | A Song for You                                            | A Song for You                                            | A Song for You                                            | A Song for You                                            | A Song for You                                            | A Song for You                                            | A Song for You                                            | A Song for You                                            | A Song for You                                            | A Song for You                                            | A Song for You                                            | A Song for You                                            | A Song for You                                            | A Song for You                                            | A Song for You                                            | A Song for You                                            | A Song for You                                            | A Song for You                                            | A Song for You                                            | A Song for You                                            | A Song for You                                            | A Song for You                                            | A Song for You                                            | A Song for You                                            | A Song for You                                            | A Song for You                                            | A Song for You                                            | A Song for You                                            | A Song for You                                            | A Song for You                                            | A Song for You                                            | A Song for You                                            | A Song for You                                            | A Song for You                                            | A Song for You                                            | A Song for You                                            | A Song for You                                            | A Song for You                                            | A Song for You                                            | A Song for You                                            | A Song for You                                            | A Song for You                                            | A Song for You                                            | A Song for You                                            | A Song for You                                            | A Song for You                                            | A Song for You                                            | A Song for You                                            | A Song for You                                            | A Song for You                                            | A Song for You                                            | A Song for You                                            | A Song for You                                            | A Song for You                                            | A Song for You                                            | A Song for You                                            | A Song for You                                            | A Song for You                                            | A Song for You                                            | A Song for You                                            | A Song for You                                            | A Song for You                                            | A Song for You                                            | A Song for You                                            | A Song for You                                            | A Song for You                                            | A Song for You                                            | A Song for You                                            | A Song for You                                            | A Song for You                                            | A Song for You                                            | A Song for You                                            | A Song for You                                            | A Song for You                                            | A Song for You                                            | A Song for You                                            | A Song for You                                            | A Song for You                                            | A Song for You                                            | A Song for You                                            | A Song for You                                            | A Song for You                                            | A Song for You                                            | A Song for You                                            | A Song for You                                            | A Song for You                                            | A Song for You                                            | A Song for You                                            | A Song for You                                            | A Song for You                                            | A Song for You                                            | A Song for You                                            | A Song for You                                            | A Song for You                                            | A Song for You                                            | A Song for You                                            | Donny Hathaway                     | Donny Hathaway                     | Donny Hathaway                     | Donny Hathaway                     | Donny Hathaway                     | Donny Hathaway                     | Donny Hathaway                     | Donny Hathaway                     | Donny Hathaway                     | Donny Hathaway                     | Donny Hathaway                     | Donny Hathaway                     | Donny Hathaway                     | Donny Hathaway                     | Donny Hathaway                     | Donny Hathaway                     | Donny Hathaway                     | Donny Hathaway                     | Donny Hathaway                     | Donny Hathaway                     | Donny Hathaway                     | Donny Hathaway                     | Donny Hathaway                     | Donny Hathaway                     | Donny Hathaway                     | Donny Hathaway                     | Donny Hathaway                     | Donny Hathaway                     | Donny Hathaway                     | Donny Hathaway                     | Donny Hathaway                     | Donny Hathaway                     | Donny Hathaway                     | Donny Hathaway                     | Donny Hathaway                     | Donny Hathaway                     | Donny Hathaway                     | Donny Hathaway                     | Donny Hathaway                     | Donny Hathaway                     | Donny Hathaway                     | Donny Hathaway                     | Donny Hathaway                     | Donny Hathaway                     | Donny Hathaway                     | Donny Hathaway                     | Donny Hathaway                     | Donny Hathaway                     | Donny Hathaway                     | Donny Hathaway                     | Donny Hathaway                     | Donny Hathaway                     | Donny Hathaway                     | Donny Hathaway                     | Donny Hathaway                     | Donny Hathaway                     | Donny Hathaway                     | Donny Hathaway                     | Donny Hathaway                     | Donny Hathaway                     | Donny Hathaway                     | Donny Hathaway                     | Donny Hathaway                     | Donny Hathaway                     | Donny Hathaway                     | Donny Hathaway                     | Donny Hathaway                     | Donny Hathaway                     | Donny Hathaway                     | Donny Hathaway                     | Donny Hathaway                     | Donny Hathaway                     | Donny Hathaway                     | Donny Hathaway                     | Donny Hathaway                     | Donny Hathaway                     | Donny Hathaway                     | Donny Hathaway                     | Donny Hathaway                     | Donny Hathaway                     | Donny Hathaway                     | Donny Hathaway                     | Donny Hathaway                     | Donny Hathaway                     | Donny Hathaway                     | Donny Hathaway                     | Donny Hathaway                     | Donny Hathaway                     | Donny Hathaway                     | Donny Hathaway                     | Donny Hathaway                     | Donny Hathaway                     | Donny Hathaway                     | Donny Hathaway                     | Donny Hathaway                     | Donny Hathaway                     | Donny Hathaway                     | Donny Hathaway                     | Donny Hathaway                     | Donny Hathaway                     | N/A     | N/A     | N/A     | N/A     | N/A     | N/A     | N/A     | N/A     | N/A     | N/A     | N/A     | N/A     | N/A     | N/A     | N/A     | N/A     | N/A     | N/A     | N/A     | N/A     | N/A     | N/A     | N/A     | N/A     | N/A     | N/A     | N/A     | N/A     | N/A     | N/A     | N/A     | N/A     | N/A     | N/A     | N/A     | N/A     | N/A     | N/A     | N/A     | N/A     | N/A     | N/A     | N/A     | N/A     | N/A     | N/A     | N/A     | N/A     | N/A     | N/A     | N/A     | N/A     | N/A     | N/A     | N/A     | N/A     | N/A     | N/A     | N/A     | N/A     | N/A     | N/A     | N/A     | N/A     | N/A     | N/A     | N/A     | N/A     | N/A     | N/A     | Advanced | Advanced | Advanced | Advanced | Advanced | Advanced | Advanced | Advanced | Advanced | Advanced | Advanced | Advanced | Advanced | Advanced | Advanced | Advanced | Advanced | Advanced | Advanced | Advanced | Advanced | Advanced | Advanced | Advanced | Advanced | Advanced | Advanced | Advanced | Advanced | Advanced | Advanced | Advanced | Advanced | Advanced | Advanced | Advanced | Advanced | Advanced | Advanced | Advanced | Advanced | Advanced | Advanced | Advanced | Advanced | Advanced | Advanced | Advanced | Advanced | Advanced | Advanced | Advanced | Advanced | Advanced | Advanced | Advanced | Advanced | Advanced | Advanced | Advanced | Advanced | Advanced | Advanced | Advanced | Advanced | Advanced | Advanced | Advanced | Advanced | Advanced |
| Top 24 (12 Men)               | Top 24 (12 Men)               | Top 24 (12 Men)               | Top 24 (12 Men)               | Top 24 (12 Men)               | Top 24 (12 Men)               | Top 24 (12 Men)               | Top 24 (12 Men)               | Top 24 (12 Men)               | Top 24 (12 Men)               | Top 24 (12 Men)               | Top 24 (12 Men)               | Top 24 (12 Men)               | Top 24 (12 Men)               | Top 24 (12 Men)               | Top 24 (12 Men)               | Top 24 (12 Men)               | Top 24 (12 Men)               | Top 24 (12 Men)               | Top 24 (12 Men)               | Top 24 (12 Men)               | Top 24 (12 Men)               | Top 24 (12 Men)               | Top 24 (12 Men)               | Top 24 (12 Men)               | Top 24 (12 Men)               | Top 24 (12 Men)               | Top 24 (12 Men)               | Top 24 (12 Men)               | Top 24 (12 Men)               | Top 24 (12 Men)               | Top 24 (12 Men)               | Top 24 (12 Men)               | Top 24 (12 Men)               | Top 24 (12 Men)               | Top 24 (12 Men)               | Top 24 (12 Men)               | Top 24 (12 Men)               | Top 24 (12 Men)               | Top 24 (12 Men)               | Top 24 (12 Men)               | Top 24 (12 Men)               | Top 24 (12 Men)               | Top 24 (12 Men)               | Top 24 (12 Men)               | Top 24 (12 Men)               | Top 24 (12 Men)               | Top 24 (12 Men)               | Top 24 (12 Men)               | Top 24 (12 Men)               | Top 24 (12 Men)               | Top 24 (12 Men)               | Top 24 (12 Men)               | Top 24 (12 Men)               | Top 24 (12 Men)               | Top 24 (12 Men)               | Top 24 (12 Men)               | Top 24 (12 Men)               | Top 24 (12 Men)               | Top 24 (12 Men)               | Top 24 (12 Men)               | Top 24 (12 Men)               | Top 24 (12 Men)               | Top 24 (12 Men)               | Top 24 (12 Men)               | Top 24 (12 Men)               | Top 24 (12 Men)               | Top 24 (12 Men)               | Top 24 (12 Men)               | Top 24 (12 Men)               | Top 24 (12 Men)               | Top 24 (12 Men)               | Top 24 (12 Men)               | Top 24 (12 Men)               | Top 24 (12 Men)               | Top 24 (12 Men)               | Top 24 (12 Men)               | Top 24 (12 Men)               | Top 24 (12 Men)               | Top 24 (12 Men)               | Top 24 (12 Men)               | Top 24 (12 Men)               | Top 24 (12 Men)               | Top 24 (12 Men)               | Top 24 (12 Men)               | Top 24 (12 Men)               | Top 24 (12 Men)               | Top 24 (12 Men)               | Top 24 (12 Men)               | Top 24 (12 Men)               | N/A                                                                   | N/A                                                                   | N/A                                                                   | N/A                                                                   | N/A                                                                   | N/A                                                                   | N/A                                                                   | N/A                                                                   | N/A                                                                   | N/A                                                                   | N/A                                                                   | N/A                                                                   | N/A                                                                   | N/A                                                                   | N/A                                                                   | N/A                                                                   | N/A                                                                   | N/A                                                                   | N/A                                                                   | N/A                                                                   | N/A                                                                   | N/A                                                                   | N/A                                                                   | N/A                                                                   | N/A                                                                   | N/A                                                                   | N/A                                                                   | N/A                                                                   | N/A                                                                   | N/A                                                                   | N/A                                                                   | N/A                                                                   | N/A                                                                   | N/A                                                                   | N/A                                                                   | N/A                                                                   | N/A                                                                   | N/A                                                                   | N/A                                                                   | N/A                                                                   | N/A                                                                   | N/A                                                                   | N/A                                                                   | N/A                                                                   | N/A                                                                   | N/A                                                                   | N/A                                                                   | N/A                                                                   | N/A                                                                   | N/A                                                                   | N/A                                                                   | N/A                                                                   | N/A                                                                   | N/A                                                                   | N/A                                                                   | N/A                                                                   | N/A                                                                   | N/A                                                                   | N/A                                                                   | N/A                                                                   | N/A                                                                   | N/A                                                                   | N/A                                                                   | N/A                                                                   | N/A                                                                   | N/A                                                                   | N/A                                                                   | N/A                                                                   | N/A                                                                   | N/A                                                                   | N/A                                                                   | N/A                                                                   | N/A                                                                   | N/A                                                                   | N/A                                                                   | N/A                                                                   | N/A                                                                   | N/A                                                                   | N/A                                                                   | N/A                                                                   | N/A                                                                   | N/A                                                                   | N/A                                                                   | N/A                                                                   | N/A                                                                   | N/A                                                                   | N/A                                                                   | N/A                                                                   | N/A                                                                   | N/A                                                                   | N/A                                                                   | N/A                                                                   | N/A                                                                   | N/A                                                                   | N/A                                                                   | N/A                                                                   | N/A                                                                   | N/A                                                                   | N/A                                                                   | N/A                                                                   | If You Really Love Me                                     | If You Really Love Me                                     | If You Really Love Me                                     | If You Really Love Me                                     | If You Really Love Me                                     | If You Really Love Me                                     | If You Really Love Me                                     | If You Really Love Me                                     | If You Really Love Me                                     | If You Really Love Me                                     | If You Really Love Me                                     | If You Really Love Me                                     | If You Really Love Me                                     | If You Really Love Me                                     | If You Really Love Me                                     | If You Really Love Me                                     | If You Really Love Me                                     | If You Really Love Me                                     | If You Really Love Me                                     | If You Really Love Me                                     | If You Really Love Me                                     | If You Really Love Me                                     | If You Really Love Me                                     | If You Really Love Me                                     | If You Really Love Me                                     | If You Really Love Me                                     | If You Really Love Me                                     | If You Really Love Me                                     | If You Really Love Me                                     | If You Really Love Me                                     | If You Really Love Me                                     | If You Really Love Me                                     | If You Really Love Me                                     | If You Really Love Me                                     | If You Really Love Me                                     | If You Really Love Me                                     | If You Really Love Me                                     | If You Really Love Me                                     | If You Really Love Me                                     | If You Really Love Me                                     | If You Really Love Me                                     | If You Really Love Me                                     | If You Really Love Me                                     | If You Really Love Me                                     | If You Really Love Me                                     | If You Really Love Me                                     | If You Really Love Me                                     | If You Really Love Me                                     | If You Really Love Me                                     | If You Really Love Me                                     | If You Really Love Me                                     | If You Really Love Me                                     | If You Really Love Me                                     | If You Really Love Me                                     | If You Really Love Me                                     | If You Really Love Me                                     | If You Really Love Me                                     | If You Really Love Me                                     | If You Really Love Me                                     | If You Really Love Me                                     | If You Really Love Me                                     | If You Really Love Me                                     | If You Really Love Me                                     | If You Really Love Me                                     | If You Really Love Me                                     | If You Really Love Me                                     | If You Really Love Me                                     | If You Really Love Me                                     | If You Really Love Me                                     | If You Really Love Me                                     | If You Really Love Me                                     | If You Really Love Me                                     | If You Really Love Me                                     | If You Really Love Me                                     | If You Really Love Me                                     | If You Really Love Me                                     | If You Really Love Me                                     | If You Really Love Me                                     | If You Really Love Me                                     | If You Really Love Me                                     | If You Really Love Me                                     | If You Really Love Me                                     | If You Really Love Me                                     | If You Really Love Me                                     | If You Really Love Me                                     | If You Really Love Me                                     | If You Really Love Me                                     | If You Really Love Me                                     | If You Really Love Me                                     | If You Really Love Me                                     | If You Really Love Me                                     | If You Really Love Me                                     | If You Really Love Me                                     | If You Really Love Me                                     | If You Really Love Me                                     | If You Really Love Me                                     | If You Really Love Me                                     | If You Really Love Me                                     | If You Really Love Me                                     | If You Really Love Me                                     | If You Really Love Me                                     | If You Really Love Me                                     | If You Really Love Me                                     | If You Really Love Me                                     | If You Really Love Me                                     | If You Really Love Me                                     | If You Really Love Me                                     | If You Really Love Me                                     | If You Really Love Me                                     | If You Really Love Me                                     | If You Really Love Me                                     | If You Really Love Me                                     | If You Really Love Me                                     | If You Really Love Me                                     | If You Really Love Me                                     | If You Really Love Me                                     | If You Really Love Me                                     | If You Really Love Me                                     | If You Really Love Me                                     | If You Really Love Me                                     | If You Really Love Me                                     | If You Really Love Me                                     | If You Really Love Me                                     | If You Really Love Me                                     | If You Really Love Me                                     | If You Really Love Me                                     | If You Really Love Me                                     | If You Really Love Me                                     | If You Really Love Me                                     | If You Really Love Me                                     | Stevie Wonder                      | Stevie Wonder                      | Stevie Wonder                      | Stevie Wonder                      | Stevie Wonder                      | Stevie Wonder                      | Stevie Wonder                      | Stevie Wonder                      | Stevie Wonder                      | Stevie Wonder                      | Stevie Wonder                      | Stevie Wonder                      | Stevie Wonder                      | Stevie Wonder                      | Stevie Wonder                      | Stevie Wonder                      | Stevie Wonder                      | Stevie Wonder                      | Stevie Wonder                      | Stevie Wonder                      | Stevie Wonder                      | Stevie Wonder                      | Stevie Wonder                      | Stevie Wonder                      | Stevie Wonder                      | Stevie Wonder                      | Stevie Wonder                      | Stevie Wonder                      | Stevie Wonder                      | Stevie Wonder                      | Stevie Wonder                      | Stevie Wonder                      | Stevie Wonder                      | Stevie Wonder                      | Stevie Wonder                      | Stevie Wonder                      | Stevie Wonder                      | Stevie Wonder                      | Stevie Wonder                      | Stevie Wonder                      | Stevie Wonder                      | Stevie Wonder                      | Stevie Wonder                      | Stevie Wonder                      | Stevie Wonder                      | Stevie Wonder                      | Stevie Wonder                      | Stevie Wonder                      | Stevie Wonder                      | Stevie Wonder                      | Stevie Wonder                      | Stevie Wonder                      | Stevie Wonder                      | Stevie Wonder                      | Stevie Wonder                      | Stevie Wonder                      | Stevie Wonder                      | Stevie Wonder                      | Stevie Wonder                      | Stevie Wonder                      | Stevie Wonder                      | Stevie Wonder                      | Stevie Wonder                      | Stevie Wonder                      | Stevie Wonder                      | Stevie Wonder                      | Stevie Wonder                      | Stevie Wonder                      | Stevie Wonder                      | Stevie Wonder                      | Stevie Wonder                      | Stevie Wonder                      | Stevie Wonder                      | Stevie Wonder                      | Stevie Wonder                      | Stevie Wonder                      | Stevie Wonder                      | Stevie Wonder                      | Stevie Wonder                      | Stevie Wonder                      | Stevie Wonder                      | Stevie Wonder                      | Stevie Wonder                      | Stevie Wonder                      | Stevie Wonder                      | Stevie Wonder                      | Stevie Wonder                      | Stevie Wonder                      | Stevie Wonder                      | Stevie Wonder                      | Stevie Wonder                      | Stevie Wonder                      | Stevie Wonder                      | Stevie Wonder                      | Stevie Wonder                      | Stevie Wonder                      | Stevie Wonder                      | Stevie Wonder                      | Stevie Wonder                      | Stevie Wonder                      | 9       | 9       | 9       | 9       | 9       | 9       | 9       | 9       | 9       | 9       | 9       | 9       | 9       | 9       | 9       | 9       | 9       | 9       | 9       | 9       | 9       | 9       | 9       | 9       | 9       | 9       | 9       | 9       | 9       | 9       | 9       | 9       | 9       | 9       | 9       | 9       | 9       | 9       | 9       | 9       | 9       | 9       | 9       | 9       | 9       | 9       | 9       | 9       | 9       | 9       | 9       | 9       | 9       | 9       | 9       | 9       | 9       | 9       | 9       | 9       | 9       | 9       | 9       | 9       | 9       | 9       | 9       | 9       | 9       | 9       | Safe     | Safe     | Safe     | Safe     | Safe     | Safe     | Safe     | Safe     | Safe     | Safe     | Safe     | Safe     | Safe     | Safe     | Safe     | Safe     | Safe     | Safe     | Safe     | Safe     | Safe     | Safe     | Safe     | Safe     | Safe     | Safe     | Safe     | Safe     | Safe     | Safe     | Safe     | Safe     | Safe     | Safe     | Safe     | Safe     | Safe     | Safe     | Safe     | Safe     | Safe     | Safe     | Safe     | Safe     | Safe     | Safe     | Safe     | Safe     | Safe     | Safe     | Safe     | Safe     | Safe     | Safe     | Safe     | Safe     | Safe     | Safe     | Safe     | Safe     | Safe     | Safe     | Safe     | Safe     | Safe     | Safe     | Safe     | Safe     | Safe     | Safe     |
| Top 20 (10 Men)               | Top 20 (10 Men)               | Top 20 (10 Men)               | Top 20 (10 Men)               | Top 20 (10 Men)               | Top 20 (10 Men)               | Top 20 (10 Men)               | Top 20 (10 Men)               | Top 20 (10 Men)               | Top 20 (10 Men)               | Top 20 (10 Men)               | Top 20 (10 Men)               | Top 20 (10 Men)               | Top 20 (10 Men)               | Top 20 (10 Men)               | Top 20 (10 Men)               | Top 20 (10 Men)               | Top 20 (10 Men)               | Top 20 (10 Men)               | Top 20 (10 Men)               | Top 20 (10 Men)               | Top 20 (10 Men)               | Top 20 (10 Men)               | Top 20 (10 Men)               | Top 20 (10 Men)               | Top 20 (10 Men)               | Top 20 (10 Men)               | Top 20 (10 Men)               | Top 20 (10 Men)               | Top 20 (10 Men)               | Top 20 (10 Men)               | Top 20 (10 Men)               | Top 20 (10 Men)               | Top 20 (10 Men)               | Top 20 (10 Men)               | Top 20 (10 Men)               | Top 20 (10 Men)               | Top 20 (10 Men)               | Top 20 (10 Men)               | Top 20 (10 Men)               | Top 20 (10 Men)               | Top 20 (10 Men)               | Top 20 (10 Men)               | Top 20 (10 Men)               | Top 20 (10 Men)               | Top 20 (10 Men)               | Top 20 (10 Men)               | Top 20 (10 Men)               | Top 20 (10 Men)               | Top 20 (10 Men)               | Top 20 (10 Men)               | Top 20 (10 Men)               | Top 20 (10 Men)               | Top 20 (10 Men)               | Top 20 (10 Men)               | Top 20 (10 Men)               | Top 20 (10 Men)               | Top 20 (10 Men)               | Top 20 (10 Men)               | Top 20 (10 Men)               | Top 20 (10 Men)               | Top 20 (10 Men)               | Top 20 (10 Men)               | Top 20 (10 Men)               | Top 20 (10 Men)               | Top 20 (10 Men)               | Top 20 (10 Men)               | Top 20 (10 Men)               | Top 20 (10 Men)               | Top 20 (10 Men)               | Top 20 (10 Men)               | Top 20 (10 Men)               | Top 20 (10 Men)               | Top 20 (10 Men)               | Top 20 (10 Men)               | Top 20 (10 Men)               | Top 20 (10 Men)               | Top 20 (10 Men)               | Top 20 (10 Men)               | Top 20 (10 Men)               | Top 20 (10 Men)               | Top 20 (10 Men)               | Top 20 (10 Men)               | Top 20 (10 Men)               | Top 20 (10 Men)               | Top 20 (10 Men)               | Top 20 (10 Men)               | Top 20 (10 Men)               | Top 20 (10 Men)               | Top 20 (10 Men)               | N/A                                                                   | N/A                                                                   | N/A                                                                   | N/A                                                                   | N/A                                                                   | N/A                                                                   | N/A                                                                   | N/A                                                                   | N/A                                                                   | N/A                                                                   | N/A                                                                   | N/A                                                                   | N/A                                                                   | N/A                                                                   | N/A                                                                   | N/A                                                                   | N/A                                                                   | N/A                                                                   | N/A                                                                   | N/A                                                                   | N/A                                                                   | N/A                                                                   | N/A                                                                   | N/A                                                                   | N/A                                                                   | N/A                                                                   | N/A                                                                   | N/A                                                                   | N/A                                                                   | N/A                                                                   | N/A                                                                   | N/A                                                                   | N/A                                                                   | N/A                                                                   | N/A                                                                   | N/A                                                                   | N/A                                                                   | N/A                                                                   | N/A                                                                   | N/A                                                                   | N/A                                                                   | N/A                                                                   | N/A                                                                   | N/A                                                                   | N/A                                                                   | N/A                                                                   | N/A                                                                   | N/A                                                                   | N/A                                                                   | N/A                                                                   | N/A                                                                   | N/A                                                                   | N/A                                                                   | N/A                                                                   | N/A                                                                   | N/A                                                                   | N/A                                                                   | N/A                                                                   | N/A                                                                   | N/A                                                                   | N/A                                                                   | N/A                                                                   | N/A                                                                   | N/A                                                                   | N/A                                                                   | N/A                                                                   | N/A                                                                   | N/A                                                                   | N/A                                                                   | N/A                                                                   | N/A                                                                   | N/A                                                                   | N/A                                                                   | N/A                                                                   | N/A                                                                   | N/A                                                                   | N/A                                                                   | N/A                                                                   | N/A                                                                   | N/A                                                                   | N/A                                                                   | N/A                                                                   | N/A                                                                   | N/A                                                                   | N/A                                                                   | N/A                                                                   | N/A                                                                   | N/A                                                                   | N/A                                                                   | N/A                                                                   | N/A                                                                   | N/A                                                                   | N/A                                                                   | N/A                                                                   | N/A                                                                   | N/A                                                                   | N/A                                                                   | N/A                                                                   | N/A                                                                   | N/A                                                                   | Moody's Mood for Love                                     | Moody's Mood for Love                                     | Moody's Mood for Love                                     | Moody's Mood for Love                                     | Moody's Mood for Love                                     | Moody's Mood for Love                                     | Moody's Mood for Love                                     | Moody's Mood for Love                                     | Moody's Mood for Love                                     | Moody's Mood for Love                                     | Moody's Mood for Love                                     | Moody's Mood for Love                                     | Moody's Mood for Love                                     | Moody's Mood for Love                                     | Moody's Mood for Love                                     | Moody's Mood for Love                                     | Moody's Mood for Love                                     | Moody's Mood for Love                                     | Moody's Mood for Love                                     | Moody's Mood for Love                                     | Moody's Mood for Love                                     | Moody's Mood for Love                                     | Moody's Mood for Love                                     | Moody's Mood for Love                                     | Moody's Mood for Love                                     | Moody's Mood for Love                                     | Moody's Mood for Love                                     | Moody's Mood for Love                                     | Moody's Mood for Love                                     | Moody's Mood for Love                                     | Moody's Mood for Love                                     | Moody's Mood for Love                                     | Moody's Mood for Love                                     | Moody's Mood for Love                                     | Moody's Mood for Love                                     | Moody's Mood for Love                                     | Moody's Mood for Love                                     | Moody's Mood for Love                                     | Moody's Mood for Love                                     | Moody's Mood for Love                                     | Moody's Mood for Love                                     | Moody's Mood for Love                                     | Moody's Mood for Love                                     | Moody's Mood for Love                                     | Moody's Mood for Love                                     | Moody's Mood for Love                                     | Moody's Mood for Love                                     | Moody's Mood for Love                                     | Moody's Mood for Love                                     | Moody's Mood for Love                                     | Moody's Mood for Love                                     | Moody's Mood for Love                                     | Moody's Mood for Love                                     | Moody's Mood for Love                                     | Moody's Mood for Love                                     | Moody's Mood for Love                                     | Moody's Mood for Love                                     | Moody's Mood for Love                                     | Moody's Mood for Love                                     | Moody's Mood for Love                                     | Moody's Mood for Love                                     | Moody's Mood for Love                                     | Moody's Mood for Love                                     | Moody's Mood for Love                                     | Moody's Mood for Love                                     | Moody's Mood for Love                                     | Moody's Mood for Love                                     | Moody's Mood for Love                                     | Moody's Mood for Love                                     | Moody's Mood for Love                                     | Moody's Mood for Love                                     | Moody's Mood for Love                                     | Moody's Mood for Love                                     | Moody's Mood for Love                                     | Moody's Mood for Love                                     | Moody's Mood for Love                                     | Moody's Mood for Love                                     | Moody's Mood for Love                                     | Moody's Mood for Love                                     | Moody's Mood for Love                                     | Moody's Mood for Love                                     | Moody's Mood for Love                                     | Moody's Mood for Love                                     | Moody's Mood for Love                                     | Moody's Mood for Love                                     | Moody's Mood for Love                                     | Moody's Mood for Love                                     | Moody's Mood for Love                                     | Moody's Mood for Love                                     | Moody's Mood for Love                                     | Moody's Mood for Love                                     | Moody's Mood for Love                                     | Moody's Mood for Love                                     | Moody's Mood for Love                                     | Moody's Mood for Love                                     | Moody's Mood for Love                                     | Moody's Mood for Love                                     | Moody's Mood for Love                                     | Moody's Mood for Love                                     | Moody's Mood for Love                                     | Moody's Mood for Love                                     | Moody's Mood for Love                                     | Moody's Mood for Love                                     | Moody's Mood for Love                                     | Moody's Mood for Love                                     | Moody's Mood for Love                                     | Moody's Mood for Love                                     | Moody's Mood for Love                                     | Moody's Mood for Love                                     | Moody's Mood for Love                                     | Moody's Mood for Love                                     | Moody's Mood for Love                                     | Moody's Mood for Love                                     | Moody's Mood for Love                                     | Moody's Mood for Love                                     | Moody's Mood for Love                                     | Moody's Mood for Love                                     | Moody's Mood for Love                                     | Moody's Mood for Love                                     | Moody's Mood for Love                                     | Moody's Mood for Love                                     | Moody's Mood for Love                                     | Moody's Mood for Love                                     | Moody's Mood for Love                                     | Moody's Mood for Love                                     | Moody's Mood for Love                                     | Moody's Mood for Love                                     | Moody's Mood for Love                                     | Moody's Mood for Love                                     | Moody's Mood for Love                                     | James Moody                        | James Moody                        | James Moody                        | James Moody                        | James Moody                        | James Moody                        | James Moody                        | James Moody                        | James Moody                        | James Moody                        | James Moody                        | James Moody                        | James Moody                        | James Moody                        | James Moody                        | James Moody                        | James Moody                        | James Moody                        | James Moody                        | James Moody                        | James Moody                        | James Moody                        | James Moody                        | James Moody                        | James Moody                        | James Moody                        | James Moody                        | James Moody                        | James Moody                        | James Moody                        | James Moody                        | James Moody                        | James Moody                        | James Moody                        | James Moody                        | James Moody                        | James Moody                        | James Moody                        | James Moody                        | James Moody                        | James Moody                        | James Moody                        | James Moody                        | James Moody                        | James Moody                        | James Moody                        | James Moody                        | James Moody                        | James Moody                        | James Moody                        | James Moody                        | James Moody                        | James Moody                        | James Moody                        | James Moody                        | James Moody                        | James Moody                        | James Moody                        | James Moody                        | James Moody                        | James Moody                        | James Moody                        | James Moody                        | James Moody                        | James Moody                        | James Moody                        | James Moody                        | James Moody                        | James Moody                        | James Moody                        | James Moody                        | James Moody                        | James Moody                        | James Moody                        | James Moody                        | James Moody                        | James Moody                        | James Moody                        | James Moody                        | James Moody                        | James Moody                        | James Moody                        | James Moody                        | James Moody                        | James Moody                        | James Moody                        | James Moody                        | James Moody                        | James Moody                        | James Moody                        | James Moody                        | James Moody                        | James Moody                        | James Moody                        | James Moody                        | James Moody                        | James Moody                        | James Moody                        | James Moody                        | James Moody                        | 2       | 2       | 2       | 2       | 2       | 2       | 2       | 2       | 2       | 2       | 2       | 2       | 2       | 2       | 2       | 2       | 2       | 2       | 2       | 2       | 2       | 2       | 2       | 2       | 2       | 2       | 2       | 2       | 2       | 2       | 2       | 2       | 2       | 2       | 2       | 2       | 2       | 2       | 2       | 2       | 2       | 2       | 2       | 2       | 2       | 2       | 2       | 2       | 2       | 2       | 2       | 2       | 2       | 2       | 2       | 2       | 2       | 2       | 2       | 2       | 2       | 2       | 2       | 2       | 2       | 2       | 2       | 2       | 2       | 2       | Safe     | Safe     | Safe     | Safe     | Safe     | Safe     | Safe     | Safe     | Safe     | Safe     | Safe     | Safe     | Safe     | Safe     | Safe     | Safe     | Safe     | Safe     | Safe     | Safe     | Safe     | Safe     | Safe     | Safe     | Safe     | Safe     | Safe     | Safe     | Safe     | Safe     | Safe     | Safe     | Safe     | Safe     | Safe     | Safe     | Safe     | Safe     | Safe     | Safe     | Safe     | Safe     | Safe     | Safe     | Safe     | Safe     | Safe     | Safe     | Safe     | Safe     | Safe     | Safe     | Safe     | Safe     | Safe     | Safe     | Safe     | Safe     | Safe     | Safe     | Safe     | Safe     | Safe     | Safe     | Safe     | Safe     | Safe     | Safe     | Safe     | Safe     |
| Top 16 (8 Men)                | Top 16 (8 Men)                | Top 16 (8 Men)                | Top 16 (8 Men)                | Top 16 (8 Men)                | Top 16 (8 Men)                | Top 16 (8 Men)                | Top 16 (8 Men)                | Top 16 (8 Men)                | Top 16 (8 Men)                | Top 16 (8 Men)                | Top 16 (8 Men)                | Top 16 (8 Men)                | Top 16 (8 Men)                | Top 16 (8 Men)                | Top 16 (8 Men)                | Top 16 (8 Men)                | Top 16 (8 Men)                | Top 16 (8 Men)                | Top 16 (8 Men)                | Top 16 (8 Men)                | Top 16 (8 Men)                | Top 16 (8 Men)                | Top 16 (8 Men)                | Top 16 (8 Men)                | Top 16 (8 Men)                | Top 16 (8 Men)                | Top 16 (8 Men)                | Top 16 (8 Men)                | Top 16 (8 Men)                | Top 16 (8 Men)                | Top 16 (8 Men)                | Top 16 (8 Men)                | Top 16 (8 Men)                | Top 16 (8 Men)                | Top 16 (8 Men)                | Top 16 (8 Men)                | Top 16 (8 Men)                | Top 16 (8 Men)                | Top 16 (8 Men)                | Top 16 (8 Men)                | Top 16 (8 Men)                | Top 16 (8 Men)                | Top 16 (8 Men)                | Top 16 (8 Men)                | Top 16 (8 Men)                | Top 16 (8 Men)                | Top 16 (8 Men)                | Top 16 (8 Men)                | Top 16 (8 Men)                | Top 16 (8 Men)                | Top 16 (8 Men)                | Top 16 (8 Men)                | Top 16 (8 Men)                | Top 16 (8 Men)                | Top 16 (8 Men)                | Top 16 (8 Men)                | Top 16 (8 Men)                | Top 16 (8 Men)                | Top 16 (8 Men)                | Top 16 (8 Men)                | Top 16 (8 Men)                | Top 16 (8 Men)                | Top 16 (8 Men)                | Top 16 (8 Men)                | Top 16 (8 Men)                | Top 16 (8 Men)                | Top 16 (8 Men)                | Top 16 (8 Men)                | Top 16 (8 Men)                | Top 16 (8 Men)                | Top 16 (8 Men)                | Top 16 (8 Men)                | Top 16 (8 Men)                | Top 16 (8 Men)                | Top 16 (8 Men)                | Top 16 (8 Men)                | Top 16 (8 Men)                | Top 16 (8 Men)                | Top 16 (8 Men)                | Top 16 (8 Men)                | Top 16 (8 Men)                | Top 16 (8 Men)                | Top 16 (8 Men)                | Top 16 (8 Men)                | Top 16 (8 Men)                | Top 16 (8 Men)                | Top 16 (8 Men)                | Top 16 (8 Men)                | Top 16 (8 Men)                | N/A                                                                   | N/A                                                                   | N/A                                                                   | N/A                                                                   | N/A                                                                   | N/A                                                                   | N/A                                                                   | N/A                                                                   | N/A                                                                   | N/A                                                                   | N/A                                                                   | N/A                                                                   | N/A                                                                   | N/A                                                                   | N/A                                                                   | N/A                                                                   | N/A                                                                   | N/A                                                                   | N/A                                                                   | N/A                                                                   | N/A                                                                   | N/A                                                                   | N/A                                                                   | N/A                                                                   | N/A                                                                   | N/A                                                                   | N/A                                                                   | N/A                                                                   | N/A                                                                   | N/A                                                                   | N/A                                                                   | N/A                                                                   | N/A                                                                   | N/A                                                                   | N/A                                                                   | N/A                                                                   | N/A                                                                   | N/A                                                                   | N/A                                                                   | N/A                                                                   | N/A                                                                   | N/A                                                                   | N/A                                                                   | N/A                                                                   | N/A                                                                   | N/A                                                                   | N/A                                                                   | N/A                                                                   | N/A                                                                   | N/A                                                                   | N/A                                                                   | N/A                                                                   | N/A                                                                   | N/A                                                                   | N/A                                                                   | N/A                                                                   | N/A                                                                   | N/A                                                                   | N/A                                                                   | N/A                                                                   | N/A                                                                   | N/A                                                                   | N/A                                                                   | N/A                                                                   | N/A                                                                   | N/A                                                                   | N/A                                                                   | N/A                                                                   | N/A                                                                   | N/A                                                                   | N/A                                                                   | N/A                                                                   | N/A                                                                   | N/A                                                                   | N/A                                                                   | N/A                                                                   | N/A                                                                   | N/A                                                                   | N/A                                                                   | N/A                                                                   | N/A                                                                   | N/A                                                                   | N/A                                                                   | N/A                                                                   | N/A                                                                   | N/A                                                                   | N/A                                                                   | N/A                                                                   | N/A                                                                   | N/A                                                                   | N/A                                                                   | N/A                                                                   | N/A                                                                   | N/A                                                                   | N/A                                                                   | N/A                                                                   | N/A                                                                   | N/A                                                                   | N/A                                                                   | N/A                                                                   | Heaven                                                    | Heaven                                                    | Heaven                                                    | Heaven                                                    | Heaven                                                    | Heaven                                                    | Heaven                                                    | Heaven                                                    | Heaven                                                    | Heaven                                                    | Heaven                                                    | Heaven                                                    | Heaven                                                    | Heaven                                                    | Heaven                                                    | Heaven                                                    | Heaven                                                    | Heaven                                                    | Heaven                                                    | Heaven                                                    | Heaven                                                    | Heaven                                                    | Heaven                                                    | Heaven                                                    | Heaven                                                    | Heaven                                                    | Heaven                                                    | Heaven                                                    | Heaven                                                    | Heaven                                                    | Heaven                                                    | Heaven                                                    | Heaven                                                    | Heaven                                                    | Heaven                                                    | Heaven                                                    | Heaven                                                    | Heaven                                                    | Heaven                                                    | Heaven                                                    | Heaven                                                    | Heaven                                                    | Heaven                                                    | Heaven                                                    | Heaven                                                    | Heaven                                                    | Heaven                                                    | Heaven                                                    | Heaven                                                    | Heaven                                                    | Heaven                                                    | Heaven                                                    | Heaven                                                    | Heaven                                                    | Heaven                                                    | Heaven                                                    | Heaven                                                    | Heaven                                                    | Heaven                                                    | Heaven                                                    | Heaven                                                    | Heaven                                                    | Heaven                                                    | Heaven                                                    | Heaven                                                    | Heaven                                                    | Heaven                                                    | Heaven                                                    | Heaven                                                    | Heaven                                                    | Heaven                                                    | Heaven                                                    | Heaven                                                    | Heaven                                                    | Heaven                                                    | Heaven                                                    | Heaven                                                    | Heaven                                                    | Heaven                                                    | Heaven                                                    | Heaven                                                    | Heaven                                                    | Heaven                                                    | Heaven                                                    | Heaven                                                    | Heaven                                                    | Heaven                                                    | Heaven                                                    | Heaven                                                    | Heaven                                                    | Heaven                                                    | Heaven                                                    | Heaven                                                    | Heaven                                                    | Heaven                                                    | Heaven                                                    | Heaven                                                    | Heaven                                                    | Heaven                                                    | Heaven                                                    | Heaven                                                    | Heaven                                                    | Heaven                                                    | Heaven                                                    | Heaven                                                    | Heaven                                                    | Heaven                                                    | Heaven                                                    | Heaven                                                    | Heaven                                                    | Heaven                                                    | Heaven                                                    | Heaven                                                    | Heaven                                                    | Heaven                                                    | Heaven                                                    | Heaven                                                    | Heaven                                                    | Heaven                                                    | Heaven                                                    | Heaven                                                    | Heaven                                                    | Heaven                                                    | Heaven                                                    | Heaven                                                    | Heaven                                                    | Heaven                                                    | Heaven                                                    | Heaven                                                    | Heaven                                                    | Bryan Adams                        | Bryan Adams                        | Bryan Adams                        | Bryan Adams                        | Bryan Adams                        | Bryan Adams                        | Bryan Adams                        | Bryan Adams                        | Bryan Adams                        | Bryan Adams                        | Bryan Adams                        | Bryan Adams                        | Bryan Adams                        | Bryan Adams                        | Bryan Adams                        | Bryan Adams                        | Bryan Adams                        | Bryan Adams                        | Bryan Adams                        | Bryan Adams                        | Bryan Adams                        | Bryan Adams                        | Bryan Adams                        | Bryan Adams                        | Bryan Adams                        | Bryan Adams                        | Bryan Adams                        | Bryan Adams                        | Bryan Adams                        | Bryan Adams                        | Bryan Adams                        | Bryan Adams                        | Bryan Adams                        | Bryan Adams                        | Bryan Adams                        | Bryan Adams                        | Bryan Adams                        | Bryan Adams                        | Bryan Adams                        | Bryan Adams                        | Bryan Adams                        | Bryan Adams                        | Bryan Adams                        | Bryan Adams                        | Bryan Adams                        | Bryan Adams                        | Bryan Adams                        | Bryan Adams                        | Bryan Adams                        | Bryan Adams                        | Bryan Adams                        | Bryan Adams                        | Bryan Adams                        | Bryan Adams                        | Bryan Adams                        | Bryan Adams                        | Bryan Adams                        | Bryan Adams                        | Bryan Adams                        | Bryan Adams                        | Bryan Adams                        | Bryan Adams                        | Bryan Adams                        | Bryan Adams                        | Bryan Adams                        | Bryan Adams                        | Bryan Adams                        | Bryan Adams                        | Bryan Adams                        | Bryan Adams                        | Bryan Adams                        | Bryan Adams                        | Bryan Adams                        | Bryan Adams                        | Bryan Adams                        | Bryan Adams                        | Bryan Adams                        | Bryan Adams                        | Bryan Adams                        | Bryan Adams                        | Bryan Adams                        | Bryan Adams                        | Bryan Adams                        | Bryan Adams                        | Bryan Adams                        | Bryan Adams                        | Bryan Adams                        | Bryan Adams                        | Bryan Adams                        | Bryan Adams                        | Bryan Adams                        | Bryan Adams                        | Bryan Adams                        | Bryan Adams                        | Bryan Adams                        | Bryan Adams                        | Bryan Adams                        | Bryan Adams                        | Bryan Adams                        | Bryan Adams                        | 7       | 7       | 7       | 7       | 7       | 7       | 7       | 7       | 7       | 7       | 7       | 7       | 7       | 7       | 7       | 7       | 7       | 7       | 7       | 7       | 7       | 7       | 7       | 7       | 7       | 7       | 7       | 7       | 7       | 7       | 7       | 7       | 7       | 7       | 7       | 7       | 7       | 7       | 7       | 7       | 7       | 7       | 7       | 7       | 7       | 7       | 7       | 7       | 7       | 7       | 7       | 7       | 7       | 7       | 7       | 7       | 7       | 7       | 7       | 7       | 7       | 7       | 7       | 7       | 7       | 7       | 7       | 7       | 7       | 7       | Safe     | Safe     | Safe     | Safe     | Safe     | Safe     | Safe     | Safe     | Safe     | Safe     | Safe     | Safe     | Safe     | Safe     | Safe     | Safe     | Safe     | Safe     | Safe     | Safe     | Safe     | Safe     | Safe     | Safe     | Safe     | Safe     | Safe     | Safe     | Safe     | Safe     | Safe     | Safe     | Safe     | Safe     | Safe     | Safe     | Safe     | Safe     | Safe     | Safe     | Safe     | Safe     | Safe     | Safe     | Safe     | Safe     | Safe     | Safe     | Safe     | Safe     | Safe     | Safe     | Safe     | Safe     | Safe     | Safe     | Safe     | Safe     | Safe     | Safe     | Safe     | Safe     | Safe     | Safe     | Safe     | Safe     | Safe     | Safe     | Safe     | Safe     |
| Top 12                        | Top 12                        | Top 12                        | Top 12                        | Top 12                        | Top 12                        | Top 12                        | Top 12                        | Top 12                        | Top 12                        | Top 12                        | Top 12                        | Top 12                        | Top 12                        | Top 12                        | Top 12                        | Top 12                        | Top 12                        | Top 12                        | Top 12                        | Top 12                        | Top 12                        | Top 12                        | Top 12                        | Top 12                        | Top 12                        | Top 12                        | Top 12                        | Top 12                        | Top 12                        | Top 12                        | Top 12                        | Top 12                        | Top 12                        | Top 12                        | Top 12                        | Top 12                        | Top 12                        | Top 12                        | Top 12                        | Top 12                        | Top 12                        | Top 12                        | Top 12                        | Top 12                        | Top 12                        | Top 12                        | Top 12                        | Top 12                        | Top 12                        | Top 12                        | Top 12                        | Top 12                        | Top 12                        | Top 12                        | Top 12                        | Top 12                        | Top 12                        | Top 12                        | Top 12                        | Top 12                        | Top 12                        | Top 12                        | Top 12                        | Top 12                        | Top 12                        | Top 12                        | Top 12                        | Top 12                        | Top 12                        | Top 12                        | Top 12                        | Top 12                        | Top 12                        | Top 12                        | Top 12                        | Top 12                        | Top 12                        | Top 12                        | Top 12                        | Top 12                        | Top 12                        | Top 12                        | Top 12                        | Top 12                        | Top 12                        | Top 12                        | Top 12                        | Top 12                        | Top 12                        | Stevie Wonder                                                         | Stevie Wonder                                                         | Stevie Wonder                                                         | Stevie Wonder                                                         | Stevie Wonder                                                         | Stevie Wonder                                                         | Stevie Wonder                                                         | Stevie Wonder                                                         | Stevie Wonder                                                         | Stevie Wonder                                                         | Stevie Wonder                                                         | Stevie Wonder                                                         | Stevie Wonder                                                         | Stevie Wonder                                                         | Stevie Wonder                                                         | Stevie Wonder                                                         | Stevie Wonder                                                         | Stevie Wonder                                                         | Stevie Wonder                                                         | Stevie Wonder                                                         | Stevie Wonder                                                         | Stevie Wonder                                                         | Stevie Wonder                                                         | Stevie Wonder                                                         | Stevie Wonder                                                         | Stevie Wonder                                                         | Stevie Wonder                                                         | Stevie Wonder                                                         | Stevie Wonder                                                         | Stevie Wonder                                                         | Stevie Wonder                                                         | Stevie Wonder                                                         | Stevie Wonder                                                         | Stevie Wonder                                                         | Stevie Wonder                                                         | Stevie Wonder                                                         | Stevie Wonder                                                         | Stevie Wonder                                                         | Stevie Wonder                                                         | Stevie Wonder                                                         | Stevie Wonder                                                         | Stevie Wonder                                                         | Stevie Wonder                                                         | Stevie Wonder                                                         | Stevie Wonder                                                         | Stevie Wonder                                                         | Stevie Wonder                                                         | Stevie Wonder                                                         | Stevie Wonder                                                         | Stevie Wonder                                                         | Stevie Wonder                                                         | Stevie Wonder                                                         | Stevie Wonder                                                         | Stevie Wonder                                                         | Stevie Wonder                                                         | Stevie Wonder                                                         | Stevie Wonder                                                         | Stevie Wonder                                                         | Stevie Wonder                                                         | Stevie Wonder                                                         | Stevie Wonder                                                         | Stevie Wonder                                                         | Stevie Wonder                                                         | Stevie Wonder                                                         | Stevie Wonder                                                         | Stevie Wonder                                                         | Stevie Wonder                                                         | Stevie Wonder                                                         | Stevie Wonder                                                         | Stevie Wonder                                                         | Stevie Wonder                                                         | Stevie Wonder                                                         | Stevie Wonder                                                         | Stevie Wonder                                                         | Stevie Wonder                                                         | Stevie Wonder                                                         | Stevie Wonder                                                         | Stevie Wonder                                                         | Stevie Wonder                                                         | Stevie Wonder                                                         | Stevie Wonder                                                         | Stevie Wonder                                                         | Stevie Wonder                                                         | Stevie Wonder                                                         | Stevie Wonder                                                         | Stevie Wonder                                                         | Stevie Wonder                                                         | Stevie Wonder                                                         | Stevie Wonder                                                         | Stevie Wonder                                                         | Stevie Wonder                                                         | Stevie Wonder                                                         | Stevie Wonder                                                         | Stevie Wonder                                                         | Stevie Wonder                                                         | Stevie Wonder                                                         | Stevie Wonder                                                         | Stevie Wonder                                                         | Stevie Wonder                                                         | Stevie Wonder                                                         | Knocks Me Off My Feet                                     | Knocks Me Off My Feet                                     | Knocks Me Off My Feet                                     | Knocks Me Off My Feet                                     | Knocks Me Off My Feet                                     | Knocks Me Off My Feet                                     | Knocks Me Off My Feet                                     | Knocks Me Off My Feet                                     | Knocks Me Off My Feet                                     | Knocks Me Off My Feet                                     | Knocks Me Off My Feet                                     | Knocks Me Off My Feet                                     | Knocks Me Off My Feet                                     | Knocks Me Off My Feet                                     | Knocks Me Off My Feet                                     | Knocks Me Off My Feet                                     | Knocks Me Off My Feet                                     | Knocks Me Off My Feet                                     | Knocks Me Off My Feet                                     | Knocks Me Off My Feet                                     | Knocks Me Off My Feet                                     | Knocks Me Off My Feet                                     | Knocks Me Off My Feet                                     | Knocks Me Off My Feet                                     | Knocks Me Off My Feet                                     | Knocks Me Off My Feet                                     | Knocks Me Off My Feet                                     | Knocks Me Off My Feet                                     | Knocks Me Off My Feet                                     | Knocks Me Off My Feet                                     | Knocks Me Off My Feet                                     | Knocks Me Off My Feet                                     | Knocks Me Off My Feet                                     | Knocks Me Off My Feet                                     | Knocks Me Off My Feet                                     | Knocks Me Off My Feet                                     | Knocks Me Off My Feet                                     | Knocks Me Off My Feet                                     | Knocks Me Off My Feet                                     | Knocks Me Off My Feet                                     | Knocks Me Off My Feet                                     | Knocks Me Off My Feet                                     | Knocks Me Off My Feet                                     | Knocks Me Off My Feet                                     | Knocks Me Off My Feet                                     | Knocks Me Off My Feet                                     | Knocks Me Off My Feet                                     | Knocks Me Off My Feet                                     | Knocks Me Off My Feet                                     | Knocks Me Off My Feet                                     | Knocks Me Off My Feet                                     | Knocks Me Off My Feet                                     | Knocks Me Off My Feet                                     | Knocks Me Off My Feet                                     | Knocks Me Off My Feet                                     | Knocks Me Off My Feet                                     | Knocks Me Off My Feet                                     | Knocks Me Off My Feet                                     | Knocks Me Off My Feet                                     | Knocks Me Off My Feet                                     | Knocks Me Off My Feet                                     | Knocks Me Off My Feet                                     | Knocks Me Off My Feet                                     | Knocks Me Off My Feet                                     | Knocks Me Off My Feet                                     | Knocks Me Off My Feet                                     | Knocks Me Off My Feet                                     | Knocks Me Off My Feet                                     | Knocks Me Off My Feet                                     | Knocks Me Off My Feet                                     | Knocks Me Off My Feet                                     | Knocks Me Off My Feet                                     | Knocks Me Off My Feet                                     | Knocks Me Off My Feet                                     | Knocks Me Off My Feet                                     | Knocks Me Off My Feet                                     | Knocks Me Off My Feet                                     | Knocks Me Off My Feet                                     | Knocks Me Off My Feet                                     | Knocks Me Off My Feet                                     | Knocks Me Off My Feet                                     | Knocks Me Off My Feet                                     | Knocks Me Off My Feet                                     | Knocks Me Off My Feet                                     | Knocks Me Off My Feet                                     | Knocks Me Off My Feet                                     | Knocks Me Off My Feet                                     | Knocks Me Off My Feet                                     | Knocks Me Off My Feet                                     | Knocks Me Off My Feet                                     | Knocks Me Off My Feet                                     | Knocks Me Off My Feet                                     | Knocks Me Off My Feet                                     | Knocks Me Off My Feet                                     | Knocks Me Off My Feet                                     | Knocks Me Off My Feet                                     | Knocks Me Off My Feet                                     | Knocks Me Off My Feet                                     | Knocks Me Off My Feet                                     | Knocks Me Off My Feet                                     | Knocks Me Off My Feet                                     | Knocks Me Off My Feet                                     | Knocks Me Off My Feet                                     | Knocks Me Off My Feet                                     | Knocks Me Off My Feet                                     | Knocks Me Off My Feet                                     | Knocks Me Off My Feet                                     | Knocks Me Off My Feet                                     | Knocks Me Off My Feet                                     | Knocks Me Off My Feet                                     | Knocks Me Off My Feet                                     | Knocks Me Off My Feet                                     | Knocks Me Off My Feet                                     | Knocks Me Off My Feet                                     | Knocks Me Off My Feet                                     | Knocks Me Off My Feet                                     | Knocks Me Off My Feet                                     | Knocks Me Off My Feet                                     | Knocks Me Off My Feet                                     | Knocks Me Off My Feet                                     | Knocks Me Off My Feet                                     | Knocks Me Off My Feet                                     | Knocks Me Off My Feet                                     | Knocks Me Off My Feet                                     | Knocks Me Off My Feet                                     | Knocks Me Off My Feet                                     | Knocks Me Off My Feet                                     | Knocks Me Off My Feet                                     | Knocks Me Off My Feet                                     | Knocks Me Off My Feet                                     | Stevie Wonder                      | Stevie Wonder                      | Stevie Wonder                      | Stevie Wonder                      | Stevie Wonder                      | Stevie Wonder                      | Stevie Wonder                      | Stevie Wonder                      | Stevie Wonder                      | Stevie Wonder                      | Stevie Wonder                      | Stevie Wonder                      | Stevie Wonder                      | Stevie Wonder                      | Stevie Wonder                      | Stevie Wonder                      | Stevie Wonder                      | Stevie Wonder                      | Stevie Wonder                      | Stevie Wonder                      | Stevie Wonder                      | Stevie Wonder                      | Stevie Wonder                      | Stevie Wonder                      | Stevie Wonder                      | Stevie Wonder                      | Stevie Wonder                      | Stevie Wonder                      | Stevie Wonder                      | Stevie Wonder                      | Stevie Wonder                      | Stevie Wonder                      | Stevie Wonder                      | Stevie Wonder                      | Stevie Wonder                      | Stevie Wonder                      | Stevie Wonder                      | Stevie Wonder                      | Stevie Wonder                      | Stevie Wonder                      | Stevie Wonder                      | Stevie Wonder                      | Stevie Wonder                      | Stevie Wonder                      | Stevie Wonder                      | Stevie Wonder                      | Stevie Wonder                      | Stevie Wonder                      | Stevie Wonder                      | Stevie Wonder                      | Stevie Wonder                      | Stevie Wonder                      | Stevie Wonder                      | Stevie Wonder                      | Stevie Wonder                      | Stevie Wonder                      | Stevie Wonder                      | Stevie Wonder                      | Stevie Wonder                      | Stevie Wonder                      | Stevie Wonder                      | Stevie Wonder                      | Stevie Wonder                      | Stevie Wonder                      | Stevie Wonder                      | Stevie Wonder                      | Stevie Wonder                      | Stevie Wonder                      | Stevie Wonder                      | Stevie Wonder                      | Stevie Wonder                      | Stevie Wonder                      | Stevie Wonder                      | Stevie Wonder                      | Stevie Wonder                      | Stevie Wonder                      | Stevie Wonder                      | Stevie Wonder                      | Stevie Wonder                      | Stevie Wonder                      | Stevie Wonder                      | Stevie Wonder                      | Stevie Wonder                      | Stevie Wonder                      | Stevie Wonder                      | Stevie Wonder                      | Stevie Wonder                      | Stevie Wonder                      | Stevie Wonder                      | Stevie Wonder                      | Stevie Wonder                      | Stevie Wonder                      | Stevie Wonder                      | Stevie Wonder                      | Stevie Wonder                      | Stevie Wonder                      | Stevie Wonder                      | Stevie Wonder                      | Stevie Wonder                      | Stevie Wonder                      | 3       | 3       | 3       | 3       | 3       | 3       | 3       | 3       | 3       | 3       | 3       | 3       | 3       | 3       | 3       | 3       | 3       | 3       | 3       | 3       | 3       | 3       | 3       | 3       | 3       | 3       | 3       | 3       | 3       | 3       | 3       | 3       | 3       | 3       | 3       | 3       | 3       | 3       | 3       | 3       | 3       | 3       | 3       | 3       | 3       | 3       | 3       | 3       | 3       | 3       | 3       | 3       | 3       | 3       | 3       | 3       | 3       | 3       | 3       | 3       | 3       | 3       | 3       | 3       | 3       | 3       | 3       | 3       | 3       | 3       | Safe     | Safe     | Safe     | Safe     | Safe     | Safe     | Safe     | Safe     | Safe     | Safe     | Safe     | Safe     | Safe     | Safe     | Safe     | Safe     | Safe     | Safe     | Safe     | Safe     | Safe     | Safe     | Safe     | Safe     | Safe     | Safe     | Safe     | Safe     | Safe     | Safe     | Safe     | Safe     | Safe     | Safe     | Safe     | Safe     | Safe     | Safe     | Safe     | Safe     | Safe     | Safe     | Safe     | Safe     | Safe     | Safe     | Safe     | Safe     | Safe     | Safe     | Safe     | Safe     | Safe     | Safe     | Safe     | Safe     | Safe     | Safe     | Safe     | Safe     | Safe     | Safe     | Safe     | Safe     | Safe     | Safe     | Safe     | Safe     | Safe     | Safe     |
| Top 11                        | Top 11                        | Top 11                        | Top 11                        | Top 11                        | Top 11                        | Top 11                        | Top 11                        | Top 11                        | Top 11                        | Top 11                        | Top 11                        | Top 11                        | Top 11                        | Top 11                        | Top 11                        | Top 11                        | Top 11                        | Top 11                        | Top 11                        | Top 11                        | Top 11                        | Top 11                        | Top 11                        | Top 11                        | Top 11                        | Top 11                        | Top 11                        | Top 11                        | Top 11                        | Top 11                        | Top 11                        | Top 11                        | Top 11                        | Top 11                        | Top 11                        | Top 11                        | Top 11                        | Top 11                        | Top 11                        | Top 11                        | Top 11                        | Top 11                        | Top 11                        | Top 11                        | Top 11                        | Top 11                        | Top 11                        | Top 11                        | Top 11                        | Top 11                        | Top 11                        | Top 11                        | Top 11                        | Top 11                        | Top 11                        | Top 11                        | Top 11                        | Top 11                        | Top 11                        | Top 11                        | Top 11                        | Top 11                        | Top 11                        | Top 11                        | Top 11                        | Top 11                        | Top 11                        | Top 11                        | Top 11                        | Top 11                        | Top 11                        | Top 11                        | Top 11                        | Top 11                        | Top 11                        | Top 11                        | Top 11                        | Top 11                        | Top 11                        | Top 11                        | Top 11                        | Top 11                        | Top 11                        | Top 11                        | Top 11                        | Top 11                        | Top 11                        | Top 11                        | Top 11                        | Années 1950                                                           | Années 1950                                                           | Années 1950                                                           | Années 1950                                                           | Années 1950                                                           | Années 1950                                                           | Années 1950                                                           | Années 1950                                                           | Années 1950                                                           | Années 1950                                                           | Années 1950                                                           | Années 1950                                                           | Années 1950                                                           | Années 1950                                                           | Années 1950                                                           | Années 1950                                                           | Années 1950                                                           | Années 1950                                                           | Années 1950                                                           | Années 1950                                                           | Années 1950                                                           | Années 1950                                                           | Années 1950                                                           | Années 1950                                                           | Années 1950                                                           | Années 1950                                                           | Années 1950                                                           | Années 1950                                                           | Années 1950                                                           | Années 1950                                                           | Années 1950                                                           | Années 1950                                                           | Années 1950                                                           | Années 1950                                                           | Années 1950                                                           | Années 1950                                                           | Années 1950                                                           | Années 1950                                                           | Années 1950                                                           | Années 1950                                                           | Années 1950                                                           | Années 1950                                                           | Années 1950                                                           | Années 1950                                                           | Années 1950                                                           | Années 1950                                                           | Années 1950                                                           | Années 1950                                                           | Années 1950                                                           | Années 1950                                                           | Années 1950                                                           | Années 1950                                                           | Années 1950                                                           | Années 1950                                                           | Années 1950                                                           | Années 1950                                                           | Années 1950                                                           | Années 1950                                                           | Années 1950                                                           | Années 1950                                                           | Années 1950                                                           | Années 1950                                                           | Années 1950                                                           | Années 1950                                                           | Années 1950                                                           | Années 1950                                                           | Années 1950                                                           | Années 1950                                                           | Années 1950                                                           | Années 1950                                                           | Années 1950                                                           | Années 1950                                                           | Années 1950                                                           | Années 1950                                                           | Années 1950                                                           | Années 1950                                                           | Années 1950                                                           | Années 1950                                                           | Années 1950                                                           | Années 1950                                                           | Années 1950                                                           | Années 1950                                                           | Années 1950                                                           | Années 1950                                                           | Années 1950                                                           | Années 1950                                                           | Années 1950                                                           | Années 1950                                                           | Années 1950                                                           | Années 1950                                                           | Années 1950                                                           | Années 1950                                                           | Années 1950                                                           | Années 1950                                                           | Années 1950                                                           | Années 1950                                                           | Années 1950                                                           | Années 1950                                                           | Années 1950                                                           | Années 1950                                                           | Teach Me Tonight                                          | Teach Me Tonight                                          | Teach Me Tonight                                          | Teach Me Tonight                                          | Teach Me Tonight                                          | Teach Me Tonight                                          | Teach Me Tonight                                          | Teach Me Tonight                                          | Teach Me Tonight                                          | Teach Me Tonight                                          | Teach Me Tonight                                          | Teach Me Tonight                                          | Teach Me Tonight                                          | Teach Me Tonight                                          | Teach Me Tonight                                          | Teach Me Tonight                                          | Teach Me Tonight                                          | Teach Me Tonight                                          | Teach Me Tonight                                          | Teach Me Tonight                                          | Teach Me Tonight                                          | Teach Me Tonight                                          | Teach Me Tonight                                          | Teach Me Tonight                                          | Teach Me Tonight                                          | Teach Me Tonight                                          | Teach Me Tonight                                          | Teach Me Tonight                                          | Teach Me Tonight                                          | Teach Me Tonight                                          | Teach Me Tonight                                          | Teach Me Tonight                                          | Teach Me Tonight                                          | Teach Me Tonight                                          | Teach Me Tonight                                          | Teach Me Tonight                                          | Teach Me Tonight                                          | Teach Me Tonight                                          | Teach Me Tonight                                          | Teach Me Tonight                                          | Teach Me Tonight                                          | Teach Me Tonight                                          | Teach Me Tonight                                          | Teach Me Tonight                                          | Teach Me Tonight                                          | Teach Me Tonight                                          | Teach Me Tonight                                          | Teach Me Tonight                                          | Teach Me Tonight                                          | Teach Me Tonight                                          | Teach Me Tonight                                          | Teach Me Tonight                                          | Teach Me Tonight                                          | Teach Me Tonight                                          | Teach Me Tonight                                          | Teach Me Tonight                                          | Teach Me Tonight                                          | Teach Me Tonight                                          | Teach Me Tonight                                          | Teach Me Tonight                                          | Teach Me Tonight                                          | Teach Me Tonight                                          | Teach Me Tonight                                          | Teach Me Tonight                                          | Teach Me Tonight                                          | Teach Me Tonight                                          | Teach Me Tonight                                          | Teach Me Tonight                                          | Teach Me Tonight                                          | Teach Me Tonight                                          | Teach Me Tonight                                          | Teach Me Tonight                                          | Teach Me Tonight                                          | Teach Me Tonight                                          | Teach Me Tonight                                          | Teach Me Tonight                                          | Teach Me Tonight                                          | Teach Me Tonight                                          | Teach Me Tonight                                          | Teach Me Tonight                                          | Teach Me Tonight                                          | Teach Me Tonight                                          | Teach Me Tonight                                          | Teach Me Tonight                                          | Teach Me Tonight                                          | Teach Me Tonight                                          | Teach Me Tonight                                          | Teach Me Tonight                                          | Teach Me Tonight                                          | Teach Me Tonight                                          | Teach Me Tonight                                          | Teach Me Tonight                                          | Teach Me Tonight                                          | Teach Me Tonight                                          | Teach Me Tonight                                          | Teach Me Tonight                                          | Teach Me Tonight                                          | Teach Me Tonight                                          | Teach Me Tonight                                          | Teach Me Tonight                                          | Teach Me Tonight                                          | Teach Me Tonight                                          | Teach Me Tonight                                          | Teach Me Tonight                                          | Teach Me Tonight                                          | Teach Me Tonight                                          | Teach Me Tonight                                          | Teach Me Tonight                                          | Teach Me Tonight                                          | Teach Me Tonight                                          | Teach Me Tonight                                          | Teach Me Tonight                                          | Teach Me Tonight                                          | Teach Me Tonight                                          | Teach Me Tonight                                          | Teach Me Tonight                                          | Teach Me Tonight                                          | Teach Me Tonight                                          | Teach Me Tonight                                          | Teach Me Tonight                                          | Teach Me Tonight                                          | Teach Me Tonight                                          | Teach Me Tonight                                          | Teach Me Tonight                                          | Teach Me Tonight                                          | Teach Me Tonight                                          | Teach Me Tonight                                          | Teach Me Tonight                                          | Teach Me Tonight                                          | Teach Me Tonight                                          | The DeCastro Sisters               | The DeCastro Sisters               | The DeCastro Sisters               | The DeCastro Sisters               | The DeCastro Sisters               | The DeCastro Sisters               | The DeCastro Sisters               | The DeCastro Sisters               | The DeCastro Sisters               | The DeCastro Sisters               | The DeCastro Sisters               | The DeCastro Sisters               | The DeCastro Sisters               | The DeCastro Sisters               | The DeCastro Sisters               | The DeCastro Sisters               | The DeCastro Sisters               | The DeCastro Sisters               | The DeCastro Sisters               | The DeCastro Sisters               | The DeCastro Sisters               | The DeCastro Sisters               | The DeCastro Sisters               | The DeCastro Sisters               | The DeCastro Sisters               | The DeCastro Sisters               | The DeCastro Sisters               | The DeCastro Sisters               | The DeCastro Sisters               | The DeCastro Sisters               | The DeCastro Sisters               | The DeCastro Sisters               | The DeCastro Sisters               | The DeCastro Sisters               | The DeCastro Sisters               | The DeCastro Sisters               | The DeCastro Sisters               | The DeCastro Sisters               | The DeCastro Sisters               | The DeCastro Sisters               | The DeCastro Sisters               | The DeCastro Sisters               | The DeCastro Sisters               | The DeCastro Sisters               | The DeCastro Sisters               | The DeCastro Sisters               | The DeCastro Sisters               | The DeCastro Sisters               | The DeCastro Sisters               | The DeCastro Sisters               | The DeCastro Sisters               | The DeCastro Sisters               | The DeCastro Sisters               | The DeCastro Sisters               | The DeCastro Sisters               | The DeCastro Sisters               | The DeCastro Sisters               | The DeCastro Sisters               | The DeCastro Sisters               | The DeCastro Sisters               | The DeCastro Sisters               | The DeCastro Sisters               | The DeCastro Sisters               | The DeCastro Sisters               | The DeCastro Sisters               | The DeCastro Sisters               | The DeCastro Sisters               | The DeCastro Sisters               | The DeCastro Sisters               | The DeCastro Sisters               | The DeCastro Sisters               | The DeCastro Sisters               | The DeCastro Sisters               | The DeCastro Sisters               | The DeCastro Sisters               | The DeCastro Sisters               | The DeCastro Sisters               | The DeCastro Sisters               | The DeCastro Sisters               | The DeCastro Sisters               | The DeCastro Sisters               | The DeCastro Sisters               | The DeCastro Sisters               | The DeCastro Sisters               | The DeCastro Sisters               | The DeCastro Sisters               | The DeCastro Sisters               | The DeCastro Sisters               | The DeCastro Sisters               | The DeCastro Sisters               | The DeCastro Sisters               | The DeCastro Sisters               | The DeCastro Sisters               | The DeCastro Sisters               | The DeCastro Sisters               | The DeCastro Sisters               | The DeCastro Sisters               | The DeCastro Sisters               | The DeCastro Sisters               | The DeCastro Sisters               | 9       | 9       | 9       | 9       | 9       | 9       | 9       | 9       | 9       | 9       | 9       | 9       | 9       | 9       | 9       | 9       | 9       | 9       | 9       | 9       | 9       | 9       | 9       | 9       | 9       | 9       | 9       | 9       | 9       | 9       | 9       | 9       | 9       | 9       | 9       | 9       | 9       | 9       | 9       | 9       | 9       | 9       | 9       | 9       | 9       | 9       | 9       | 9       | 9       | 9       | 9       | 9       | 9       | 9       | 9       | 9       | 9       | 9       | 9       | 9       | 9       | 9       | 9       | 9       | 9       | 9       | 9       | 9       | 9       | 9       | Safe     | Safe     | Safe     | Safe     | Safe     | Safe     | Safe     | Safe     | Safe     | Safe     | Safe     | Safe     | Safe     | Safe     | Safe     | Safe     | Safe     | Safe     | Safe     | Safe     | Safe     | Safe     | Safe     | Safe     | Safe     | Safe     | Safe     | Safe     | Safe     | Safe     | Safe     | Safe     | Safe     | Safe     | Safe     | Safe     | Safe     | Safe     | Safe     | Safe     | Safe     | Safe     | Safe     | Safe     | Safe     | Safe     | Safe     | Safe     | Safe     | Safe     | Safe     | Safe     | Safe     | Safe     | Safe     | Safe     | Safe     | Safe     | Safe     | Safe     | Safe     | Safe     | Safe     | Safe     | Safe     | Safe     | Safe     | Safe     | Safe     | Safe     |
| Top 10                        | Top 10                        | Top 10                        | Top 10                        | Top 10                        | Top 10                        | Top 10                        | Top 10                        | Top 10                        | Top 10                        | Top 10                        | Top 10                        | Top 10                        | Top 10                        | Top 10                        | Top 10                        | Top 10                        | Top 10                        | Top 10                        | Top 10                        | Top 10                        | Top 10                        | Top 10                        | Top 10                        | Top 10                        | Top 10                        | Top 10                        | Top 10                        | Top 10                        | Top 10                        | Top 10                        | Top 10                        | Top 10                        | Top 10                        | Top 10                        | Top 10                        | Top 10                        | Top 10                        | Top 10                        | Top 10                        | Top 10                        | Top 10                        | Top 10                        | Top 10                        | Top 10                        | Top 10                        | Top 10                        | Top 10                        | Top 10                        | Top 10                        | Top 10                        | Top 10                        | Top 10                        | Top 10                        | Top 10                        | Top 10                        | Top 10                        | Top 10                        | Top 10                        | Top 10                        | Top 10                        | Top 10                        | Top 10                        | Top 10                        | Top 10                        | Top 10                        | Top 10                        | Top 10                        | Top 10                        | Top 10                        | Top 10                        | Top 10                        | Top 10                        | Top 10                        | Top 10                        | Top 10                        | Top 10                        | Top 10                        | Top 10                        | Top 10                        | Top 10                        | Top 10                        | Top 10                        | Top 10                        | Top 10                        | Top 10                        | Top 10                        | Top 10                        | Top 10                        | Top 10                        | Années 2000                                                           | Années 2000                                                           | Années 2000                                                           | Années 2000                                                           | Années 2000                                                           | Années 2000                                                           | Années 2000                                                           | Années 2000                                                           | Années 2000                                                           | Années 2000                                                           | Années 2000                                                           | Années 2000                                                           | Années 2000                                                           | Années 2000                                                           | Années 2000                                                           | Années 2000                                                           | Années 2000                                                           | Années 2000                                                           | Années 2000                                                           | Années 2000                                                           | Années 2000                                                           | Années 2000                                                           | Années 2000                                                           | Années 2000                                                           | Années 2000                                                           | Années 2000                                                           | Années 2000                                                           | Années 2000                                                           | Années 2000                                                           | Années 2000                                                           | Années 2000                                                           | Années 2000                                                           | Années 2000                                                           | Années 2000                                                           | Années 2000                                                           | Années 2000                                                           | Années 2000                                                           | Années 2000                                                           | Années 2000                                                           | Années 2000                                                           | Années 2000                                                           | Années 2000                                                           | Années 2000                                                           | Années 2000                                                           | Années 2000                                                           | Années 2000                                                           | Années 2000                                                           | Années 2000                                                           | Années 2000                                                           | Années 2000                                                           | Années 2000                                                           | Années 2000                                                           | Années 2000                                                           | Années 2000                                                           | Années 2000                                                           | Années 2000                                                           | Années 2000                                                           | Années 2000                                                           | Années 2000                                                           | Années 2000                                                           | Années 2000                                                           | Années 2000                                                           | Années 2000                                                           | Années 2000                                                           | Années 2000                                                           | Années 2000                                                           | Années 2000                                                           | Années 2000                                                           | Années 2000                                                           | Années 2000                                                           | Années 2000                                                           | Années 2000                                                           | Années 2000                                                           | Années 2000                                                           | Années 2000                                                           | Années 2000                                                           | Années 2000                                                           | Années 2000                                                           | Années 2000                                                           | Années 2000                                                           | Années 2000                                                           | Années 2000                                                           | Années 2000                                                           | Années 2000                                                           | Années 2000                                                           | Années 2000                                                           | Années 2000                                                           | Années 2000                                                           | Années 2000                                                           | Années 2000                                                           | Années 2000                                                           | Années 2000                                                           | Années 2000                                                           | Années 2000                                                           | Années 2000                                                           | Années 2000                                                           | Années 2000                                                           | Années 2000                                                           | Années 2000                                                           | Années 2000                                                           | I Don't Want to Be                                        | I Don't Want to Be                                        | I Don't Want to Be                                        | I Don't Want to Be                                        | I Don't Want to Be                                        | I Don't Want to Be                                        | I Don't Want to Be                                        | I Don't Want to Be                                        | I Don't Want to Be                                        | I Don't Want to Be                                        | I Don't Want to Be                                        | I Don't Want to Be                                        | I Don't Want to Be                                        | I Don't Want to Be                                        | I Don't Want to Be                                        | I Don't Want to Be                                        | I Don't Want to Be                                        | I Don't Want to Be                                        | I Don't Want to Be                                        | I Don't Want to Be                                        | I Don't Want to Be                                        | I Don't Want to Be                                        | I Don't Want to Be                                        | I Don't Want to Be                                        | I Don't Want to Be                                        | I Don't Want to Be                                        | I Don't Want to Be                                        | I Don't Want to Be                                        | I Don't Want to Be                                        | I Don't Want to Be                                        | I Don't Want to Be                                        | I Don't Want to Be                                        | I Don't Want to Be                                        | I Don't Want to Be                                        | I Don't Want to Be                                        | I Don't Want to Be                                        | I Don't Want to Be                                        | I Don't Want to Be                                        | I Don't Want to Be                                        | I Don't Want to Be                                        | I Don't Want to Be                                        | I Don't Want to Be                                        | I Don't Want to Be                                        | I Don't Want to Be                                        | I Don't Want to Be                                        | I Don't Want to Be                                        | I Don't Want to Be                                        | I Don't Want to Be                                        | I Don't Want to Be                                        | I Don't Want to Be                                        | I Don't Want to Be                                        | I Don't Want to Be                                        | I Don't Want to Be                                        | I Don't Want to Be                                        | I Don't Want to Be                                        | I Don't Want to Be                                        | I Don't Want to Be                                        | I Don't Want to Be                                        | I Don't Want to Be                                        | I Don't Want to Be                                        | I Don't Want to Be                                        | I Don't Want to Be                                        | I Don't Want to Be                                        | I Don't Want to Be                                        | I Don't Want to Be                                        | I Don't Want to Be                                        | I Don't Want to Be                                        | I Don't Want to Be                                        | I Don't Want to Be                                        | I Don't Want to Be                                        | I Don't Want to Be                                        | I Don't Want to Be                                        | I Don't Want to Be                                        | I Don't Want to Be                                        | I Don't Want to Be                                        | I Don't Want to Be                                        | I Don't Want to Be                                        | I Don't Want to Be                                        | I Don't Want to Be                                        | I Don't Want to Be                                        | I Don't Want to Be                                        | I Don't Want to Be                                        | I Don't Want to Be                                        | I Don't Want to Be                                        | I Don't Want to Be                                        | I Don't Want to Be                                        | I Don't Want to Be                                        | I Don't Want to Be                                        | I Don't Want to Be                                        | I Don't Want to Be                                        | I Don't Want to Be                                        | I Don't Want to Be                                        | I Don't Want to Be                                        | I Don't Want to Be                                        | I Don't Want to Be                                        | I Don't Want to Be                                        | I Don't Want to Be                                        | I Don't Want to Be                                        | I Don't Want to Be                                        | I Don't Want to Be                                        | I Don't Want to Be                                        | I Don't Want to Be                                        | I Don't Want to Be                                        | I Don't Want to Be                                        | I Don't Want to Be                                        | I Don't Want to Be                                        | I Don't Want to Be                                        | I Don't Want to Be                                        | I Don't Want to Be                                        | I Don't Want to Be                                        | I Don't Want to Be                                        | I Don't Want to Be                                        | I Don't Want to Be                                        | I Don't Want to Be                                        | I Don't Want to Be                                        | I Don't Want to Be                                        | I Don't Want to Be                                        | I Don't Want to Be                                        | I Don't Want to Be                                        | I Don't Want to Be                                        | I Don't Want to Be                                        | I Don't Want to Be                                        | I Don't Want to Be                                        | I Don't Want to Be                                        | I Don't Want to Be                                        | I Don't Want to Be                                        | I Don't Want to Be                                        | I Don't Want to Be                                        | I Don't Want to Be                                        | I Don't Want to Be                                        | Gavin DeGraw                       | Gavin DeGraw                       | Gavin DeGraw                       | Gavin DeGraw                       | Gavin DeGraw                       | Gavin DeGraw                       | Gavin DeGraw                       | Gavin DeGraw                       | Gavin DeGraw                       | Gavin DeGraw                       | Gavin DeGraw                       | Gavin DeGraw                       | Gavin DeGraw                       | Gavin DeGraw                       | Gavin DeGraw                       | Gavin DeGraw                       | Gavin DeGraw                       | Gavin DeGraw                       | Gavin DeGraw                       | Gavin DeGraw                       | Gavin DeGraw                       | Gavin DeGraw                       | Gavin DeGraw                       | Gavin DeGraw                       | Gavin DeGraw                       | Gavin DeGraw                       | Gavin DeGraw                       | Gavin DeGraw                       | Gavin DeGraw                       | Gavin DeGraw                       | Gavin DeGraw                       | Gavin DeGraw                       | Gavin DeGraw                       | Gavin DeGraw                       | Gavin DeGraw                       | Gavin DeGraw                       | Gavin DeGraw                       | Gavin DeGraw                       | Gavin DeGraw                       | Gavin DeGraw                       | Gavin DeGraw                       | Gavin DeGraw                       | Gavin DeGraw                       | Gavin DeGraw                       | Gavin DeGraw                       | Gavin DeGraw                       | Gavin DeGraw                       | Gavin DeGraw                       | Gavin DeGraw                       | Gavin DeGraw                       | Gavin DeGraw                       | Gavin DeGraw                       | Gavin DeGraw                       | Gavin DeGraw                       | Gavin DeGraw                       | Gavin DeGraw                       | Gavin DeGraw                       | Gavin DeGraw                       | Gavin DeGraw                       | Gavin DeGraw                       | Gavin DeGraw                       | Gavin DeGraw                       | Gavin DeGraw                       | Gavin DeGraw                       | Gavin DeGraw                       | Gavin DeGraw                       | Gavin DeGraw                       | Gavin DeGraw                       | Gavin DeGraw                       | Gavin DeGraw                       | Gavin DeGraw                       | Gavin DeGraw                       | Gavin DeGraw                       | Gavin DeGraw                       | Gavin DeGraw                       | Gavin DeGraw                       | Gavin DeGraw                       | Gavin DeGraw                       | Gavin DeGraw                       | Gavin DeGraw                       | Gavin DeGraw                       | Gavin DeGraw                       | Gavin DeGraw                       | Gavin DeGraw                       | Gavin DeGraw                       | Gavin DeGraw                       | Gavin DeGraw                       | Gavin DeGraw                       | Gavin DeGraw                       | Gavin DeGraw                       | Gavin DeGraw                       | Gavin DeGraw                       | Gavin DeGraw                       | Gavin DeGraw                       | Gavin DeGraw                       | Gavin DeGraw                       | Gavin DeGraw                       | Gavin DeGraw                       | Gavin DeGraw                       | Gavin DeGraw                       | 10      | 10      | 10      | 10      | 10      | 10      | 10      | 10      | 10      | 10      | 10      | 10      | 10      | 10      | 10      | 10      | 10      | 10      | 10      | 10      | 10      | 10      | 10      | 10      | 10      | 10      | 10      | 10      | 10      | 10      | 10      | 10      | 10      | 10      | 10      | 10      | 10      | 10      | 10      | 10      | 10      | 10      | 10      | 10      | 10      | 10      | 10      | 10      | 10      | 10      | 10      | 10      | 10      | 10      | 10      | 10      | 10      | 10      | 10      | 10      | 10      | 10      | 10      | 10      | 10      | 10      | 10      | 10      | 10      | 10      | Safe     | Safe     | Safe     | Safe     | Safe     | Safe     | Safe     | Safe     | Safe     | Safe     | Safe     | Safe     | Safe     | Safe     | Safe     | Safe     | Safe     | Safe     | Safe     | Safe     | Safe     | Safe     | Safe     | Safe     | Safe     | Safe     | Safe     | Safe     | Safe     | Safe     | Safe     | Safe     | Safe     | Safe     | Safe     | Safe     | Safe     | Safe     | Safe     | Safe     | Safe     | Safe     | Safe     | Safe     | Safe     | Safe     | Safe     | Safe     | Safe     | Safe     | Safe     | Safe     | Safe     | Safe     | Safe     | Safe     | Safe     | Safe     | Safe     | Safe     | Safe     | Safe     | Safe     | Safe     | Safe     | Safe     | Safe     | Safe     | Safe     | Safe     |
| Top 9                         | Top 9                         | Top 9                         | Top 9                         | Top 9                         | Top 9                         | Top 9                         | Top 9                         | Top 9                         | Top 9                         | Top 9                         | Top 9                         | Top 9                         | Top 9                         | Top 9                         | Top 9                         | Top 9                         | Top 9                         | Top 9                         | Top 9                         | Top 9                         | Top 9                         | Top 9                         | Top 9                         | Top 9                         | Top 9                         | Top 9                         | Top 9                         | Top 9                         | Top 9                         | Top 9                         | Top 9                         | Top 9                         | Top 9                         | Top 9                         | Top 9                         | Top 9                         | Top 9                         | Top 9                         | Top 9                         | Top 9                         | Top 9                         | Top 9                         | Top 9                         | Top 9                         | Top 9                         | Top 9                         | Top 9                         | Top 9                         | Top 9                         | Top 9                         | Top 9                         | Top 9                         | Top 9                         | Top 9                         | Top 9                         | Top 9                         | Top 9                         | Top 9                         | Top 9                         | Top 9                         | Top 9                         | Top 9                         | Top 9                         | Top 9                         | Top 9                         | Top 9                         | Top 9                         | Top 9                         | Top 9                         | Top 9                         | Top 9                         | Top 9                         | Top 9                         | Top 9                         | Top 9                         | Top 9                         | Top 9                         | Top 9                         | Top 9                         | Top 9                         | Top 9                         | Top 9                         | Top 9                         | Top 9                         | Top 9                         | Top 9                         | Top 9                         | Top 9                         | Top 9                         | Country                                                               | Country                                                               | Country                                                               | Country                                                               | Country                                                               | Country                                                               | Country                                                               | Country                                                               | Country                                                               | Country                                                               | Country                                                               | Country                                                               | Country                                                               | Country                                                               | Country                                                               | Country                                                               | Country                                                               | Country                                                               | Country                                                               | Country                                                               | Country                                                               | Country                                                               | Country                                                               | Country                                                               | Country                                                               | Country                                                               | Country                                                               | Country                                                               | Country                                                               | Country                                                               | Country                                                               | Country                                                               | Country                                                               | Country                                                               | Country                                                               | Country                                                               | Country                                                               | Country                                                               | Country                                                               | Country                                                               | Country                                                               | Country                                                               | Country                                                               | Country                                                               | Country                                                               | Country                                                               | Country                                                               | Country                                                               | Country                                                               | Country                                                               | Country                                                               | Country                                                               | Country                                                               | Country                                                               | Country                                                               | Country                                                               | Country                                                               | Country                                                               | Country                                                               | Country                                                               | Country                                                               | Country                                                               | Country                                                               | Country                                                               | Country                                                               | Country                                                               | Country                                                               | Country                                                               | Country                                                               | Country                                                               | Country                                                               | Country                                                               | Country                                                               | Country                                                               | Country                                                               | Country                                                               | Country                                                               | Country                                                               | Country                                                               | Country                                                               | Country                                                               | Country                                                               | Country                                                               | Country                                                               | Country                                                               | Country                                                               | Country                                                               | Country                                                               | Country                                                               | Country                                                               | Country                                                               | Country                                                               | Country                                                               | Country                                                               | Country                                                               | Country                                                               | Country                                                               | Country                                                               | Country                                                               | Country                                                               | If Tomorrow Never Comes                                   | If Tomorrow Never Comes                                   | If Tomorrow Never Comes                                   | If Tomorrow Never Comes                                   | If Tomorrow Never Comes                                   | If Tomorrow Never Comes                                   | If Tomorrow Never Comes                                   | If Tomorrow Never Comes                                   | If Tomorrow Never Comes                                   | If Tomorrow Never Comes                                   | If Tomorrow Never Comes                                   | If Tomorrow Never Comes                                   | If Tomorrow Never Comes                                   | If Tomorrow Never Comes                                   | If Tomorrow Never Comes                                   | If Tomorrow Never Comes                                   | If Tomorrow Never Comes                                   | If Tomorrow Never Comes                                   | If Tomorrow Never Comes                                   | If Tomorrow Never Comes                                   | If Tomorrow Never Comes                                   | If Tomorrow Never Comes                                   | If Tomorrow Never Comes                                   | If Tomorrow Never Comes                                   | If Tomorrow Never Comes                                   | If Tomorrow Never Comes                                   | If Tomorrow Never Comes                                   | If Tomorrow Never Comes                                   | If Tomorrow Never Comes                                   | If Tomorrow Never Comes                                   | If Tomorrow Never Comes                                   | If Tomorrow Never Comes                                   | If Tomorrow Never Comes                                   | If Tomorrow Never Comes                                   | If Tomorrow Never Comes                                   | If Tomorrow Never Comes                                   | If Tomorrow Never Comes                                   | If Tomorrow Never Comes                                   | If Tomorrow Never Comes                                   | If Tomorrow Never Comes                                   | If Tomorrow Never Comes                                   | If Tomorrow Never Comes                                   | If Tomorrow Never Comes                                   | If Tomorrow Never Comes                                   | If Tomorrow Never Comes                                   | If Tomorrow Never Comes                                   | If Tomorrow Never Comes                                   | If Tomorrow Never Comes                                   | If Tomorrow Never Comes                                   | If Tomorrow Never Comes                                   | If Tomorrow Never Comes                                   | If Tomorrow Never Comes                                   | If Tomorrow Never Comes                                   | If Tomorrow Never Comes                                   | If Tomorrow Never Comes                                   | If Tomorrow Never Comes                                   | If Tomorrow Never Comes                                   | If Tomorrow Never Comes                                   | If Tomorrow Never Comes                                   | If Tomorrow Never Comes                                   | If Tomorrow Never Comes                                   | If Tomorrow Never Comes                                   | If Tomorrow Never Comes                                   | If Tomorrow Never Comes                                   | If Tomorrow Never Comes                                   | If Tomorrow Never Comes                                   | If Tomorrow Never Comes                                   | If Tomorrow Never Comes                                   | If Tomorrow Never Comes                                   | If Tomorrow Never Comes                                   | If Tomorrow Never Comes                                   | If Tomorrow Never Comes                                   | If Tomorrow Never Comes                                   | If Tomorrow Never Comes                                   | If Tomorrow Never Comes                                   | If Tomorrow Never Comes                                   | If Tomorrow Never Comes                                   | If Tomorrow Never Comes                                   | If Tomorrow Never Comes                                   | If Tomorrow Never Comes                                   | If Tomorrow Never Comes                                   | If Tomorrow Never Comes                                   | If Tomorrow Never Comes                                   | If Tomorrow Never Comes                                   | If Tomorrow Never Comes                                   | If Tomorrow Never Comes                                   | If Tomorrow Never Comes                                   | If Tomorrow Never Comes                                   | If Tomorrow Never Comes                                   | If Tomorrow Never Comes                                   | If Tomorrow Never Comes                                   | If Tomorrow Never Comes                                   | If Tomorrow Never Comes                                   | If Tomorrow Never Comes                                   | If Tomorrow Never Comes                                   | If Tomorrow Never Comes                                   | If Tomorrow Never Comes                                   | If Tomorrow Never Comes                                   | If Tomorrow Never Comes                                   | If Tomorrow Never Comes                                   | If Tomorrow Never Comes                                   | If Tomorrow Never Comes                                   | If Tomorrow Never Comes                                   | If Tomorrow Never Comes                                   | If Tomorrow Never Comes                                   | If Tomorrow Never Comes                                   | If Tomorrow Never Comes                                   | If Tomorrow Never Comes                                   | If Tomorrow Never Comes                                   | If Tomorrow Never Comes                                   | If Tomorrow Never Comes                                   | If Tomorrow Never Comes                                   | If Tomorrow Never Comes                                   | If Tomorrow Never Comes                                   | If Tomorrow Never Comes                                   | If Tomorrow Never Comes                                   | If Tomorrow Never Comes                                   | If Tomorrow Never Comes                                   | If Tomorrow Never Comes                                   | If Tomorrow Never Comes                                   | If Tomorrow Never Comes                                   | If Tomorrow Never Comes                                   | If Tomorrow Never Comes                                   | If Tomorrow Never Comes                                   | If Tomorrow Never Comes                                   | If Tomorrow Never Comes                                   | If Tomorrow Never Comes                                   | If Tomorrow Never Comes                                   | If Tomorrow Never Comes                                   | If Tomorrow Never Comes                                   | Garth Brooks                       | Garth Brooks                       | Garth Brooks                       | Garth Brooks                       | Garth Brooks                       | Garth Brooks                       | Garth Brooks                       | Garth Brooks                       | Garth Brooks                       | Garth Brooks                       | Garth Brooks                       | Garth Brooks                       | Garth Brooks                       | Garth Brooks                       | Garth Brooks                       | Garth Brooks                       | Garth Brooks                       | Garth Brooks                       | Garth Brooks                       | Garth Brooks                       | Garth Brooks                       | Garth Brooks                       | Garth Brooks                       | Garth Brooks                       | Garth Brooks                       | Garth Brooks                       | Garth Brooks                       | Garth Brooks                       | Garth Brooks                       | Garth Brooks                       | Garth Brooks                       | Garth Brooks                       | Garth Brooks                       | Garth Brooks                       | Garth Brooks                       | Garth Brooks                       | Garth Brooks                       | Garth Brooks                       | Garth Brooks                       | Garth Brooks                       | Garth Brooks                       | Garth Brooks                       | Garth Brooks                       | Garth Brooks                       | Garth Brooks                       | Garth Brooks                       | Garth Brooks                       | Garth Brooks                       | Garth Brooks                       | Garth Brooks                       | Garth Brooks                       | Garth Brooks                       | Garth Brooks                       | Garth Brooks                       | Garth Brooks                       | Garth Brooks                       | Garth Brooks                       | Garth Brooks                       | Garth Brooks                       | Garth Brooks                       | Garth Brooks                       | Garth Brooks                       | Garth Brooks                       | Garth Brooks                       | Garth Brooks                       | Garth Brooks                       | Garth Brooks                       | Garth Brooks                       | Garth Brooks                       | Garth Brooks                       | Garth Brooks                       | Garth Brooks                       | Garth Brooks                       | Garth Brooks                       | Garth Brooks                       | Garth Brooks                       | Garth Brooks                       | Garth Brooks                       | Garth Brooks                       | Garth Brooks                       | Garth Brooks                       | Garth Brooks                       | Garth Brooks                       | Garth Brooks                       | Garth Brooks                       | Garth Brooks                       | Garth Brooks                       | Garth Brooks                       | Garth Brooks                       | Garth Brooks                       | Garth Brooks                       | Garth Brooks                       | Garth Brooks                       | Garth Brooks                       | Garth Brooks                       | Garth Brooks                       | Garth Brooks                       | Garth Brooks                       | Garth Brooks                       | Garth Brooks                       | 3       | 3       | 3       | 3       | 3       | 3       | 3       | 3       | 3       | 3       | 3       | 3       | 3       | 3       | 3       | 3       | 3       | 3       | 3       | 3       | 3       | 3       | 3       | 3       | 3       | 3       | 3       | 3       | 3       | 3       | 3       | 3       | 3       | 3       | 3       | 3       | 3       | 3       | 3       | 3       | 3       | 3       | 3       | 3       | 3       | 3       | 3       | 3       | 3       | 3       | 3       | 3       | 3       | 3       | 3       | 3       | 3       | 3       | 3       | 3       | 3       | 3       | 3       | 3       | 3       | 3       | 3       | 3       | 3       | 3       | Bottom 2 | Bottom 2 | Bottom 2 | Bottom 2 | Bottom 2 | Bottom 2 | Bottom 2 | Bottom 2 | Bottom 2 | Bottom 2 | Bottom 2 | Bottom 2 | Bottom 2 | Bottom 2 | Bottom 2 | Bottom 2 | Bottom 2 | Bottom 2 | Bottom 2 | Bottom 2 | Bottom 2 | Bottom 2 | Bottom 2 | Bottom 2 | Bottom 2 | Bottom 2 | Bottom 2 | Bottom 2 | Bottom 2 | Bottom 2 | Bottom 2 | Bottom 2 | Bottom 2 | Bottom 2 | Bottom 2 | Bottom 2 | Bottom 2 | Bottom 2 | Bottom 2 | Bottom 2 | Bottom 2 | Bottom 2 | Bottom 2 | Bottom 2 | Bottom 2 | Bottom 2 | Bottom 2 | Bottom 2 | Bottom 2 | Bottom 2 | Bottom 2 | Bottom 2 | Bottom 2 | Bottom 2 | Bottom 2 | Bottom 2 | Bottom 2 | Bottom 2 | Bottom 2 | Bottom 2 | Bottom 2 | Bottom 2 | Bottom 2 | Bottom 2 | Bottom 2 | Bottom 2 | Bottom 2 | Bottom 2 | Bottom 2 | Bottom 2 |
| Top 8                         | Top 8                         | Top 8                         | Top 8                         | Top 8                         | Top 8                         | Top 8                         | Top 8                         | Top 8                         | Top 8                         | Top 8                         | Top 8                         | Top 8                         | Top 8                         | Top 8                         | Top 8                         | Top 8                         | Top 8                         | Top 8                         | Top 8                         | Top 8                         | Top 8                         | Top 8                         | Top 8                         | Top 8                         | Top 8                         | Top 8                         | Top 8                         | Top 8                         | Top 8                         | Top 8                         | Top 8                         | Top 8                         | Top 8                         | Top 8                         | Top 8                         | Top 8                         | Top 8                         | Top 8                         | Top 8                         | Top 8                         | Top 8                         | Top 8                         | Top 8                         | Top 8                         | Top 8                         | Top 8                         | Top 8                         | Top 8                         | Top 8                         | Top 8                         | Top 8                         | Top 8                         | Top 8                         | Top 8                         | Top 8                         | Top 8                         | Top 8                         | Top 8                         | Top 8                         | Top 8                         | Top 8                         | Top 8                         | Top 8                         | Top 8                         | Top 8                         | Top 8                         | Top 8                         | Top 8                         | Top 8                         | Top 8                         | Top 8                         | Top 8                         | Top 8                         | Top 8                         | Top 8                         | Top 8                         | Top 8                         | Top 8                         | Top 8                         | Top 8                         | Top 8                         | Top 8                         | Top 8                         | Top 8                         | Top 8                         | Top 8                         | Top 8                         | Top 8                         | Top 8                         | Queen                                                                 | Queen                                                                 | Queen                                                                 | Queen                                                                 | Queen                                                                 | Queen                                                                 | Queen                                                                 | Queen                                                                 | Queen                                                                 | Queen                                                                 | Queen                                                                 | Queen                                                                 | Queen                                                                 | Queen                                                                 | Queen                                                                 | Queen                                                                 | Queen                                                                 | Queen                                                                 | Queen                                                                 | Queen                                                                 | Queen                                                                 | Queen                                                                 | Queen                                                                 | Queen                                                                 | Queen                                                                 | Queen                                                                 | Queen                                                                 | Queen                                                                 | Queen                                                                 | Queen                                                                 | Queen                                                                 | Queen                                                                 | Queen                                                                 | Queen                                                                 | Queen                                                                 | Queen                                                                 | Queen                                                                 | Queen                                                                 | Queen                                                                 | Queen                                                                 | Queen                                                                 | Queen                                                                 | Queen                                                                 | Queen                                                                 | Queen                                                                 | Queen                                                                 | Queen                                                                 | Queen                                                                 | Queen                                                                 | Queen                                                                 | Queen                                                                 | Queen                                                                 | Queen                                                                 | Queen                                                                 | Queen                                                                 | Queen                                                                 | Queen                                                                 | Queen                                                                 | Queen                                                                 | Queen                                                                 | Queen                                                                 | Queen                                                                 | Queen                                                                 | Queen                                                                 | Queen                                                                 | Queen                                                                 | Queen                                                                 | Queen                                                                 | Queen                                                                 | Queen                                                                 | Queen                                                                 | Queen                                                                 | Queen                                                                 | Queen                                                                 | Queen                                                                 | Queen                                                                 | Queen                                                                 | Queen                                                                 | Queen                                                                 | Queen                                                                 | Queen                                                                 | Queen                                                                 | Queen                                                                 | Queen                                                                 | Queen                                                                 | Queen                                                                 | Queen                                                                 | Queen                                                                 | Queen                                                                 | Queen                                                                 | Queen                                                                 | Queen                                                                 | Queen                                                                 | Queen                                                                 | Queen                                                                 | Queen                                                                 | Queen                                                                 | Queen                                                                 | Queen                                                                 | Queen                                                                 | Somebody to Love                                          | Somebody to Love                                          | Somebody to Love                                          | Somebody to Love                                          | Somebody to Love                                          | Somebody to Love                                          | Somebody to Love                                          | Somebody to Love                                          | Somebody to Love                                          | Somebody to Love                                          | Somebody to Love                                          | Somebody to Love                                          | Somebody to Love                                          | Somebody to Love                                          | Somebody to Love                                          | Somebody to Love                                          | Somebody to Love                                          | Somebody to Love                                          | Somebody to Love                                          | Somebody to Love                                          | Somebody to Love                                          | Somebody to Love                                          | Somebody to Love                                          | Somebody to Love                                          | Somebody to Love                                          | Somebody to Love                                          | Somebody to Love                                          | Somebody to Love                                          | Somebody to Love                                          | Somebody to Love                                          | Somebody to Love                                          | Somebody to Love                                          | Somebody to Love                                          | Somebody to Love                                          | Somebody to Love                                          | Somebody to Love                                          | Somebody to Love                                          | Somebody to Love                                          | Somebody to Love                                          | Somebody to Love                                          | Somebody to Love                                          | Somebody to Love                                          | Somebody to Love                                          | Somebody to Love                                          | Somebody to Love                                          | Somebody to Love                                          | Somebody to Love                                          | Somebody to Love                                          | Somebody to Love                                          | Somebody to Love                                          | Somebody to Love                                          | Somebody to Love                                          | Somebody to Love                                          | Somebody to Love                                          | Somebody to Love                                          | Somebody to Love                                          | Somebody to Love                                          | Somebody to Love                                          | Somebody to Love                                          | Somebody to Love                                          | Somebody to Love                                          | Somebody to Love                                          | Somebody to Love                                          | Somebody to Love                                          | Somebody to Love                                          | Somebody to Love                                          | Somebody to Love                                          | Somebody to Love                                          | Somebody to Love                                          | Somebody to Love                                          | Somebody to Love                                          | Somebody to Love                                          | Somebody to Love                                          | Somebody to Love                                          | Somebody to Love                                          | Somebody to Love                                          | Somebody to Love                                          | Somebody to Love                                          | Somebody to Love                                          | Somebody to Love                                          | Somebody to Love                                          | Somebody to Love                                          | Somebody to Love                                          | Somebody to Love                                          | Somebody to Love                                          | Somebody to Love                                          | Somebody to Love                                          | Somebody to Love                                          | Somebody to Love                                          | Somebody to Love                                          | Somebody to Love                                          | Somebody to Love                                          | Somebody to Love                                          | Somebody to Love                                          | Somebody to Love                                          | Somebody to Love                                          | Somebody to Love                                          | Somebody to Love                                          | Somebody to Love                                          | Somebody to Love                                          | Somebody to Love                                          | Somebody to Love                                          | Somebody to Love                                          | Somebody to Love                                          | Somebody to Love                                          | Somebody to Love                                          | Somebody to Love                                          | Somebody to Love                                          | Somebody to Love                                          | Somebody to Love                                          | Somebody to Love                                          | Somebody to Love                                          | Somebody to Love                                          | Somebody to Love                                          | Somebody to Love                                          | Somebody to Love                                          | Somebody to Love                                          | Somebody to Love                                          | Somebody to Love                                          | Somebody to Love                                          | Somebody to Love                                          | Somebody to Love                                          | Somebody to Love                                          | Somebody to Love                                          | Somebody to Love                                          | Somebody to Love                                          | Somebody to Love                                          | Somebody to Love                                          | Somebody to Love                                          | Somebody to Love                                          | Queen                              | Queen                              | Queen                              | Queen                              | Queen                              | Queen                              | Queen                              | Queen                              | Queen                              | Queen                              | Queen                              | Queen                              | Queen                              | Queen                              | Queen                              | Queen                              | Queen                              | Queen                              | Queen                              | Queen                              | Queen                              | Queen                              | Queen                              | Queen                              | Queen                              | Queen                              | Queen                              | Queen                              | Queen                              | Queen                              | Queen                              | Queen                              | Queen                              | Queen                              | Queen                              | Queen                              | Queen                              | Queen                              | Queen                              | Queen                              | Queen                              | Queen                              | Queen                              | Queen                              | Queen                              | Queen                              | Queen                              | Queen                              | Queen                              | Queen                              | Queen                              | Queen                              | Queen                              | Queen                              | Queen                              | Queen                              | Queen                              | Queen                              | Queen                              | Queen                              | Queen                              | Queen                              | Queen                              | Queen                              | Queen                              | Queen                              | Queen                              | Queen                              | Queen                              | Queen                              | Queen                              | Queen                              | Queen                              | Queen                              | Queen                              | Queen                              | Queen                              | Queen                              | Queen                              | Queen                              | Queen                              | Queen                              | Queen                              | Queen                              | Queen                              | Queen                              | Queen                              | Queen                              | Queen                              | Queen                              | Queen                              | Queen                              | Queen                              | Queen                              | Queen                              | Queen                              | Queen                              | Queen                              | Queen                              | Queen                              | 6       | 6       | 6       | 6       | 6       | 6       | 6       | 6       | 6       | 6       | 6       | 6       | 6       | 6       | 6       | 6       | 6       | 6       | 6       | 6       | 6       | 6       | 6       | 6       | 6       | 6       | 6       | 6       | 6       | 6       | 6       | 6       | 6       | 6       | 6       | 6       | 6       | 6       | 6       | 6       | 6       | 6       | 6       | 6       | 6       | 6       | 6       | 6       | 6       | 6       | 6       | 6       | 6       | 6       | 6       | 6       | 6       | 6       | 6       | 6       | 6       | 6       | 6       | 6       | 6       | 6       | 6       | 6       | 6       | 6       | Bottom 3 | Bottom 3 | Bottom 3 | Bottom 3 | Bottom 3 | Bottom 3 | Bottom 3 | Bottom 3 | Bottom 3 | Bottom 3 | Bottom 3 | Bottom 3 | Bottom 3 | Bottom 3 | Bottom 3 | Bottom 3 | Bottom 3 | Bottom 3 | Bottom 3 | Bottom 3 | Bottom 3 | Bottom 3 | Bottom 3 | Bottom 3 | Bottom 3 | Bottom 3 | Bottom 3 | Bottom 3 | Bottom 3 | Bottom 3 | Bottom 3 | Bottom 3 | Bottom 3 | Bottom 3 | Bottom 3 | Bottom 3 | Bottom 3 | Bottom 3 | Bottom 3 | Bottom 3 | Bottom 3 | Bottom 3 | Bottom 3 | Bottom 3 | Bottom 3 | Bottom 3 | Bottom 3 | Bottom 3 | Bottom 3 | Bottom 3 | Bottom 3 | Bottom 3 | Bottom 3 | Bottom 3 | Bottom 3 | Bottom 3 | Bottom 3 | Bottom 3 | Bottom 3 | Bottom 3 | Bottom 3 | Bottom 3 | Bottom 3 | Bottom 3 | Bottom 3 | Bottom 3 | Bottom 3 | Bottom 3 | Bottom 3 | Bottom 3 |
| Top 7                         | Top 7                         | Top 7                         | Top 7                         | Top 7                         | Top 7                         | Top 7                         | Top 7                         | Top 7                         | Top 7                         | Top 7                         | Top 7                         | Top 7                         | Top 7                         | Top 7                         | Top 7                         | Top 7                         | Top 7                         | Top 7                         | Top 7                         | Top 7                         | Top 7                         | Top 7                         | Top 7                         | Top 7                         | Top 7                         | Top 7                         | Top 7                         | Top 7                         | Top 7                         | Top 7                         | Top 7                         | Top 7                         | Top 7                         | Top 7                         | Top 7                         | Top 7                         | Top 7                         | Top 7                         | Top 7                         | Top 7                         | Top 7                         | Top 7                         | Top 7                         | Top 7                         | Top 7                         | Top 7                         | Top 7                         | Top 7                         | Top 7                         | Top 7                         | Top 7                         | Top 7                         | Top 7                         | Top 7                         | Top 7                         | Top 7                         | Top 7                         | Top 7                         | Top 7                         | Top 7                         | Top 7                         | Top 7                         | Top 7                         | Top 7                         | Top 7                         | Top 7                         | Top 7                         | Top 7                         | Top 7                         | Top 7                         | Top 7                         | Top 7                         | Top 7                         | Top 7                         | Top 7                         | Top 7                         | Top 7                         | Top 7                         | Top 7                         | Top 7                         | Top 7                         | Top 7                         | Top 7                         | Top 7                         | Top 7                         | Top 7                         | Top 7                         | Top 7                         | Top 7                         | Great American Songbook                                               | Great American Songbook                                               | Great American Songbook                                               | Great American Songbook                                               | Great American Songbook                                               | Great American Songbook                                               | Great American Songbook                                               | Great American Songbook                                               | Great American Songbook                                               | Great American Songbook                                               | Great American Songbook                                               | Great American Songbook                                               | Great American Songbook                                               | Great American Songbook                                               | Great American Songbook                                               | Great American Songbook                                               | Great American Songbook                                               | Great American Songbook                                               | Great American Songbook                                               | Great American Songbook                                               | Great American Songbook                                               | Great American Songbook                                               | Great American Songbook                                               | Great American Songbook                                               | Great American Songbook                                               | Great American Songbook                                               | Great American Songbook                                               | Great American Songbook                                               | Great American Songbook                                               | Great American Songbook                                               | Great American Songbook                                               | Great American Songbook                                               | Great American Songbook                                               | Great American Songbook                                               | Great American Songbook                                               | Great American Songbook                                               | Great American Songbook                                               | Great American Songbook                                               | Great American Songbook                                               | Great American Songbook                                               | Great American Songbook                                               | Great American Songbook                                               | Great American Songbook                                               | Great American Songbook                                               | Great American Songbook                                               | Great American Songbook                                               | Great American Songbook                                               | Great American Songbook                                               | Great American Songbook                                               | Great American Songbook                                               | Great American Songbook                                               | Great American Songbook                                               | Great American Songbook                                               | Great American Songbook                                               | Great American Songbook                                               | Great American Songbook                                               | Great American Songbook                                               | Great American Songbook                                               | Great American Songbook                                               | Great American Songbook                                               | Great American Songbook                                               | Great American Songbook                                               | Great American Songbook                                               | Great American Songbook                                               | Great American Songbook                                               | Great American Songbook                                               | Great American Songbook                                               | Great American Songbook                                               | Great American Songbook                                               | Great American Songbook                                               | Great American Songbook                                               | Great American Songbook                                               | Great American Songbook                                               | Great American Songbook                                               | Great American Songbook                                               | Great American Songbook                                               | Great American Songbook                                               | Great American Songbook                                               | Great American Songbook                                               | Great American Songbook                                               | Great American Songbook                                               | Great American Songbook                                               | Great American Songbook                                               | Great American Songbook                                               | Great American Songbook                                               | Great American Songbook                                               | Great American Songbook                                               | Great American Songbook                                               | Great American Songbook                                               | Great American Songbook                                               | Great American Songbook                                               | Great American Songbook                                               | Great American Songbook                                               | Great American Songbook                                               | Great American Songbook                                               | Great American Songbook                                               | Great American Songbook                                               | Great American Songbook                                               | Great American Songbook                                               | Great American Songbook                                               | It Had to Be You                                          | It Had to Be You                                          | It Had to Be You                                          | It Had to Be You                                          | It Had to Be You                                          | It Had to Be You                                          | It Had to Be You                                          | It Had to Be You                                          | It Had to Be You                                          | It Had to Be You                                          | It Had to Be You                                          | It Had to Be You                                          | It Had to Be You                                          | It Had to Be You                                          | It Had to Be You                                          | It Had to Be You                                          | It Had to Be You                                          | It Had to Be You                                          | It Had to Be You                                          | It Had to Be You                                          | It Had to Be You                                          | It Had to Be You                                          | It Had to Be You                                          | It Had to Be You                                          | It Had to Be You                                          | It Had to Be You                                          | It Had to Be You                                          | It Had to Be You                                          | It Had to Be You                                          | It Had to Be You                                          | It Had to Be You                                          | It Had to Be You                                          | It Had to Be You                                          | It Had to Be You                                          | It Had to Be You                                          | It Had to Be You                                          | It Had to Be You                                          | It Had to Be You                                          | It Had to Be You                                          | It Had to Be You                                          | It Had to Be You                                          | It Had to Be You                                          | It Had to Be You                                          | It Had to Be You                                          | It Had to Be You                                          | It Had to Be You                                          | It Had to Be You                                          | It Had to Be You                                          | It Had to Be You                                          | It Had to Be You                                          | It Had to Be You                                          | It Had to Be You                                          | It Had to Be You                                          | It Had to Be You                                          | It Had to Be You                                          | It Had to Be You                                          | It Had to Be You                                          | It Had to Be You                                          | It Had to Be You                                          | It Had to Be You                                          | It Had to Be You                                          | It Had to Be You                                          | It Had to Be You                                          | It Had to Be You                                          | It Had to Be You                                          | It Had to Be You                                          | It Had to Be You                                          | It Had to Be You                                          | It Had to Be You                                          | It Had to Be You                                          | It Had to Be You                                          | It Had to Be You                                          | It Had to Be You                                          | It Had to Be You                                          | It Had to Be You                                          | It Had to Be You                                          | It Had to Be You                                          | It Had to Be You                                          | It Had to Be You                                          | It Had to Be You                                          | It Had to Be You                                          | It Had to Be You                                          | It Had to Be You                                          | It Had to Be You                                          | It Had to Be You                                          | It Had to Be You                                          | It Had to Be You                                          | It Had to Be You                                          | It Had to Be You                                          | It Had to Be You                                          | It Had to Be You                                          | It Had to Be You                                          | It Had to Be You                                          | It Had to Be You                                          | It Had to Be You                                          | It Had to Be You                                          | It Had to Be You                                          | It Had to Be You                                          | It Had to Be You                                          | It Had to Be You                                          | It Had to Be You                                          | It Had to Be You                                          | It Had to Be You                                          | It Had to Be You                                          | It Had to Be You                                          | It Had to Be You                                          | It Had to Be You                                          | It Had to Be You                                          | It Had to Be You                                          | It Had to Be You                                          | It Had to Be You                                          | It Had to Be You                                          | It Had to Be You                                          | It Had to Be You                                          | It Had to Be You                                          | It Had to Be You                                          | It Had to Be You                                          | It Had to Be You                                          | It Had to Be You                                          | It Had to Be You                                          | It Had to Be You                                          | It Had to Be You                                          | It Had to Be You                                          | It Had to Be You                                          | It Had to Be You                                          | It Had to Be You                                          | It Had to Be You                                          | It Had to Be You                                          | It Had to Be You                                          | It Had to Be You                                          | Sam Lanin                          | Sam Lanin                          | Sam Lanin                          | Sam Lanin                          | Sam Lanin                          | Sam Lanin                          | Sam Lanin                          | Sam Lanin                          | Sam Lanin                          | Sam Lanin                          | Sam Lanin                          | Sam Lanin                          | Sam Lanin                          | Sam Lanin                          | Sam Lanin                          | Sam Lanin                          | Sam Lanin                          | Sam Lanin                          | Sam Lanin                          | Sam Lanin                          | Sam Lanin                          | Sam Lanin                          | Sam Lanin                          | Sam Lanin                          | Sam Lanin                          | Sam Lanin                          | Sam Lanin                          | Sam Lanin                          | Sam Lanin                          | Sam Lanin                          | Sam Lanin                          | Sam Lanin                          | Sam Lanin                          | Sam Lanin                          | Sam Lanin                          | Sam Lanin                          | Sam Lanin                          | Sam Lanin                          | Sam Lanin                          | Sam Lanin                          | Sam Lanin                          | Sam Lanin                          | Sam Lanin                          | Sam Lanin                          | Sam Lanin                          | Sam Lanin                          | Sam Lanin                          | Sam Lanin                          | Sam Lanin                          | Sam Lanin                          | Sam Lanin                          | Sam Lanin                          | Sam Lanin                          | Sam Lanin                          | Sam Lanin                          | Sam Lanin                          | Sam Lanin                          | Sam Lanin                          | Sam Lanin                          | Sam Lanin                          | Sam Lanin                          | Sam Lanin                          | Sam Lanin                          | Sam Lanin                          | Sam Lanin                          | Sam Lanin                          | Sam Lanin                          | Sam Lanin                          | Sam Lanin                          | Sam Lanin                          | Sam Lanin                          | Sam Lanin                          | Sam Lanin                          | Sam Lanin                          | Sam Lanin                          | Sam Lanin                          | Sam Lanin                          | Sam Lanin                          | Sam Lanin                          | Sam Lanin                          | Sam Lanin                          | Sam Lanin                          | Sam Lanin                          | Sam Lanin                          | Sam Lanin                          | Sam Lanin                          | Sam Lanin                          | Sam Lanin                          | Sam Lanin                          | Sam Lanin                          | Sam Lanin                          | Sam Lanin                          | Sam Lanin                          | Sam Lanin                          | Sam Lanin                          | Sam Lanin                          | Sam Lanin                          | Sam Lanin                          | Sam Lanin                          | Sam Lanin                          | 4       | 4       | 4       | 4       | 4       | 4       | 4       | 4       | 4       | 4       | 4       | 4       | 4       | 4       | 4       | 4       | 4       | 4       | 4       | 4       | 4       | 4       | 4       | 4       | 4       | 4       | 4       | 4       | 4       | 4       | 4       | 4       | 4       | 4       | 4       | 4       | 4       | 4       | 4       | 4       | 4       | 4       | 4       | 4       | 4       | 4       | 4       | 4       | 4       | 4       | 4       | 4       | 4       | 4       | 4       | 4       | 4       | 4       | 4       | 4       | 4       | 4       | 4       | 4       | 4       | 4       | 4       | 4       | 4       | 4       | Safe     | Safe     | Safe     | Safe     | Safe     | Safe     | Safe     | Safe     | Safe     | Safe     | Safe     | Safe     | Safe     | Safe     | Safe     | Safe     | Safe     | Safe     | Safe     | Safe     | Safe     | Safe     | Safe     | Safe     | Safe     | Safe     | Safe     | Safe     | Safe     | Safe     | Safe     | Safe     | Safe     | Safe     | Safe     | Safe     | Safe     | Safe     | Safe     | Safe     | Safe     | Safe     | Safe     | Safe     | Safe     | Safe     | Safe     | Safe     | Safe     | Safe     | Safe     | Safe     | Safe     | Safe     | Safe     | Safe     | Safe     | Safe     | Safe     | Safe     | Safe     | Safe     | Safe     | Safe     | Safe     | Safe     | Safe     | Safe     | Safe     | Safe     |
| Top 6                         | Top 6                         | Top 6                         | Top 6                         | Top 6                         | Top 6                         | Top 6                         | Top 6                         | Top 6                         | Top 6                         | Top 6                         | Top 6                         | Top 6                         | Top 6                         | Top 6                         | Top 6                         | Top 6                         | Top 6                         | Top 6                         | Top 6                         | Top 6                         | Top 6                         | Top 6                         | Top 6                         | Top 6                         | Top 6                         | Top 6                         | Top 6                         | Top 6                         | Top 6                         | Top 6                         | Top 6                         | Top 6                         | Top 6                         | Top 6                         | Top 6                         | Top 6                         | Top 6                         | Top 6                         | Top 6                         | Top 6                         | Top 6                         | Top 6                         | Top 6                         | Top 6                         | Top 6                         | Top 6                         | Top 6                         | Top 6                         | Top 6                         | Top 6                         | Top 6                         | Top 6                         | Top 6                         | Top 6                         | Top 6                         | Top 6                         | Top 6                         | Top 6                         | Top 6                         | Top 6                         | Top 6                         | Top 6                         | Top 6                         | Top 6                         | Top 6                         | Top 6                         | Top 6                         | Top 6                         | Top 6                         | Top 6                         | Top 6                         | Top 6                         | Top 6                         | Top 6                         | Top 6                         | Top 6                         | Top 6                         | Top 6                         | Top 6                         | Top 6                         | Top 6                         | Top 6                         | Top 6                         | Top 6                         | Top 6                         | Top 6                         | Top 6                         | Top 6                         | Top 6                         | Chansons d'amour                                                      | Chansons d'amour                                                      | Chansons d'amour                                                      | Chansons d'amour                                                      | Chansons d'amour                                                      | Chansons d'amour                                                      | Chansons d'amour                                                      | Chansons d'amour                                                      | Chansons d'amour                                                      | Chansons d'amour                                                      | Chansons d'amour                                                      | Chansons d'amour                                                      | Chansons d'amour                                                      | Chansons d'amour                                                      | Chansons d'amour                                                      | Chansons d'amour                                                      | Chansons d'amour                                                      | Chansons d'amour                                                      | Chansons d'amour                                                      | Chansons d'amour                                                      | Chansons d'amour                                                      | Chansons d'amour                                                      | Chansons d'amour                                                      | Chansons d'amour                                                      | Chansons d'amour                                                      | Chansons d'amour                                                      | Chansons d'amour                                                      | Chansons d'amour                                                      | Chansons d'amour                                                      | Chansons d'amour                                                      | Chansons d'amour                                                      | Chansons d'amour                                                      | Chansons d'amour                                                      | Chansons d'amour                                                      | Chansons d'amour                                                      | Chansons d'amour                                                      | Chansons d'amour                                                      | Chansons d'amour                                                      | Chansons d'amour                                                      | Chansons d'amour                                                      | Chansons d'amour                                                      | Chansons d'amour                                                      | Chansons d'amour                                                      | Chansons d'amour                                                      | Chansons d'amour                                                      | Chansons d'amour                                                      | Chansons d'amour                                                      | Chansons d'amour                                                      | Chansons d'amour                                                      | Chansons d'amour                                                      | Chansons d'amour                                                      | Chansons d'amour                                                      | Chansons d'amour                                                      | Chansons d'amour                                                      | Chansons d'amour                                                      | Chansons d'amour                                                      | Chansons d'amour                                                      | Chansons d'amour                                                      | Chansons d'amour                                                      | Chansons d'amour                                                      | Chansons d'amour                                                      | Chansons d'amour                                                      | Chansons d'amour                                                      | Chansons d'amour                                                      | Chansons d'amour                                                      | Chansons d'amour                                                      | Chansons d'amour                                                      | Chansons d'amour                                                      | Chansons d'amour                                                      | Chansons d'amour                                                      | Chansons d'amour                                                      | Chansons d'amour                                                      | Chansons d'amour                                                      | Chansons d'amour                                                      | Chansons d'amour                                                      | Chansons d'amour                                                      | Chansons d'amour                                                      | Chansons d'amour                                                      | Chansons d'amour                                                      | Chansons d'amour                                                      | Chansons d'amour                                                      | Chansons d'amour                                                      | Chansons d'amour                                                      | Chansons d'amour                                                      | Chansons d'amour                                                      | Chansons d'amour                                                      | Chansons d'amour                                                      | Chansons d'amour                                                      | Chansons d'amour                                                      | Chansons d'amour                                                      | Chansons d'amour                                                      | Chansons d'amour                                                      | Chansons d'amour                                                      | Chansons d'amour                                                      | Chansons d'amour                                                      | Chansons d'amour                                                      | Chansons d'amour                                                      | Chansons d'amour                                                      | Chansons d'amour                                                      | Chansons d'amour                                                      | A Song for You                                            | A Song for You                                            | A Song for You                                            | A Song for You                                            | A Song for You                                            | A Song for You                                            | A Song for You                                            | A Song for You                                            | A Song for You                                            | A Song for You                                            | A Song for You                                            | A Song for You                                            | A Song for You                                            | A Song for You                                            | A Song for You                                            | A Song for You                                            | A Song for You                                            | A Song for You                                            | A Song for You                                            | A Song for You                                            | A Song for You                                            | A Song for You                                            | A Song for You                                            | A Song for You                                            | A Song for You                                            | A Song for You                                            | A Song for You                                            | A Song for You                                            | A Song for You                                            | A Song for You                                            | A Song for You                                            | A Song for You                                            | A Song for You                                            | A Song for You                                            | A Song for You                                            | A Song for You                                            | A Song for You                                            | A Song for You                                            | A Song for You                                            | A Song for You                                            | A Song for You                                            | A Song for You                                            | A Song for You                                            | A Song for You                                            | A Song for You                                            | A Song for You                                            | A Song for You                                            | A Song for You                                            | A Song for You                                            | A Song for You                                            | A Song for You                                            | A Song for You                                            | A Song for You                                            | A Song for You                                            | A Song for You                                            | A Song for You                                            | A Song for You                                            | A Song for You                                            | A Song for You                                            | A Song for You                                            | A Song for You                                            | A Song for You                                            | A Song for You                                            | A Song for You                                            | A Song for You                                            | A Song for You                                            | A Song for You                                            | A Song for You                                            | A Song for You                                            | A Song for You                                            | A Song for You                                            | A Song for You                                            | A Song for You                                            | A Song for You                                            | A Song for You                                            | A Song for You                                            | A Song for You                                            | A Song for You                                            | A Song for You                                            | A Song for You                                            | A Song for You                                            | A Song for You                                            | A Song for You                                            | A Song for You                                            | A Song for You                                            | A Song for You                                            | A Song for You                                            | A Song for You                                            | A Song for You                                            | A Song for You                                            | A Song for You                                            | A Song for You                                            | A Song for You                                            | A Song for You                                            | A Song for You                                            | A Song for You                                            | A Song for You                                            | A Song for You                                            | A Song for You                                            | A Song for You                                            | A Song for You                                            | A Song for You                                            | A Song for You                                            | A Song for You                                            | A Song for You                                            | A Song for You                                            | A Song for You                                            | A Song for You                                            | A Song for You                                            | A Song for You                                            | A Song for You                                            | A Song for You                                            | A Song for You                                            | A Song for You                                            | A Song for You                                            | A Song for You                                            | A Song for You                                            | A Song for You                                            | A Song for You                                            | A Song for You                                            | A Song for You                                            | A Song for You                                            | A Song for You                                            | A Song for You                                            | A Song for You                                            | A Song for You                                            | A Song for You                                            | A Song for You                                            | A Song for You                                            | A Song for You                                            | Leon Russell                       | Leon Russell                       | Leon Russell                       | Leon Russell                       | Leon Russell                       | Leon Russell                       | Leon Russell                       | Leon Russell                       | Leon Russell                       | Leon Russell                       | Leon Russell                       | Leon Russell                       | Leon Russell                       | Leon Russell                       | Leon Russell                       | Leon Russell                       | Leon Russell                       | Leon Russell                       | Leon Russell                       | Leon Russell                       | Leon Russell                       | Leon Russell                       | Leon Russell                       | Leon Russell                       | Leon Russell                       | Leon Russell                       | Leon Russell                       | Leon Russell                       | Leon Russell                       | Leon Russell                       | Leon Russell                       | Leon Russell                       | Leon Russell                       | Leon Russell                       | Leon Russell                       | Leon Russell                       | Leon Russell                       | Leon Russell                       | Leon Russell                       | Leon Russell                       | Leon Russell                       | Leon Russell                       | Leon Russell                       | Leon Russell                       | Leon Russell                       | Leon Russell                       | Leon Russell                       | Leon Russell                       | Leon Russell                       | Leon Russell                       | Leon Russell                       | Leon Russell                       | Leon Russell                       | Leon Russell                       | Leon Russell                       | Leon Russell                       | Leon Russell                       | Leon Russell                       | Leon Russell                       | Leon Russell                       | Leon Russell                       | Leon Russell                       | Leon Russell                       | Leon Russell                       | Leon Russell                       | Leon Russell                       | Leon Russell                       | Leon Russell                       | Leon Russell                       | Leon Russell                       | Leon Russell                       | Leon Russell                       | Leon Russell                       | Leon Russell                       | Leon Russell                       | Leon Russell                       | Leon Russell                       | Leon Russell                       | Leon Russell                       | Leon Russell                       | Leon Russell                       | Leon Russell                       | Leon Russell                       | Leon Russell                       | Leon Russell                       | Leon Russell                       | Leon Russell                       | Leon Russell                       | Leon Russell                       | Leon Russell                       | Leon Russell                       | Leon Russell                       | Leon Russell                       | Leon Russell                       | Leon Russell                       | Leon Russell                       | Leon Russell                       | Leon Russell                       | Leon Russell                       | Leon Russell                       | 2       | 2       | 2       | 2       | 2       | 2       | 2       | 2       | 2       | 2       | 2       | 2       | 2       | 2       | 2       | 2       | 2       | 2       | 2       | 2       | 2       | 2       | 2       | 2       | 2       | 2       | 2       | 2       | 2       | 2       | 2       | 2       | 2       | 2       | 2       | 2       | 2       | 2       | 2       | 2       | 2       | 2       | 2       | 2       | 2       | 2       | 2       | 2       | 2       | 2       | 2       | 2       | 2       | 2       | 2       | 2       | 2       | 2       | 2       | 2       | 2       | 2       | 2       | 2       | 2       | 2       | 2       | 2       | 2       | 2       | Safe     | Safe     | Safe     | Safe     | Safe     | Safe     | Safe     | Safe     | Safe     | Safe     | Safe     | Safe     | Safe     | Safe     | Safe     | Safe     | Safe     | Safe     | Safe     | Safe     | Safe     | Safe     | Safe     | Safe     | Safe     | Safe     | Safe     | Safe     | Safe     | Safe     | Safe     | Safe     | Safe     | Safe     | Safe     | Safe     | Safe     | Safe     | Safe     | Safe     | Safe     | Safe     | Safe     | Safe     | Safe     | Safe     | Safe     | Safe     | Safe     | Safe     | Safe     | Safe     | Safe     | Safe     | Safe     | Safe     | Safe     | Safe     | Safe     | Safe     | Safe     | Safe     | Safe     | Safe     | Safe     | Safe     | Safe     | Safe     | Safe     | Safe     |
| Top 5                         | Top 5                         | Top 5                         | Top 5                         | Top 5                         | Top 5                         | Top 5                         | Top 5                         | Top 5                         | Top 5                         | Top 5                         | Top 5                         | Top 5                         | Top 5                         | Top 5                         | Top 5                         | Top 5                         | Top 5                         | Top 5                         | Top 5                         | Top 5                         | Top 5                         | Top 5                         | Top 5                         | Top 5                         | Top 5                         | Top 5                         | Top 5                         | Top 5                         | Top 5                         | Top 5                         | Top 5                         | Top 5                         | Top 5                         | Top 5                         | Top 5                         | Top 5                         | Top 5                         | Top 5                         | Top 5                         | Top 5                         | Top 5                         | Top 5                         | Top 5                         | Top 5                         | Top 5                         | Top 5                         | Top 5                         | Top 5                         | Top 5                         | Top 5                         | Top 5                         | Top 5                         | Top 5                         | Top 5                         | Top 5                         | Top 5                         | Top 5                         | Top 5                         | Top 5                         | Top 5                         | Top 5                         | Top 5                         | Top 5                         | Top 5                         | Top 5                         | Top 5                         | Top 5                         | Top 5                         | Top 5                         | Top 5                         | Top 5                         | Top 5                         | Top 5                         | Top 5                         | Top 5                         | Top 5                         | Top 5                         | Top 5                         | Top 5                         | Top 5                         | Top 5                         | Top 5                         | Top 5                         | Top 5                         | Top 5                         | Top 5                         | Top 5                         | Top 5                         | Top 5                         | Year They Were Born (1978) Current Billboard Top 10                   | Year They Were Born (1978) Current Billboard Top 10                   | Year They Were Born (1978) Current Billboard Top 10                   | Year They Were Born (1978) Current Billboard Top 10                   | Year They Were Born (1978) Current Billboard Top 10                   | Year They Were Born (1978) Current Billboard Top 10                   | Year They Were Born (1978) Current Billboard Top 10                   | Year They Were Born (1978) Current Billboard Top 10                   | Year They Were Born (1978) Current Billboard Top 10                   | Year They Were Born (1978) Current Billboard Top 10                   | Year They Were Born (1978) Current Billboard Top 10                   | Year They Were Born (1978) Current Billboard Top 10                   | Year They Were Born (1978) Current Billboard Top 10                   | Year They Were Born (1978) Current Billboard Top 10                   | Year They Were Born (1978) Current Billboard Top 10                   | Year They Were Born (1978) Current Billboard Top 10                   | Year They Were Born (1978) Current Billboard Top 10                   | Year They Were Born (1978) Current Billboard Top 10                   | Year They Were Born (1978) Current Billboard Top 10                   | Year They Were Born (1978) Current Billboard Top 10                   | Year They Were Born (1978) Current Billboard Top 10                   | Year They Were Born (1978) Current Billboard Top 10                   | Year They Were Born (1978) Current Billboard Top 10                   | Year They Were Born (1978) Current Billboard Top 10                   | Year They Were Born (1978) Current Billboard Top 10                   | Year They Were Born (1978) Current Billboard Top 10                   | Year They Were Born (1978) Current Billboard Top 10                   | Year They Were Born (1978) Current Billboard Top 10                   | Year They Were Born (1978) Current Billboard Top 10                   | Year They Were Born (1978) Current Billboard Top 10                   | Year They Were Born (1978) Current Billboard Top 10                   | Year They Were Born (1978) Current Billboard Top 10                   | Year They Were Born (1978) Current Billboard Top 10                   | Year They Were Born (1978) Current Billboard Top 10                   | Year They Were Born (1978) Current Billboard Top 10                   | Year They Were Born (1978) Current Billboard Top 10                   | Year They Were Born (1978) Current Billboard Top 10                   | Year They Were Born (1978) Current Billboard Top 10                   | Year They Were Born (1978) Current Billboard Top 10                   | Year They Were Born (1978) Current Billboard Top 10                   | Year They Were Born (1978) Current Billboard Top 10                   | Year They Were Born (1978) Current Billboard Top 10                   | Year They Were Born (1978) Current Billboard Top 10                   | Year They Were Born (1978) Current Billboard Top 10                   | Year They Were Born (1978) Current Billboard Top 10                   | Year They Were Born (1978) Current Billboard Top 10                   | Year They Were Born (1978) Current Billboard Top 10                   | Year They Were Born (1978) Current Billboard Top 10                   | Year They Were Born (1978) Current Billboard Top 10                   | Year They Were Born (1978) Current Billboard Top 10                   | Year They Were Born (1978) Current Billboard Top 10                   | Year They Were Born (1978) Current Billboard Top 10                   | Year They Were Born (1978) Current Billboard Top 10                   | Year They Were Born (1978) Current Billboard Top 10                   | Year They Were Born (1978) Current Billboard Top 10                   | Year They Were Born (1978) Current Billboard Top 10                   | Year They Were Born (1978) Current Billboard Top 10                   | Year They Were Born (1978) Current Billboard Top 10                   | Year They Were Born (1978) Current Billboard Top 10                   | Year They Were Born (1978) Current Billboard Top 10                   | Year They Were Born (1978) Current Billboard Top 10                   | Year They Were Born (1978) Current Billboard Top 10                   | Year They Were Born (1978) Current Billboard Top 10                   | Year They Were Born (1978) Current Billboard Top 10                   | Year They Were Born (1978) Current Billboard Top 10                   | Year They Were Born (1978) Current Billboard Top 10                   | Year They Were Born (1978) Current Billboard Top 10                   | Year They Were Born (1978) Current Billboard Top 10                   | Year They Were Born (1978) Current Billboard Top 10                   | Year They Were Born (1978) Current Billboard Top 10                   | Year They Were Born (1978) Current Billboard Top 10                   | Year They Were Born (1978) Current Billboard Top 10                   | Year They Were Born (1978) Current Billboard Top 10                   | Year They Were Born (1978) Current Billboard Top 10                   | Year They Were Born (1978) Current Billboard Top 10                   | Year They Were Born (1978) Current Billboard Top 10                   | Year They Were Born (1978) Current Billboard Top 10                   | Year They Were Born (1978) Current Billboard Top 10                   | Year They Were Born (1978) Current Billboard Top 10                   | Year They Were Born (1978) Current Billboard Top 10                   | Year They Were Born (1978) Current Billboard Top 10                   | Year They Were Born (1978) Current Billboard Top 10                   | Year They Were Born (1978) Current Billboard Top 10                   | Year They Were Born (1978) Current Billboard Top 10                   | Year They Were Born (1978) Current Billboard Top 10                   | Year They Were Born (1978) Current Billboard Top 10                   | Year They Were Born (1978) Current Billboard Top 10                   | Year They Were Born (1978) Current Billboard Top 10                   | Year They Were Born (1978) Current Billboard Top 10                   | Year They Were Born (1978) Current Billboard Top 10                   | Year They Were Born (1978) Current Billboard Top 10                   | Year They Were Born (1978) Current Billboard Top 10                   | Year They Were Born (1978) Current Billboard Top 10                   | Year They Were Born (1978) Current Billboard Top 10                   | Year They Were Born (1978) Current Billboard Top 10                   | Year They Were Born (1978) Current Billboard Top 10                   | Year They Were Born (1978) Current Billboard Top 10                   | Year They Were Born (1978) Current Billboard Top 10                   | Year They Were Born (1978) Current Billboard Top 10                   | Year They Were Born (1978) Current Billboard Top 10                   | On Broadway Home                                          | On Broadway Home                                          | On Broadway Home                                          | On Broadway Home                                          | On Broadway Home                                          | On Broadway Home                                          | On Broadway Home                                          | On Broadway Home                                          | On Broadway Home                                          | On Broadway Home                                          | On Broadway Home                                          | On Broadway Home                                          | On Broadway Home                                          | On Broadway Home                                          | On Broadway Home                                          | On Broadway Home                                          | On Broadway Home                                          | On Broadway Home                                          | On Broadway Home                                          | On Broadway Home                                          | On Broadway Home                                          | On Broadway Home                                          | On Broadway Home                                          | On Broadway Home                                          | On Broadway Home                                          | On Broadway Home                                          | On Broadway Home                                          | On Broadway Home                                          | On Broadway Home                                          | On Broadway Home                                          | On Broadway Home                                          | On Broadway Home                                          | On Broadway Home                                          | On Broadway Home                                          | On Broadway Home                                          | On Broadway Home                                          | On Broadway Home                                          | On Broadway Home                                          | On Broadway Home                                          | On Broadway Home                                          | On Broadway Home                                          | On Broadway Home                                          | On Broadway Home                                          | On Broadway Home                                          | On Broadway Home                                          | On Broadway Home                                          | On Broadway Home                                          | On Broadway Home                                          | On Broadway Home                                          | On Broadway Home                                          | On Broadway Home                                          | On Broadway Home                                          | On Broadway Home                                          | On Broadway Home                                          | On Broadway Home                                          | On Broadway Home                                          | On Broadway Home                                          | On Broadway Home                                          | On Broadway Home                                          | On Broadway Home                                          | On Broadway Home                                          | On Broadway Home                                          | On Broadway Home                                          | On Broadway Home                                          | On Broadway Home                                          | On Broadway Home                                          | On Broadway Home                                          | On Broadway Home                                          | On Broadway Home                                          | On Broadway Home                                          | On Broadway Home                                          | On Broadway Home                                          | On Broadway Home                                          | On Broadway Home                                          | On Broadway Home                                          | On Broadway Home                                          | On Broadway Home                                          | On Broadway Home                                          | On Broadway Home                                          | On Broadway Home                                          | On Broadway Home                                          | On Broadway Home                                          | On Broadway Home                                          | On Broadway Home                                          | On Broadway Home                                          | On Broadway Home                                          | On Broadway Home                                          | On Broadway Home                                          | On Broadway Home                                          | On Broadway Home                                          | On Broadway Home                                          | On Broadway Home                                          | On Broadway Home                                          | On Broadway Home                                          | On Broadway Home                                          | On Broadway Home                                          | On Broadway Home                                          | On Broadway Home                                          | On Broadway Home                                          | On Broadway Home                                          | On Broadway Home                                          | On Broadway Home                                          | On Broadway Home                                          | On Broadway Home                                          | On Broadway Home                                          | On Broadway Home                                          | On Broadway Home                                          | On Broadway Home                                          | On Broadway Home                                          | On Broadway Home                                          | On Broadway Home                                          | On Broadway Home                                          | On Broadway Home                                          | On Broadway Home                                          | On Broadway Home                                          | On Broadway Home                                          | On Broadway Home                                          | On Broadway Home                                          | On Broadway Home                                          | On Broadway Home                                          | On Broadway Home                                          | On Broadway Home                                          | On Broadway Home                                          | On Broadway Home                                          | On Broadway Home                                          | On Broadway Home                                          | On Broadway Home                                          | On Broadway Home                                          | On Broadway Home                                          | On Broadway Home                                          | The Crystals Michael Bublé         | The Crystals Michael Bublé         | The Crystals Michael Bublé         | The Crystals Michael Bublé         | The Crystals Michael Bublé         | The Crystals Michael Bublé         | The Crystals Michael Bublé         | The Crystals Michael Bublé         | The Crystals Michael Bublé         | The Crystals Michael Bublé         | The Crystals Michael Bublé         | The Crystals Michael Bublé         | The Crystals Michael Bublé         | The Crystals Michael Bublé         | The Crystals Michael Bublé         | The Crystals Michael Bublé         | The Crystals Michael Bublé         | The Crystals Michael Bublé         | The Crystals Michael Bublé         | The Crystals Michael Bublé         | The Crystals Michael Bublé         | The Crystals Michael Bublé         | The Crystals Michael Bublé         | The Crystals Michael Bublé         | The Crystals Michael Bublé         | The Crystals Michael Bublé         | The Crystals Michael Bublé         | The Crystals Michael Bublé         | The Crystals Michael Bublé         | The Crystals Michael Bublé         | The Crystals Michael Bublé         | The Crystals Michael Bublé         | The Crystals Michael Bublé         | The Crystals Michael Bublé         | The Crystals Michael Bublé         | The Crystals Michael Bublé         | The Crystals Michael Bublé         | The Crystals Michael Bublé         | The Crystals Michael Bublé         | The Crystals Michael Bublé         | The Crystals Michael Bublé         | The Crystals Michael Bublé         | The Crystals Michael Bublé         | The Crystals Michael Bublé         | The Crystals Michael Bublé         | The Crystals Michael Bublé         | The Crystals Michael Bublé         | The Crystals Michael Bublé         | The Crystals Michael Bublé         | The Crystals Michael Bublé         | The Crystals Michael Bublé         | The Crystals Michael Bublé         | The Crystals Michael Bublé         | The Crystals Michael Bublé         | The Crystals Michael Bublé         | The Crystals Michael Bublé         | The Crystals Michael Bublé         | The Crystals Michael Bublé         | The Crystals Michael Bublé         | The Crystals Michael Bublé         | The Crystals Michael Bublé         | The Crystals Michael Bublé         | The Crystals Michael Bublé         | The Crystals Michael Bublé         | The Crystals Michael Bublé         | The Crystals Michael Bublé         | The Crystals Michael Bublé         | The Crystals Michael Bublé         | The Crystals Michael Bublé         | The Crystals Michael Bublé         | The Crystals Michael Bublé         | The Crystals Michael Bublé         | The Crystals Michael Bublé         | The Crystals Michael Bublé         | The Crystals Michael Bublé         | The Crystals Michael Bublé         | The Crystals Michael Bublé         | The Crystals Michael Bublé         | The Crystals Michael Bublé         | The Crystals Michael Bublé         | The Crystals Michael Bublé         | The Crystals Michael Bublé         | The Crystals Michael Bublé         | The Crystals Michael Bublé         | The Crystals Michael Bublé         | The Crystals Michael Bublé         | The Crystals Michael Bublé         | The Crystals Michael Bublé         | The Crystals Michael Bublé         | The Crystals Michael Bublé         | The Crystals Michael Bublé         | The Crystals Michael Bublé         | The Crystals Michael Bublé         | The Crystals Michael Bublé         | The Crystals Michael Bublé         | The Crystals Michael Bublé         | The Crystals Michael Bublé         | The Crystals Michael Bublé         | The Crystals Michael Bublé         | The Crystals Michael Bublé         | 1 6     | 1 6     | 1 6     | 1 6     | 1 6     | 1 6     | 1 6     | 1 6     | 1 6     | 1 6     | 1 6     | 1 6     | 1 6     | 1 6     | 1 6     | 1 6     | 1 6     | 1 6     | 1 6     | 1 6     | 1 6     | 1 6     | 1 6     | 1 6     | 1 6     | 1 6     | 1 6     | 1 6     | 1 6     | 1 6     | 1 6     | 1 6     | 1 6     | 1 6     | 1 6     | 1 6     | 1 6     | 1 6     | 1 6     | 1 6     | 1 6     | 1 6     | 1 6     | 1 6     | 1 6     | 1 6     | 1 6     | 1 6     | 1 6     | 1 6     | 1 6     | 1 6     | 1 6     | 1 6     | 1 6     | 1 6     | 1 6     | 1 6     | 1 6     | 1 6     | 1 6     | 1 6     | 1 6     | 1 6     | 1 6     | 1 6     | 1 6     | 1 6     | 1 6     | 1 6     | Bottom 2 | Bottom 2 | Bottom 2 | Bottom 2 | Bottom 2 | Bottom 2 | Bottom 2 | Bottom 2 | Bottom 2 | Bottom 2 | Bottom 2 | Bottom 2 | Bottom 2 | Bottom 2 | Bottom 2 | Bottom 2 | Bottom 2 | Bottom 2 | Bottom 2 | Bottom 2 | Bottom 2 | Bottom 2 | Bottom 2 | Bottom 2 | Bottom 2 | Bottom 2 | Bottom 2 | Bottom 2 | Bottom 2 | Bottom 2 | Bottom 2 | Bottom 2 | Bottom 2 | Bottom 2 | Bottom 2 | Bottom 2 | Bottom 2 | Bottom 2 | Bottom 2 | Bottom 2 | Bottom 2 | Bottom 2 | Bottom 2 | Bottom 2 | Bottom 2 | Bottom 2 | Bottom 2 | Bottom 2 | Bottom 2 | Bottom 2 | Bottom 2 | Bottom 2 | Bottom 2 | Bottom 2 | Bottom 2 | Bottom 2 | Bottom 2 | Bottom 2 | Bottom 2 | Bottom 2 | Bottom 2 | Bottom 2 | Bottom 2 | Bottom 2 | Bottom 2 | Bottom 2 | Bottom 2 | Bottom 2 | Bottom 2 | Bottom 2 |
| Top 4                         | Top 4                         | Top 4                         | Top 4                         | Top 4                         | Top 4                         | Top 4                         | Top 4                         | Top 4                         | Top 4                         | Top 4                         | Top 4                         | Top 4                         | Top 4                         | Top 4                         | Top 4                         | Top 4                         | Top 4                         | Top 4                         | Top 4                         | Top 4                         | Top 4                         | Top 4                         | Top 4                         | Top 4                         | Top 4                         | Top 4                         | Top 4                         | Top 4                         | Top 4                         | Top 4                         | Top 4                         | Top 4                         | Top 4                         | Top 4                         | Top 4                         | Top 4                         | Top 4                         | Top 4                         | Top 4                         | Top 4                         | Top 4                         | Top 4                         | Top 4                         | Top 4                         | Top 4                         | Top 4                         | Top 4                         | Top 4                         | Top 4                         | Top 4                         | Top 4                         | Top 4                         | Top 4                         | Top 4                         | Top 4                         | Top 4                         | Top 4                         | Top 4                         | Top 4                         | Top 4                         | Top 4                         | Top 4                         | Top 4                         | Top 4                         | Top 4                         | Top 4                         | Top 4                         | Top 4                         | Top 4                         | Top 4                         | Top 4                         | Top 4                         | Top 4                         | Top 4                         | Top 4                         | Top 4                         | Top 4                         | Top 4                         | Top 4                         | Top 4                         | Top 4                         | Top 4                         | Top 4                         | Top 4                         | Top 4                         | Top 4                         | Top 4                         | Top 4                         | Top 4                         | Elvis Presley                                                         | Elvis Presley                                                         | Elvis Presley                                                         | Elvis Presley                                                         | Elvis Presley                                                         | Elvis Presley                                                         | Elvis Presley                                                         | Elvis Presley                                                         | Elvis Presley                                                         | Elvis Presley                                                         | Elvis Presley                                                         | Elvis Presley                                                         | Elvis Presley                                                         | Elvis Presley                                                         | Elvis Presley                                                         | Elvis Presley                                                         | Elvis Presley                                                         | Elvis Presley                                                         | Elvis Presley                                                         | Elvis Presley                                                         | Elvis Presley                                                         | Elvis Presley                                                         | Elvis Presley                                                         | Elvis Presley                                                         | Elvis Presley                                                         | Elvis Presley                                                         | Elvis Presley                                                         | Elvis Presley                                                         | Elvis Presley                                                         | Elvis Presley                                                         | Elvis Presley                                                         | Elvis Presley                                                         | Elvis Presley                                                         | Elvis Presley                                                         | Elvis Presley                                                         | Elvis Presley                                                         | Elvis Presley                                                         | Elvis Presley                                                         | Elvis Presley                                                         | Elvis Presley                                                         | Elvis Presley                                                         | Elvis Presley                                                         | Elvis Presley                                                         | Elvis Presley                                                         | Elvis Presley                                                         | Elvis Presley                                                         | Elvis Presley                                                         | Elvis Presley                                                         | Elvis Presley                                                         | Elvis Presley                                                         | Elvis Presley                                                         | Elvis Presley                                                         | Elvis Presley                                                         | Elvis Presley                                                         | Elvis Presley                                                         | Elvis Presley                                                         | Elvis Presley                                                         | Elvis Presley                                                         | Elvis Presley                                                         | Elvis Presley                                                         | Elvis Presley                                                         | Elvis Presley                                                         | Elvis Presley                                                         | Elvis Presley                                                         | Elvis Presley                                                         | Elvis Presley                                                         | Elvis Presley                                                         | Elvis Presley                                                         | Elvis Presley                                                         | Elvis Presley                                                         | Elvis Presley                                                         | Elvis Presley                                                         | Elvis Presley                                                         | Elvis Presley                                                         | Elvis Presley                                                         | Elvis Presley                                                         | Elvis Presley                                                         | Elvis Presley                                                         | Elvis Presley                                                         | Elvis Presley                                                         | Elvis Presley                                                         | Elvis Presley                                                         | Elvis Presley                                                         | Elvis Presley                                                         | Elvis Presley                                                         | Elvis Presley                                                         | Elvis Presley                                                         | Elvis Presley                                                         | Elvis Presley                                                         | Elvis Presley                                                         | Elvis Presley                                                         | Elvis Presley                                                         | Elvis Presley                                                         | Elvis Presley                                                         | Elvis Presley                                                         | Elvis Presley                                                         | Elvis Presley                                                         | Elvis Presley                                                         | Elvis Presley                                                         | Elvis Presley                                                         | If I Can Dream Trouble                                    | If I Can Dream Trouble                                    | If I Can Dream Trouble                                    | If I Can Dream Trouble                                    | If I Can Dream Trouble                                    | If I Can Dream Trouble                                    | If I Can Dream Trouble                                    | If I Can Dream Trouble                                    | If I Can Dream Trouble                                    | If I Can Dream Trouble                                    | If I Can Dream Trouble                                    | If I Can Dream Trouble                                    | If I Can Dream Trouble                                    | If I Can Dream Trouble                                    | If I Can Dream Trouble                                    | If I Can Dream Trouble                                    | If I Can Dream Trouble                                    | If I Can Dream Trouble                                    | If I Can Dream Trouble                                    | If I Can Dream Trouble                                    | If I Can Dream Trouble                                    | If I Can Dream Trouble                                    | If I Can Dream Trouble                                    | If I Can Dream Trouble                                    | If I Can Dream Trouble                                    | If I Can Dream Trouble                                    | If I Can Dream Trouble                                    | If I Can Dream Trouble                                    | If I Can Dream Trouble                                    | If I Can Dream Trouble                                    | If I Can Dream Trouble                                    | If I Can Dream Trouble                                    | If I Can Dream Trouble                                    | If I Can Dream Trouble                                    | If I Can Dream Trouble                                    | If I Can Dream Trouble                                    | If I Can Dream Trouble                                    | If I Can Dream Trouble                                    | If I Can Dream Trouble                                    | If I Can Dream Trouble                                    | If I Can Dream Trouble                                    | If I Can Dream Trouble                                    | If I Can Dream Trouble                                    | If I Can Dream Trouble                                    | If I Can Dream Trouble                                    | If I Can Dream Trouble                                    | If I Can Dream Trouble                                    | If I Can Dream Trouble                                    | If I Can Dream Trouble                                    | If I Can Dream Trouble                                    | If I Can Dream Trouble                                    | If I Can Dream Trouble                                    | If I Can Dream Trouble                                    | If I Can Dream Trouble                                    | If I Can Dream Trouble                                    | If I Can Dream Trouble                                    | If I Can Dream Trouble                                    | If I Can Dream Trouble                                    | If I Can Dream Trouble                                    | If I Can Dream Trouble                                    | If I Can Dream Trouble                                    | If I Can Dream Trouble                                    | If I Can Dream Trouble                                    | If I Can Dream Trouble                                    | If I Can Dream Trouble                                    | If I Can Dream Trouble                                    | If I Can Dream Trouble                                    | If I Can Dream Trouble                                    | If I Can Dream Trouble                                    | If I Can Dream Trouble                                    | If I Can Dream Trouble                                    | If I Can Dream Trouble                                    | If I Can Dream Trouble                                    | If I Can Dream Trouble                                    | If I Can Dream Trouble                                    | If I Can Dream Trouble                                    | If I Can Dream Trouble                                    | If I Can Dream Trouble                                    | If I Can Dream Trouble                                    | If I Can Dream Trouble                                    | If I Can Dream Trouble                                    | If I Can Dream Trouble                                    | If I Can Dream Trouble                                    | If I Can Dream Trouble                                    | If I Can Dream Trouble                                    | If I Can Dream Trouble                                    | If I Can Dream Trouble                                    | If I Can Dream Trouble                                    | If I Can Dream Trouble                                    | If I Can Dream Trouble                                    | If I Can Dream Trouble                                    | If I Can Dream Trouble                                    | If I Can Dream Trouble                                    | If I Can Dream Trouble                                    | If I Can Dream Trouble                                    | If I Can Dream Trouble                                    | If I Can Dream Trouble                                    | If I Can Dream Trouble                                    | If I Can Dream Trouble                                    | If I Can Dream Trouble                                    | If I Can Dream Trouble                                    | If I Can Dream Trouble                                    | If I Can Dream Trouble                                    | If I Can Dream Trouble                                    | If I Can Dream Trouble                                    | If I Can Dream Trouble                                    | If I Can Dream Trouble                                    | If I Can Dream Trouble                                    | If I Can Dream Trouble                                    | If I Can Dream Trouble                                    | If I Can Dream Trouble                                    | If I Can Dream Trouble                                    | If I Can Dream Trouble                                    | If I Can Dream Trouble                                    | If I Can Dream Trouble                                    | If I Can Dream Trouble                                    | If I Can Dream Trouble                                    | If I Can Dream Trouble                                    | If I Can Dream Trouble                                    | If I Can Dream Trouble                                    | If I Can Dream Trouble                                    | If I Can Dream Trouble                                    | If I Can Dream Trouble                                    | If I Can Dream Trouble                                    | If I Can Dream Trouble                                    | If I Can Dream Trouble                                    | If I Can Dream Trouble                                    | If I Can Dream Trouble                                    | If I Can Dream Trouble                                    | If I Can Dream Trouble                                    | Elvis Presley                      | Elvis Presley                      | Elvis Presley                      | Elvis Presley                      | Elvis Presley                      | Elvis Presley                      | Elvis Presley                      | Elvis Presley                      | Elvis Presley                      | Elvis Presley                      | Elvis Presley                      | Elvis Presley                      | Elvis Presley                      | Elvis Presley                      | Elvis Presley                      | Elvis Presley                      | Elvis Presley                      | Elvis Presley                      | Elvis Presley                      | Elvis Presley                      | Elvis Presley                      | Elvis Presley                      | Elvis Presley                      | Elvis Presley                      | Elvis Presley                      | Elvis Presley                      | Elvis Presley                      | Elvis Presley                      | Elvis Presley                      | Elvis Presley                      | Elvis Presley                      | Elvis Presley                      | Elvis Presley                      | Elvis Presley                      | Elvis Presley                      | Elvis Presley                      | Elvis Presley                      | Elvis Presley                      | Elvis Presley                      | Elvis Presley                      | Elvis Presley                      | Elvis Presley                      | Elvis Presley                      | Elvis Presley                      | Elvis Presley                      | Elvis Presley                      | Elvis Presley                      | Elvis Presley                      | Elvis Presley                      | Elvis Presley                      | Elvis Presley                      | Elvis Presley                      | Elvis Presley                      | Elvis Presley                      | Elvis Presley                      | Elvis Presley                      | Elvis Presley                      | Elvis Presley                      | Elvis Presley                      | Elvis Presley                      | Elvis Presley                      | Elvis Presley                      | Elvis Presley                      | Elvis Presley                      | Elvis Presley                      | Elvis Presley                      | Elvis Presley                      | Elvis Presley                      | Elvis Presley                      | Elvis Presley                      | Elvis Presley                      | Elvis Presley                      | Elvis Presley                      | Elvis Presley                      | Elvis Presley                      | Elvis Presley                      | Elvis Presley                      | Elvis Presley                      | Elvis Presley                      | Elvis Presley                      | Elvis Presley                      | Elvis Presley                      | Elvis Presley                      | Elvis Presley                      | Elvis Presley                      | Elvis Presley                      | Elvis Presley                      | Elvis Presley                      | Elvis Presley                      | Elvis Presley                      | Elvis Presley                      | Elvis Presley                      | Elvis Presley                      | Elvis Presley                      | Elvis Presley                      | Elvis Presley                      | Elvis Presley                      | Elvis Presley                      | Elvis Presley                      | Elvis Presley                      | 3 7     | 3 7     | 3 7     | 3 7     | 3 7     | 3 7     | 3 7     | 3 7     | 3 7     | 3 7     | 3 7     | 3 7     | 3 7     | 3 7     | 3 7     | 3 7     | 3 7     | 3 7     | 3 7     | 3 7     | 3 7     | 3 7     | 3 7     | 3 7     | 3 7     | 3 7     | 3 7     | 3 7     | 3 7     | 3 7     | 3 7     | 3 7     | 3 7     | 3 7     | 3 7     | 3 7     | 3 7     | 3 7     | 3 7     | 3 7     | 3 7     | 3 7     | 3 7     | 3 7     | 3 7     | 3 7     | 3 7     | 3 7     | 3 7     | 3 7     | 3 7     | 3 7     | 3 7     | 3 7     | 3 7     | 3 7     | 3 7     | 3 7     | 3 7     | 3 7     | 3 7     | 3 7     | 3 7     | 3 7     | 3 7     | 3 7     | 3 7     | 3 7     | 3 7     | 3 7     | Safe     | Safe     | Safe     | Safe     | Safe     | Safe     | Safe     | Safe     | Safe     | Safe     | Safe     | Safe     | Safe     | Safe     | Safe     | Safe     | Safe     | Safe     | Safe     | Safe     | Safe     | Safe     | Safe     | Safe     | Safe     | Safe     | Safe     | Safe     | Safe     | Safe     | Safe     | Safe     | Safe     | Safe     | Safe     | Safe     | Safe     | Safe     | Safe     | Safe     | Safe     | Safe     | Safe     | Safe     | Safe     | Safe     | Safe     | Safe     | Safe     | Safe     | Safe     | Safe     | Safe     | Safe     | Safe     | Safe     | Safe     | Safe     | Safe     | Safe     | Safe     | Safe     | Safe     | Safe     | Safe     | Safe     | Safe     | Safe     | Safe     | Safe     |
| Top 3                         | Top 3                         | Top 3                         | Top 3                         | Top 3                         | Top 3                         | Top 3                         | Top 3                         | Top 3                         | Top 3                         | Top 3                         | Top 3                         | Top 3                         | Top 3                         | Top 3                         | Top 3                         | Top 3                         | Top 3                         | Top 3                         | Top 3                         | Top 3                         | Top 3                         | Top 3                         | Top 3                         | Top 3                         | Top 3                         | Top 3                         | Top 3                         | Top 3                         | Top 3                         | Top 3                         | Top 3                         | Top 3                         | Top 3                         | Top 3                         | Top 3                         | Top 3                         | Top 3                         | Top 3                         | Top 3                         | Top 3                         | Top 3                         | Top 3                         | Top 3                         | Top 3                         | Top 3                         | Top 3                         | Top 3                         | Top 3                         | Top 3                         | Top 3                         | Top 3                         | Top 3                         | Top 3                         | Top 3                         | Top 3                         | Top 3                         | Top 3                         | Top 3                         | Top 3                         | Top 3                         | Top 3                         | Top 3                         | Top 3                         | Top 3                         | Top 3                         | Top 3                         | Top 3                         | Top 3                         | Top 3                         | Top 3                         | Top 3                         | Top 3                         | Top 3                         | Top 3                         | Top 3                         | Top 3                         | Top 3                         | Top 3                         | Top 3                         | Top 3                         | Top 3                         | Top 3                         | Top 3                         | Top 3                         | Top 3                         | Top 3                         | Top 3                         | Top 3                         | Top 3                         | Clive Davis's Choice Judge’s Choice (Paula Abdul) Contestant's Choice | Clive Davis's Choice Judge’s Choice (Paula Abdul) Contestant's Choice | Clive Davis's Choice Judge’s Choice (Paula Abdul) Contestant's Choice | Clive Davis's Choice Judge’s Choice (Paula Abdul) Contestant's Choice | Clive Davis's Choice Judge’s Choice (Paula Abdul) Contestant's Choice | Clive Davis's Choice Judge’s Choice (Paula Abdul) Contestant's Choice | Clive Davis's Choice Judge’s Choice (Paula Abdul) Contestant's Choice | Clive Davis's Choice Judge’s Choice (Paula Abdul) Contestant's Choice | Clive Davis's Choice Judge’s Choice (Paula Abdul) Contestant's Choice | Clive Davis's Choice Judge’s Choice (Paula Abdul) Contestant's Choice | Clive Davis's Choice Judge’s Choice (Paula Abdul) Contestant's Choice | Clive Davis's Choice Judge’s Choice (Paula Abdul) Contestant's Choice | Clive Davis's Choice Judge’s Choice (Paula Abdul) Contestant's Choice | Clive Davis's Choice Judge’s Choice (Paula Abdul) Contestant's Choice | Clive Davis's Choice Judge’s Choice (Paula Abdul) Contestant's Choice | Clive Davis's Choice Judge’s Choice (Paula Abdul) Contestant's Choice | Clive Davis's Choice Judge’s Choice (Paula Abdul) Contestant's Choice | Clive Davis's Choice Judge’s Choice (Paula Abdul) Contestant's Choice | Clive Davis's Choice Judge’s Choice (Paula Abdul) Contestant's Choice | Clive Davis's Choice Judge’s Choice (Paula Abdul) Contestant's Choice | Clive Davis's Choice Judge’s Choice (Paula Abdul) Contestant's Choice | Clive Davis's Choice Judge’s Choice (Paula Abdul) Contestant's Choice | Clive Davis's Choice Judge’s Choice (Paula Abdul) Contestant's Choice | Clive Davis's Choice Judge’s Choice (Paula Abdul) Contestant's Choice | Clive Davis's Choice Judge’s Choice (Paula Abdul) Contestant's Choice | Clive Davis's Choice Judge’s Choice (Paula Abdul) Contestant's Choice | Clive Davis's Choice Judge’s Choice (Paula Abdul) Contestant's Choice | Clive Davis's Choice Judge’s Choice (Paula Abdul) Contestant's Choice | Clive Davis's Choice Judge’s Choice (Paula Abdul) Contestant's Choice | Clive Davis's Choice Judge’s Choice (Paula Abdul) Contestant's Choice | Clive Davis's Choice Judge’s Choice (Paula Abdul) Contestant's Choice | Clive Davis's Choice Judge’s Choice (Paula Abdul) Contestant's Choice | Clive Davis's Choice Judge’s Choice (Paula Abdul) Contestant's Choice | Clive Davis's Choice Judge’s Choice (Paula Abdul) Contestant's Choice | Clive Davis's Choice Judge’s Choice (Paula Abdul) Contestant's Choice | Clive Davis's Choice Judge’s Choice (Paula Abdul) Contestant's Choice | Clive Davis's Choice Judge’s Choice (Paula Abdul) Contestant's Choice | Clive Davis's Choice Judge’s Choice (Paula Abdul) Contestant's Choice | Clive Davis's Choice Judge’s Choice (Paula Abdul) Contestant's Choice | Clive Davis's Choice Judge’s Choice (Paula Abdul) Contestant's Choice | Clive Davis's Choice Judge’s Choice (Paula Abdul) Contestant's Choice | Clive Davis's Choice Judge’s Choice (Paula Abdul) Contestant's Choice | Clive Davis's Choice Judge’s Choice (Paula Abdul) Contestant's Choice | Clive Davis's Choice Judge’s Choice (Paula Abdul) Contestant's Choice | Clive Davis's Choice Judge’s Choice (Paula Abdul) Contestant's Choice | Clive Davis's Choice Judge’s Choice (Paula Abdul) Contestant's Choice | Clive Davis's Choice Judge’s Choice (Paula Abdul) Contestant's Choice | Clive Davis's Choice Judge’s Choice (Paula Abdul) Contestant's Choice | Clive Davis's Choice Judge’s Choice (Paula Abdul) Contestant's Choice | Clive Davis's Choice Judge’s Choice (Paula Abdul) Contestant's Choice | Clive Davis's Choice Judge’s Choice (Paula Abdul) Contestant's Choice | Clive Davis's Choice Judge’s Choice (Paula Abdul) Contestant's Choice | Clive Davis's Choice Judge’s Choice (Paula Abdul) Contestant's Choice | Clive Davis's Choice Judge’s Choice (Paula Abdul) Contestant's Choice | Clive Davis's Choice Judge’s Choice (Paula Abdul) Contestant's Choice | Clive Davis's Choice Judge’s Choice (Paula Abdul) Contestant's Choice | Clive Davis's Choice Judge’s Choice (Paula Abdul) Contestant's Choice | Clive Davis's Choice Judge’s Choice (Paula Abdul) Contestant's Choice | Clive Davis's Choice Judge’s Choice (Paula Abdul) Contestant's Choice | Clive Davis's Choice Judge’s Choice (Paula Abdul) Contestant's Choice | Clive Davis's Choice Judge’s Choice (Paula Abdul) Contestant's Choice | Clive Davis's Choice Judge’s Choice (Paula Abdul) Contestant's Choice | Clive Davis's Choice Judge’s Choice (Paula Abdul) Contestant's Choice | Clive Davis's Choice Judge’s Choice (Paula Abdul) Contestant's Choice | Clive Davis's Choice Judge’s Choice (Paula Abdul) Contestant's Choice | Clive Davis's Choice Judge’s Choice (Paula Abdul) Contestant's Choice | Clive Davis's Choice Judge’s Choice (Paula Abdul) Contestant's Choice | Clive Davis's Choice Judge’s Choice (Paula Abdul) Contestant's Choice | Clive Davis's Choice Judge’s Choice (Paula Abdul) Contestant's Choice | Clive Davis's Choice Judge’s Choice (Paula Abdul) Contestant's Choice | Clive Davis's Choice Judge’s Choice (Paula Abdul) Contestant's Choice | Clive Davis's Choice Judge’s Choice (Paula Abdul) Contestant's Choice | Clive Davis's Choice Judge’s Choice (Paula Abdul) Contestant's Choice | Clive Davis's Choice Judge’s Choice (Paula Abdul) Contestant's Choice | Clive Davis's Choice Judge’s Choice (Paula Abdul) Contestant's Choice | Clive Davis's Choice Judge’s Choice (Paula Abdul) Contestant's Choice | Clive Davis's Choice Judge’s Choice (Paula Abdul) Contestant's Choice | Clive Davis's Choice Judge’s Choice (Paula Abdul) Contestant's Choice | Clive Davis's Choice Judge’s Choice (Paula Abdul) Contestant's Choice | Clive Davis's Choice Judge’s Choice (Paula Abdul) Contestant's Choice | Clive Davis's Choice Judge’s Choice (Paula Abdul) Contestant's Choice | Clive Davis's Choice Judge’s Choice (Paula Abdul) Contestant's Choice | Clive Davis's Choice Judge’s Choice (Paula Abdul) Contestant's Choice | Clive Davis's Choice Judge’s Choice (Paula Abdul) Contestant's Choice | Clive Davis's Choice Judge’s Choice (Paula Abdul) Contestant's Choice | Clive Davis's Choice Judge’s Choice (Paula Abdul) Contestant's Choice | Clive Davis's Choice Judge’s Choice (Paula Abdul) Contestant's Choice | Clive Davis's Choice Judge’s Choice (Paula Abdul) Contestant's Choice | Clive Davis's Choice Judge’s Choice (Paula Abdul) Contestant's Choice | Clive Davis's Choice Judge’s Choice (Paula Abdul) Contestant's Choice | Clive Davis's Choice Judge’s Choice (Paula Abdul) Contestant's Choice | Clive Davis's Choice Judge’s Choice (Paula Abdul) Contestant's Choice | Clive Davis's Choice Judge’s Choice (Paula Abdul) Contestant's Choice | Clive Davis's Choice Judge’s Choice (Paula Abdul) Contestant's Choice | Clive Davis's Choice Judge’s Choice (Paula Abdul) Contestant's Choice | Clive Davis's Choice Judge’s Choice (Paula Abdul) Contestant's Choice | Clive Davis's Choice Judge’s Choice (Paula Abdul) Contestant's Choice | Clive Davis's Choice Judge’s Choice (Paula Abdul) Contestant's Choice | Clive Davis's Choice Judge’s Choice (Paula Abdul) Contestant's Choice | Clive Davis's Choice Judge’s Choice (Paula Abdul) Contestant's Choice | Open Arms What You Won't Do for Love I Believe to My Soul | Open Arms What You Won't Do for Love I Believe to My Soul | Open Arms What You Won't Do for Love I Believe to My Soul | Open Arms What You Won't Do for Love I Believe to My Soul | Open Arms What You Won't Do for Love I Believe to My Soul | Open Arms What You Won't Do for Love I Believe to My Soul | Open Arms What You Won't Do for Love I Believe to My Soul | Open Arms What You Won't Do for Love I Believe to My Soul | Open Arms What You Won't Do for Love I Believe to My Soul | Open Arms What You Won't Do for Love I Believe to My Soul | Open Arms What You Won't Do for Love I Believe to My Soul | Open Arms What You Won't Do for Love I Believe to My Soul | Open Arms What You Won't Do for Love I Believe to My Soul | Open Arms What You Won't Do for Love I Believe to My Soul | Open Arms What You Won't Do for Love I Believe to My Soul | Open Arms What You Won't Do for Love I Believe to My Soul | Open Arms What You Won't Do for Love I Believe to My Soul | Open Arms What You Won't Do for Love I Believe to My Soul | Open Arms What You Won't Do for Love I Believe to My Soul | Open Arms What You Won't Do for Love I Believe to My Soul | Open Arms What You Won't Do for Love I Believe to My Soul | Open Arms What You Won't Do for Love I Believe to My Soul | Open Arms What You Won't Do for Love I Believe to My Soul | Open Arms What You Won't Do for Love I Believe to My Soul | Open Arms What You Won't Do for Love I Believe to My Soul | Open Arms What You Won't Do for Love I Believe to My Soul | Open Arms What You Won't Do for Love I Believe to My Soul | Open Arms What You Won't Do for Love I Believe to My Soul | Open Arms What You Won't Do for Love I Believe to My Soul | Open Arms What You Won't Do for Love I Believe to My Soul | Open Arms What You Won't Do for Love I Believe to My Soul | Open Arms What You Won't Do for Love I Believe to My Soul | Open Arms What You Won't Do for Love I Believe to My Soul | Open Arms What You Won't Do for Love I Believe to My Soul | Open Arms What You Won't Do for Love I Believe to My Soul | Open Arms What You Won't Do for Love I Believe to My Soul | Open Arms What You Won't Do for Love I Believe to My Soul | Open Arms What You Won't Do for Love I Believe to My Soul | Open Arms What You Won't Do for Love I Believe to My Soul | Open Arms What You Won't Do for Love I Believe to My Soul | Open Arms What You Won't Do for Love I Believe to My Soul | Open Arms What You Won't Do for Love I Believe to My Soul | Open Arms What You Won't Do for Love I Believe to My Soul | Open Arms What You Won't Do for Love I Believe to My Soul | Open Arms What You Won't Do for Love I Believe to My Soul | Open Arms What You Won't Do for Love I Believe to My Soul | Open Arms What You Won't Do for Love I Believe to My Soul | Open Arms What You Won't Do for Love I Believe to My Soul | Open Arms What You Won't Do for Love I Believe to My Soul | Open Arms What You Won't Do for Love I Believe to My Soul | Open Arms What You Won't Do for Love I Believe to My Soul | Open Arms What You Won't Do for Love I Believe to My Soul | Open Arms What You Won't Do for Love I Believe to My Soul | Open Arms What You Won't Do for Love I Believe to My Soul | Open Arms What You Won't Do for Love I Believe to My Soul | Open Arms What You Won't Do for Love I Believe to My Soul | Open Arms What You Won't Do for Love I Believe to My Soul | Open Arms What You Won't Do for Love I Believe to My Soul | Open Arms What You Won't Do for Love I Believe to My Soul | Open Arms What You Won't Do for Love I Believe to My Soul | Open Arms What You Won't Do for Love I Believe to My Soul | Open Arms What You Won't Do for Love I Believe to My Soul | Open Arms What You Won't Do for Love I Believe to My Soul | Open Arms What You Won't Do for Love I Believe to My Soul | Open Arms What You Won't Do for Love I Believe to My Soul | Open Arms What You Won't Do for Love I Believe to My Soul | Open Arms What You Won't Do for Love I Believe to My Soul | Open Arms What You Won't Do for Love I Believe to My Soul | Open Arms What You Won't Do for Love I Believe to My Soul | Open Arms What You Won't Do for Love I Believe to My Soul | Open Arms What You Won't Do for Love I Believe to My Soul | Open Arms What You Won't Do for Love I Believe to My Soul | Open Arms What You Won't Do for Love I Believe to My Soul | Open Arms What You Won't Do for Love I Believe to My Soul | Open Arms What You Won't Do for Love I Believe to My Soul | Open Arms What You Won't Do for Love I Believe to My Soul | Open Arms What You Won't Do for Love I Believe to My Soul | Open Arms What You Won't Do for Love I Believe to My Soul | Open Arms What You Won't Do for Love I Believe to My Soul | Open Arms What You Won't Do for Love I Believe to My Soul | Open Arms What You Won't Do for Love I Believe to My Soul | Open Arms What You Won't Do for Love I Believe to My Soul | Open Arms What You Won't Do for Love I Believe to My Soul | Open Arms What You Won't Do for Love I Believe to My Soul | Open Arms What You Won't Do for Love I Believe to My Soul | Open Arms What You Won't Do for Love I Believe to My Soul | Open Arms What You Won't Do for Love I Believe to My Soul | Open Arms What You Won't Do for Love I Believe to My Soul | Open Arms What You Won't Do for Love I Believe to My Soul | Open Arms What You Won't Do for Love I Believe to My Soul | Open Arms What You Won't Do for Love I Believe to My Soul | Open Arms What You Won't Do for Love I Believe to My Soul | Open Arms What You Won't Do for Love I Believe to My Soul | Open Arms What You Won't Do for Love I Believe to My Soul | Open Arms What You Won't Do for Love I Believe to My Soul | Open Arms What You Won't Do for Love I Believe to My Soul | Open Arms What You Won't Do for Love I Believe to My Soul | Open Arms What You Won't Do for Love I Believe to My Soul | Open Arms What You Won't Do for Love I Believe to My Soul | Open Arms What You Won't Do for Love I Believe to My Soul | Open Arms What You Won't Do for Love I Believe to My Soul | Open Arms What You Won't Do for Love I Believe to My Soul | Open Arms What You Won't Do for Love I Believe to My Soul | Open Arms What You Won't Do for Love I Believe to My Soul | Open Arms What You Won't Do for Love I Believe to My Soul | Open Arms What You Won't Do for Love I Believe to My Soul | Open Arms What You Won't Do for Love I Believe to My Soul | Open Arms What You Won't Do for Love I Believe to My Soul | Open Arms What You Won't Do for Love I Believe to My Soul | Open Arms What You Won't Do for Love I Believe to My Soul | Open Arms What You Won't Do for Love I Believe to My Soul | Open Arms What You Won't Do for Love I Believe to My Soul | Open Arms What You Won't Do for Love I Believe to My Soul | Open Arms What You Won't Do for Love I Believe to My Soul | Open Arms What You Won't Do for Love I Believe to My Soul | Open Arms What You Won't Do for Love I Believe to My Soul | Open Arms What You Won't Do for Love I Believe to My Soul | Open Arms What You Won't Do for Love I Believe to My Soul | Open Arms What You Won't Do for Love I Believe to My Soul | Open Arms What You Won't Do for Love I Believe to My Soul | Open Arms What You Won't Do for Love I Believe to My Soul | Open Arms What You Won't Do for Love I Believe to My Soul | Open Arms What You Won't Do for Love I Believe to My Soul | Open Arms What You Won't Do for Love I Believe to My Soul | Open Arms What You Won't Do for Love I Believe to My Soul | Open Arms What You Won't Do for Love I Believe to My Soul | Open Arms What You Won't Do for Love I Believe to My Soul | Open Arms What You Won't Do for Love I Believe to My Soul | Open Arms What You Won't Do for Love I Believe to My Soul | Open Arms What You Won't Do for Love I Believe to My Soul | Journey Bobby Caldwell Ray Charles | Journey Bobby Caldwell Ray Charles | Journey Bobby Caldwell Ray Charles | Journey Bobby Caldwell Ray Charles | Journey Bobby Caldwell Ray Charles | Journey Bobby Caldwell Ray Charles | Journey Bobby Caldwell Ray Charles | Journey Bobby Caldwell Ray Charles | Journey Bobby Caldwell Ray Charles | Journey Bobby Caldwell Ray Charles | Journey Bobby Caldwell Ray Charles | Journey Bobby Caldwell Ray Charles | Journey Bobby Caldwell Ray Charles | Journey Bobby Caldwell Ray Charles | Journey Bobby Caldwell Ray Charles | Journey Bobby Caldwell Ray Charles | Journey Bobby Caldwell Ray Charles | Journey Bobby Caldwell Ray Charles | Journey Bobby Caldwell Ray Charles | Journey Bobby Caldwell Ray Charles | Journey Bobby Caldwell Ray Charles | Journey Bobby Caldwell Ray Charles | Journey Bobby Caldwell Ray Charles | Journey Bobby Caldwell Ray Charles | Journey Bobby Caldwell Ray Charles | Journey Bobby Caldwell Ray Charles | Journey Bobby Caldwell Ray Charles | Journey Bobby Caldwell Ray Charles | Journey Bobby Caldwell Ray Charles | Journey Bobby Caldwell Ray Charles | Journey Bobby Caldwell Ray Charles | Journey Bobby Caldwell Ray Charles | Journey Bobby Caldwell Ray Charles | Journey Bobby Caldwell Ray Charles | Journey Bobby Caldwell Ray Charles | Journey Bobby Caldwell Ray Charles | Journey Bobby Caldwell Ray Charles | Journey Bobby Caldwell Ray Charles | Journey Bobby Caldwell Ray Charles | Journey Bobby Caldwell Ray Charles | Journey Bobby Caldwell Ray Charles | Journey Bobby Caldwell Ray Charles | Journey Bobby Caldwell Ray Charles | Journey Bobby Caldwell Ray Charles | Journey Bobby Caldwell Ray Charles | Journey Bobby Caldwell Ray Charles | Journey Bobby Caldwell Ray Charles | Journey Bobby Caldwell Ray Charles | Journey Bobby Caldwell Ray Charles | Journey Bobby Caldwell Ray Charles | Journey Bobby Caldwell Ray Charles | Journey Bobby Caldwell Ray Charles | Journey Bobby Caldwell Ray Charles | Journey Bobby Caldwell Ray Charles | Journey Bobby Caldwell Ray Charles | Journey Bobby Caldwell Ray Charles | Journey Bobby Caldwell Ray Charles | Journey Bobby Caldwell Ray Charles | Journey Bobby Caldwell Ray Charles | Journey Bobby Caldwell Ray Charles | Journey Bobby Caldwell Ray Charles | Journey Bobby Caldwell Ray Charles | Journey Bobby Caldwell Ray Charles | Journey Bobby Caldwell Ray Charles | Journey Bobby Caldwell Ray Charles | Journey Bobby Caldwell Ray Charles | Journey Bobby Caldwell Ray Charles | Journey Bobby Caldwell Ray Charles | Journey Bobby Caldwell Ray Charles | Journey Bobby Caldwell Ray Charles | Journey Bobby Caldwell Ray Charles | Journey Bobby Caldwell Ray Charles | Journey Bobby Caldwell Ray Charles | Journey Bobby Caldwell Ray Charles | Journey Bobby Caldwell Ray Charles | Journey Bobby Caldwell Ray Charles | Journey Bobby Caldwell Ray Charles | Journey Bobby Caldwell Ray Charles | Journey Bobby Caldwell Ray Charles | Journey Bobby Caldwell Ray Charles | Journey Bobby Caldwell Ray Charles | Journey Bobby Caldwell Ray Charles | Journey Bobby Caldwell Ray Charles | Journey Bobby Caldwell Ray Charles | Journey Bobby Caldwell Ray Charles | Journey Bobby Caldwell Ray Charles | Journey Bobby Caldwell Ray Charles | Journey Bobby Caldwell Ray Charles | Journey Bobby Caldwell Ray Charles | Journey Bobby Caldwell Ray Charles | Journey Bobby Caldwell Ray Charles | Journey Bobby Caldwell Ray Charles | Journey Bobby Caldwell Ray Charles | Journey Bobby Caldwell Ray Charles | Journey Bobby Caldwell Ray Charles | Journey Bobby Caldwell Ray Charles | Journey Bobby Caldwell Ray Charles | Journey Bobby Caldwell Ray Charles | Journey Bobby Caldwell Ray Charles | Journey Bobby Caldwell Ray Charles | 1 4 7   | 1 4 7   | 1 4 7   | 1 4 7   | 1 4 7   | 1 4 7   | 1 4 7   | 1 4 7   | 1 4 7   | 1 4 7   | 1 4 7   | 1 4 7   | 1 4 7   | 1 4 7   | 1 4 7   | 1 4 7   | 1 4 7   | 1 4 7   | 1 4 7   | 1 4 7   | 1 4 7   | 1 4 7   | 1 4 7   | 1 4 7   | 1 4 7   | 1 4 7   | 1 4 7   | 1 4 7   | 1 4 7   | 1 4 7   | 1 4 7   | 1 4 7   | 1 4 7   | 1 4 7   | 1 4 7   | 1 4 7   | 1 4 7   | 1 4 7   | 1 4 7   | 1 4 7   | 1 4 7   | 1 4 7   | 1 4 7   | 1 4 7   | 1 4 7   | 1 4 7   | 1 4 7   | 1 4 7   | 1 4 7   | 1 4 7   | 1 4 7   | 1 4 7   | 1 4 7   | 1 4 7   | 1 4 7   | 1 4 7   | 1 4 7   | 1 4 7   | 1 4 7   | 1 4 7   | 1 4 7   | 1 4 7   | 1 4 7   | 1 4 7   | 1 4 7   | 1 4 7   | 1 4 7   | 1 4 7   | 1 4 7   | 1 4 7   | Éliminé  | Éliminé  | Éliminé  | Éliminé  | Éliminé  | Éliminé  | Éliminé  | Éliminé  | Éliminé  | Éliminé  | Éliminé  | Éliminé  | Éliminé  | Éliminé  | Éliminé  | Éliminé  | Éliminé  | Éliminé  | Éliminé  | Éliminé  | Éliminé  | Éliminé  | Éliminé  | Éliminé  | Éliminé  | Éliminé  | Éliminé  | Éliminé  | Éliminé  | Éliminé  | Éliminé  | Éliminé  | Éliminé  | Éliminé  | Éliminé  | Éliminé  | Éliminé  | Éliminé  | Éliminé  | Éliminé  | Éliminé  | Éliminé  | Éliminé  | Éliminé  | Éliminé  | Éliminé  | Éliminé  | Éliminé  | Éliminé  | Éliminé  | Éliminé  | Éliminé  | Éliminé  | Éliminé  | Éliminé  | Éliminé  | Éliminé  | Éliminé  | Éliminé  | Éliminé  | Éliminé  | Éliminé  | Éliminé  | Éliminé  | Éliminé  | Éliminé  | Éliminé  | Éliminé  | Éliminé  | Éliminé  |

## Discographie

### Albums studio
| 2007                                                  | Elliott Yamin - Sortie : 20 mars 2007 - Label : Hickory Records                                                 | 3   | 11 | 1  | 3  | —  | - US sales: 527,000 - RIAA certifications : Gold |
| 2007                                                  | Sounds of the Season: The Elliott Yamin Holiday Collection - Sortie : 14 octobre 2007 - Label : Hickory Records | 32  | 20 | 4  | —  | 1  | - US sales: 81,000                               |
| 2008                                                  | My Kind of Holiday - Sortie : 7 octobre 2008 - Label : TRP Records/Fontana                                      | 162 | 19 | 22 | —  | 18 | - US sales: 27,000                               |
| 2009                                                  | Fight for Love - Sortie : 5 mai 2009 - Label : Hickory Records                                                  | 26  | —  | 4  | 26 | —  | - US sales: 49,000                               |
| 2011                                                  | Gather 'Round - Sortie : 2 février 2011 (Japon) - Label : Avex Trax                                             | —   | —  | —  | —  | —  |                                                  |
| 2012                                                  | Let's Get To What's Real - Sortie : 27 mars 2012 - Label : E1/Purpose Music Group                               | —   | —  | —  | —  | —  | - US sales: 2,000                                |
| "—" denotes the album failed to chart or not released | |     |    |    |    |    |                                                  |

### Singles
| Année | Chanson                                    | Album                                | U.S. | U.S. Pop | U.S. AC | CAN | JPN | RIAA certification |
| ----- | ------------------------------------------ | ------------------------------------ | ---- | -------- | ------- | --- | --- | ------------------ |
| 2006  | This Christmas[B]                          | Non-album single                     | -    | -        | 21      | -   | -   | -                  |
| 2007  | Wait for You[C], [D]                       | Elliott Yamin                        | 13   | 5        | 4       | 22  | 3   | Platinum           |
| 2007  | One Word[E]                                | Elliott Yamin                        | -    | -        | -       | -   | -   | -                  |
| 2008  | Real Love (avec Katharine McPhee)          | Randy Jackson's Music Club, Vol. 1   | -    | -        | -       | -   | -   | -                  |
| 2008  | Home                                       | Wait for You Premium Edition (Japon) | -    | -        | -       | -   | 91  | -                  |
| 2008  | In Love With You Forever                   | Wait for You Premium Edition (Japon) | -    | -        | -       | -   | 79  |                    |
| 2008  | Warm Me Up                                 | My Kind of Holiday                   | -    | -        | -       | -   | -   | -                  |
| 2009  | Fight for Love                             | Fight for Love                       | -    | 80       | -       | -   | -   | -                  |
| 2009  | You Say (Japon)                            | Fight for Love                       | -    | -        | -       | -   | 8   | -                  |
| 2009  | Can't Keep on Loving You (From A Distance) | Fight for Love                       | -    | -        | 27      | -   | -   | -                  |
| 2011  | 3 Words                                    | Gather 'Round (Japan)                | -    | -        | 24      | -   | -   | -                  |

### Autres
| Année | Chanson                       | Album                           | U.S. | U.S. Pop | Bubbling | RIAA certification |
| ----- | ----------------------------- | ------------------------------- | ---- | -------- | -------- | ------------------ |
| 2006  | Moody's Mood for Love[F]      | American Idol Season 5: Encores | -    | 73       | 1        |                    |
| 2007  | Movin' On[G]                  | Elliott Yamin                   | 61   | 49       | -        |                    |
| 2008  | Can You Feel the Love Tonight | DisneyMania 6                   | -    | -        | -        |                    |

### Vidéos musicales
| Date | Chanson        | Réalisateur    | Notes | Références |
| ---- | -------------- | -------------- | --- | ---------- |
| 2007 | Wait for You   | Nick Spanos    | The video debuted on the VH1 Top 20 Video Countdown on June 16, 2007, at number 1 and spent 17 weeks on the countdown, 8 of those in the top spot. It was number 19 in VH1's Top 40 Videos of 2007 countdown. | ,          |
| 2007 | One Word       | Shaun Peterson | The video debuted on the VH1 Top 20 Video Countdown on December 8, 2007, at number 20. | ,          |
| 2009 | Fight for Love | Nick Spanos    | The video debuted on the VH1 Top 20 Video Countdown on May 23, 2009, at number 17. | ,          |
| 2009 | You Say        | Nick Spanos    | The video was released in Japan only. |            |